# Drapeau de la France
Le drapeau de la France, drapeau tricolore bleu, blanc, rouge, également appelé « drapeau tricolore », ou simplement « drapeau français », est l'emblème et le drapeau national de la France sans interruption depuis 1830. Il a été adopté par les différents empires, monarchies et républiques françaises depuis. Il est mentionné dans l'article 2 de la Constitution française de 1958. Ce drapeau aux proportions 2 : 3 (« deux tiers », deux pour la hauteur, trois pour la largeur) est composé de trois bandes verticales, bleue, blanche et rouge de hauteur et largeur identiques.
Sous la forme de pavillon de la Marine de guerre, il date du 27 pluviôse an II (15 février 1794) — dessiné selon la légende par Jacques-Louis David (1748-1825) à la demande de la Convention —, mais ses origines sont plus anciennes et remontent aux trois couleurs de la liberté (14 juillet 1789). Le bleu et le rouge auraient pour origine les couleurs de la ville de Paris, celles de la Garde nationale, couleurs qui entouraient le blanc du royaume de France, donc identiques aux trois couleurs utilisées par les différents pavillons français d'Ancien Régime.
Le drapeau tricolore est le pavillon de marine officiel de la France depuis 1794 et le drapeau officiel des armées depuis 1812, à l'exception des périodes de Restauration : 1814-1815 et 1815-1830.
À partir du début de la présidence de Valéry Giscard d'Estaing en 1974, une version éclaircie a été utilisée pour les services protocolaires, avec un bleu semblable à celui du drapeau européen. Cette autre version, qui s'est entre-temps propagée en dehors de cet usage, a été abandonnée par le président Emmanuel Macron en 2020.

## Utilisation des trois couleurs sous la royauté
Le traitement ci-dessous des couleurs suit l'ordre chronologique de leurs apparitions.
Les emblèmes utilisés reflétaient les trois ordres traditionnels de la société, avec :
- une bannière religieuse qui fut d'abord l'oriflamme de l’abbaye de Saint-Denis, puis la bannière de Jeanne d'Arc ou de saint Michel ;
- un étendard royal ou seigneurial, en l'occurrence les fleurs de lys sur fond bleu, puis la cornette blanche (également adoptée par la flotte) ;
- un signe de reconnaissance pour les fantassins qui fut d'abord la croix rouge sur fond blanc, puis la croix blanche sur fond souvent bleu (comme pour le pavillon de la marine marchande).

### Rouge

Oriflamme.

#### L'oriflamme de Saint-Denis
La couleur rouge est la couleur de la bannière de l'abbaye de Saint-Denis élaborée en 1124 par l’abbé Suger. Ce rouge symbolise le martyre de saint Denis, premier évêque de Paris. Les comtes du Vexin la portaient à la guerre en tant qu'avoués de cette abbaye royale dont l’origine remonte au roi mérovingien Dagobert Ier. Quand, en 1077, Philippe Ier intègre le Vexin français au domaine royal, le roi hérite de cette charge de porte-drapeau et de défenseur militaire de l'abbaye. Le gonfalon rouge, porté par le dapifer, est par la suite utilisé au côté de la bannière du royaume de France. Pendant la guerre de Cent Ans, le roi d’Angleterre Henri VI occupe Saint-Denis et utilise l’oriflamme ainsi que les regalias françaises, afin d’unir les deux couronnes. La bannière de Saint-Denis est ensuite abandonnée par Charles VII au profit de l'étendard de saint Michel.
La bannière de Saint-Denis est appelée dès les alentours de 1170 « oriflamme », du nom de l'étendard que la Chanson de Roland attribue à Charlemagne. Plus qu'une légitimité à succéder aux carolingiens, l'oriflamme de Saint-Denis devient le signe de la mission divine du roi capétien. Une oraison funèbre écrite en 1350, reprise par une Chronique universelle du début du XVe siècle, mentionne la légende que Clovis l'a reçue de Dieu.

#### La Vraie Croix portée par saint Georges

Les Français arborent une croix rouge sur fond blanc pendant les croisades. En 1283, le drapeau est confisqué aux Gallois qui le portent également, puis arboré par les Anglais.

Le 13 janvier 1188, lors d'une entrevue à Gisors, l'archevêque latin de Tyr exhorte le roi de France Philippe II, le roi d'Angleterre Henri II et le comte de Flandre Philippe Ier à secourir la Terre sainte. Une nouvelle croisade est organisée. Il est convenu que les Français arboreront une croix rouge sur fond blanc, les Anglais une croix blanche sur fond rouge, et les Flamands une croix verte sur fond blanc.

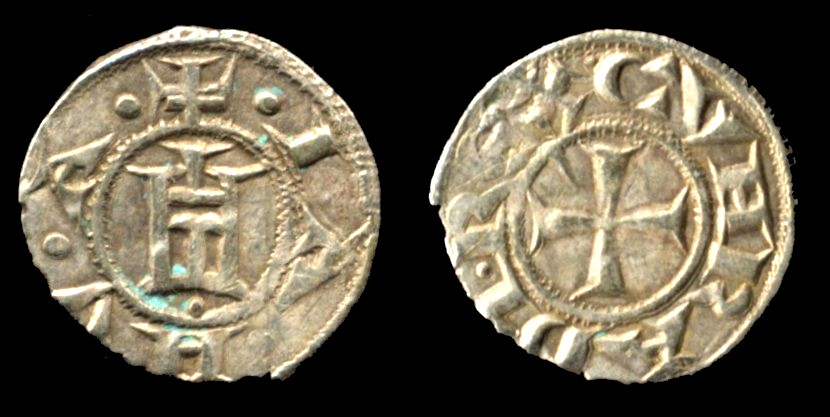
Un denier de Gênes émis à partir de 1139. L'avers, comme sur le genovino, montre l'insignia cruxata comunis Janue, qui figure à partir de 1218 en rouge sur le champ blanc du drapeau de la ville.

Cependant, aucune de ces bannières ne véhicule alors de signification nationale. La croix rouge est un insigne du Christ et d'une mission que la tradition attache au souvenir du pape Gélase armant les cités contre l'envahisseur ostrogoth, l'arien Théodoric. La porter est un honneur auquel chaque militaire peut prétendre en formant un vœu. Identifiée à saint Georges combattant le dragon, elle avait déjà été brandie en juin 1063 pour encourager les troupes de Roger de Hauteville à la bataille de Cerami face aux Sarrasins de Sicile. La bannière de saint Georges apparait de nouveau en décembre 1096 à la bataille d'Alcoraz contre les Maures d'Al-Andalus, puis deux ans plus tard au siège d'Antioche.
Elle est adoptée par plusieurs des communes qui se développent dans la plaine cisalpine comme signe de la légitimité de leur franchise face à l'empereur du Saint-Empire. Milan en fait une de ses bannières, son vexillum publicum, arboré au carroccio de 1160. Quand, à Gisors, le pape la transmet au roi Philippe, l'intention du premier est donc clairement d'inscrire le second dans ce qui deviendra le parti guelfe. Être en faveur de la croisade, c'est aussi être pour le pape. Les navires génois, qui transportent les croisés, arborent la croix de saint Georges. En 1218, l'insignia cruxata comunis Janue (enseigne à la croix de la commune de Gênes), est pavoisée dans la cité de Vintimille conquise et devient l'emblème de la république maritime.
C'est donc à quelle puissance reviendra l'honneur de porter l'étendard de saint Georges. Après avoir capturé le 22 juin 1283 dans les tourbières du mont Bera (en) le dernier prince des Galles indépendantes, Dafydd ap Gruffudd, en fuite depuis la défaite du pont sur l'Irvon, puis l'avoir exécuté hanged, drawn and quartered à Shrewsbury le 3 octobre, le roi d'Angleterre Édouard organise pour lui et sa famille à Londres un triomphe qui se déroule en mai 1285. Au cours des cérémonies, est exposée à Westminster, parmi les autres regalia du défunt prince gallois Llywelyn le Dernier que l'abbé de Cymer Huw ab Izhel avait remises deux ans plus tôt au vainqueur, la « couronne du roi Arthur » et la croix de Nuz, réputée être du bois de la Vraie Croix. C'est alors que la croix rouge, symbole de la Vraie Croix tout entière, est choisie par l'Angleterre à son tour. L'ordre de la Jarretière, créé le 23 avril 1348 le jour de la saint Georges, la diffuse comme l'emblème de sa puissance étendue sur le pays de Galles et l'Écosse, assujettie en 1296 à la suite de la bataille de Dunbar et du transfert à Westminster de la pierre du destin.
Or ces deux pays vont devenir des pièces dans le jeu politique de la France en lutte contre son « ennemi héréditaire ». En 1326, le roi de France Charles le Bel, qui avait pourtant participé deux ans plus tôt à une expédition contre l'Écosse, conclut avec elle le traité de Corbeil qui renouvelle l'Auld Alliance. En 1335, son successeur Philippe de Valois envoie à son alliée une armée commandée par Raoul de Brienne. En vertu du traité de 1213 signé entre Philippe Auguste et Léolin le Grand, le roi de France Charles le Sage soutient de 1372 à 1378 les prétentions d'Owain Lawgoch sur le principauté de Galles. Dès le début de la guerre de Cent Ans, les villes gasconnes se ralliant au Prince Noir arborent la croix de Saint Georges. Quand quatre-vingt-deux ans plus tard, le 1er décembre 1420, les Anglais s'emparent de Paris, de Saint-Denis et de son oriflamme, le rouge de la croix de Saint Georges, que portaient les Français deux siècles et demi plus tôt, est fixé définitivement comme la couleur de l'ennemi des fidèles au Dauphin. Repliés à Bourges, ceux-ci choisissent alors d'arborer une croix blanche et de se donner pour patron Saint Michel.

#### Les galères
Le rouge fleurdelysé d'or a été choisi comme étendard des galères royales alors que les vaisseaux royaux arboraient le blanc ou parfois le blanc fleurdelysé d'or.

### Bleu

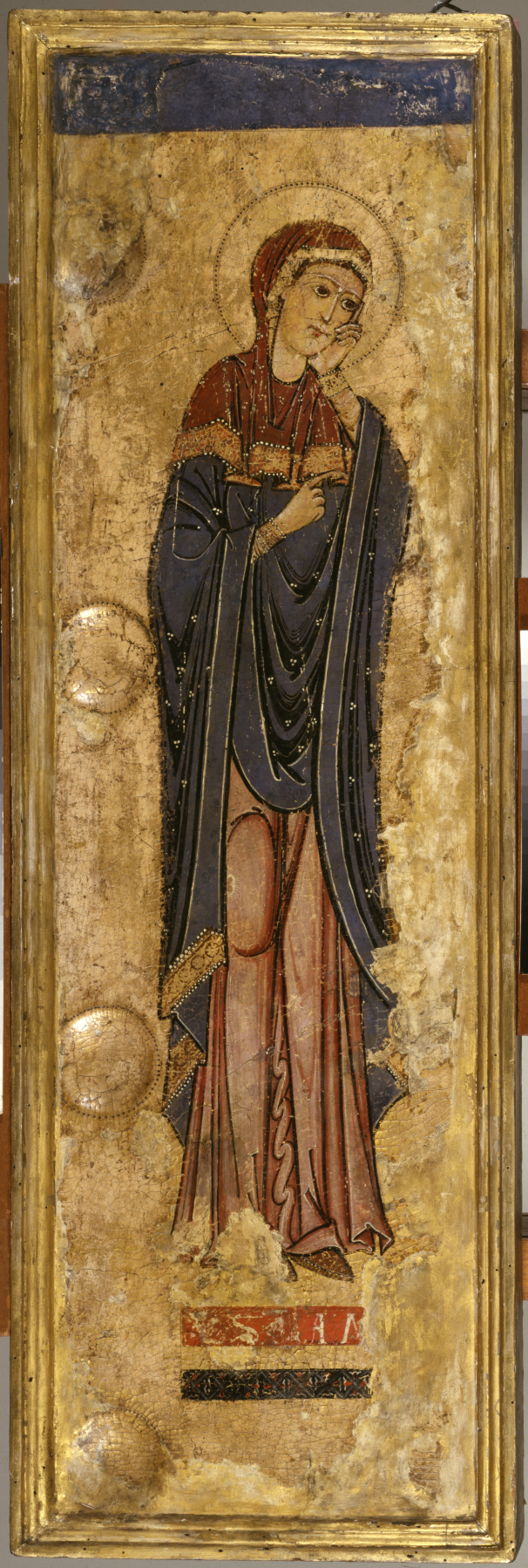
Sainte Vierge endeuillée dans son manteau cendré - Spolète, fin du XIIe siècle.

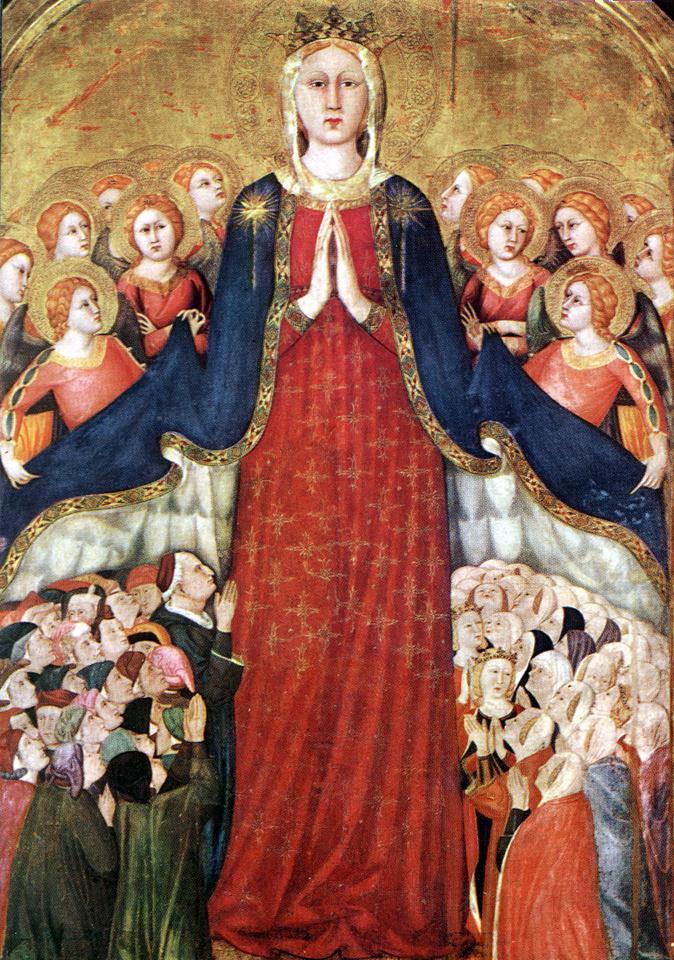
La même recouvrant les fidèles de son manteau désormais bleu. La tunique est traditionnellement rouge.
Memmi, Orvieto, mi XIVe siècle.

#### Le pallium chrétien
Dès l'Antiquité, le rejet de la toge pour le pallium (« a togā ad pallium ») signe le vœu de se retirer du monde. Tertullien instaure cette coutume dans la tradition chrétienne. À partir du XIIe siècle, apparaissent de nouveaux pigments, le pastel pour les vêtements, l'outremer véritable pour la peinture, dont l'emploi est un signe de richesse tant sa fabrication est coûteuse. Ce n'est qu'alors que le bleu cosmique est associé au manteau des saints, peut être par opposition à la couleur pourpre de la toge impériale. L'azur devient un symbole de grandeur spirituelle.
C'est la couleur du manteau de la Vierge, qui abandonne ses vêtements de deuil sombres peints jusqu'alors en noir ou gris foncé. C'est également celle qui est désormais attribuée à la chape de saint Martin.
À l'époque carolingienne, la tradition est déjà établie que cette relique, dont aucune source directe antérieure au XIIe siècle ne précise la teinte, est utilisée comme palladium par Clovis. Si elle a été portée par les rois mérovingiens dans la guerre quasiment comme un artifice magique, elle le sera par les Capétiens au moment du sacre. C'est la raison pour laquelle ils portent un manteau à fond bleu au cours de cette cérémonie.

Armorial capétien
Raoul Ier de Vermandois.
Rois de France avant 1376.
Rois de France après 1376.

#### Le bleu de France
C'est donc au début du règne des Capétiens que la chape de saint Martin se colore en bleu. Le bleu est ainsi intimement associé aux rois de France et figure très tôt dans leurs armoiries fleurdelisées, dont l'usage militaire apparait au XIIe siècle. Revêtir la chape de saint Martin est le symbole de la légitimité que confère l'Église au roi, en particulier au moment du sacre, et réciproquement de la politique de la France capétienne, « fille aînée de l’Église », s'appuyant sur les évêques et le pape.
La couleur d'azur est en particulier celle des armes des branches cadettes de la famille royale, par exemple celles de Raoul Ier de Vermandois, « échiqueté d'or et d'azur », entre 1135 et 1145.

### Blanc

Croix blanche de saint Michel, opposée à la croix rouge des Anglais, sur fond bleu, couleur de la chape de saint Martin et des capétiens. La guerre de Cent Ans l'érige en drapeau militaire de la France.

#### Croix de saint Michel
Les croisades instaurent la coutume de se distinguer au combat par des croix de couleurs différentes, croix qui pour des raisons pratiques se réduisent bien souvent à des doubles sautoirs. À la croix guerrière, est associée la figure de saint Michel « capitaine des armées célestes ». Invoquer pour son camp l'archange combattant Satan est une manière d'insulter son ennemi sinon de l'envoyer symboliquement au diable. À partir de 1300, au cours des campagnes de Flandre, les armées royales prennent l'habitude d'arborer sous l'invocation de saint Michel une croix blanche, d'abord en bande ou en croix latine. À la bataille de Mons-en-Pévèle en 1304, la tactique prévaut sur le symbole, la couleur sur la forme, et les chevaliers français se ceignent avant de partir au combat d’écharpes blanches de rencontre pour servir de signe de ralliement juste avant la charge.
La guerre de Cent Ans est l'occasion d'exalter le symbole de la croix blanche, opposée à la croix rouge d'Angleterre. En 1355, Jean Ier d'Armagnac, exige de ses soldats de porter une croix blanche sur la frontière de Guyenne. Durant l'été 1417, devant la menace des troupes anglaises d'Henri V qui combattent avec l'emblème de la croix rouge, les habitants d'Orléans en état de prendre les armes reçoivent l'ordre de porter notamment une heuque bleue marquée sur la poitrine d'une croix blanche.

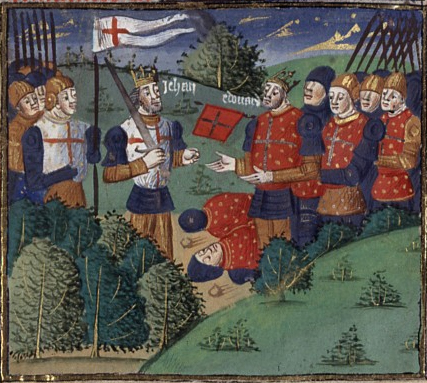
Bataille de Poitiers (1356) : Français portant la croix rouge.
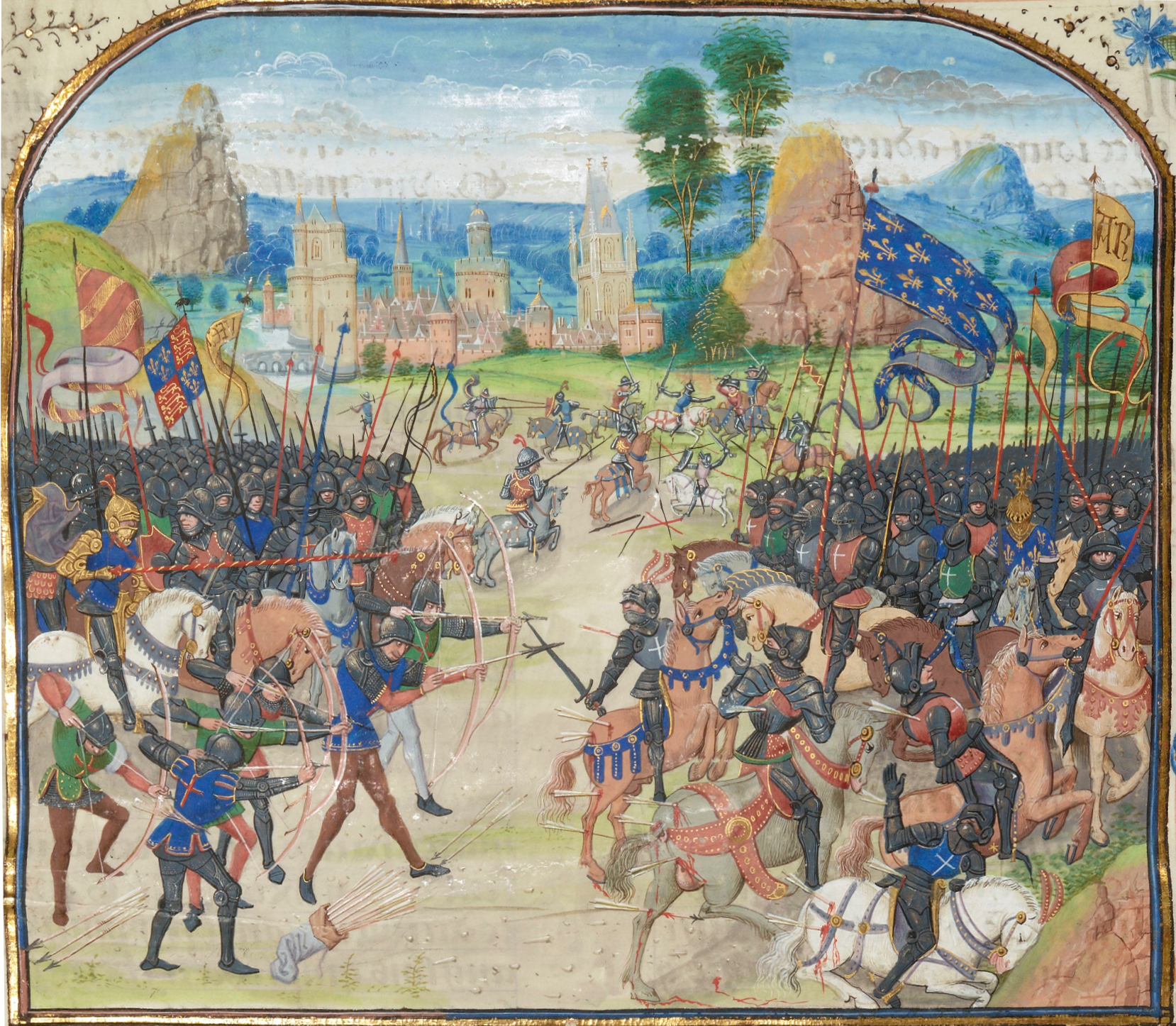
Bataille de Poitiers (1356) Français portant la croix blanche. (Chroniques de Froissart, manuscrit de Gruuthuse).
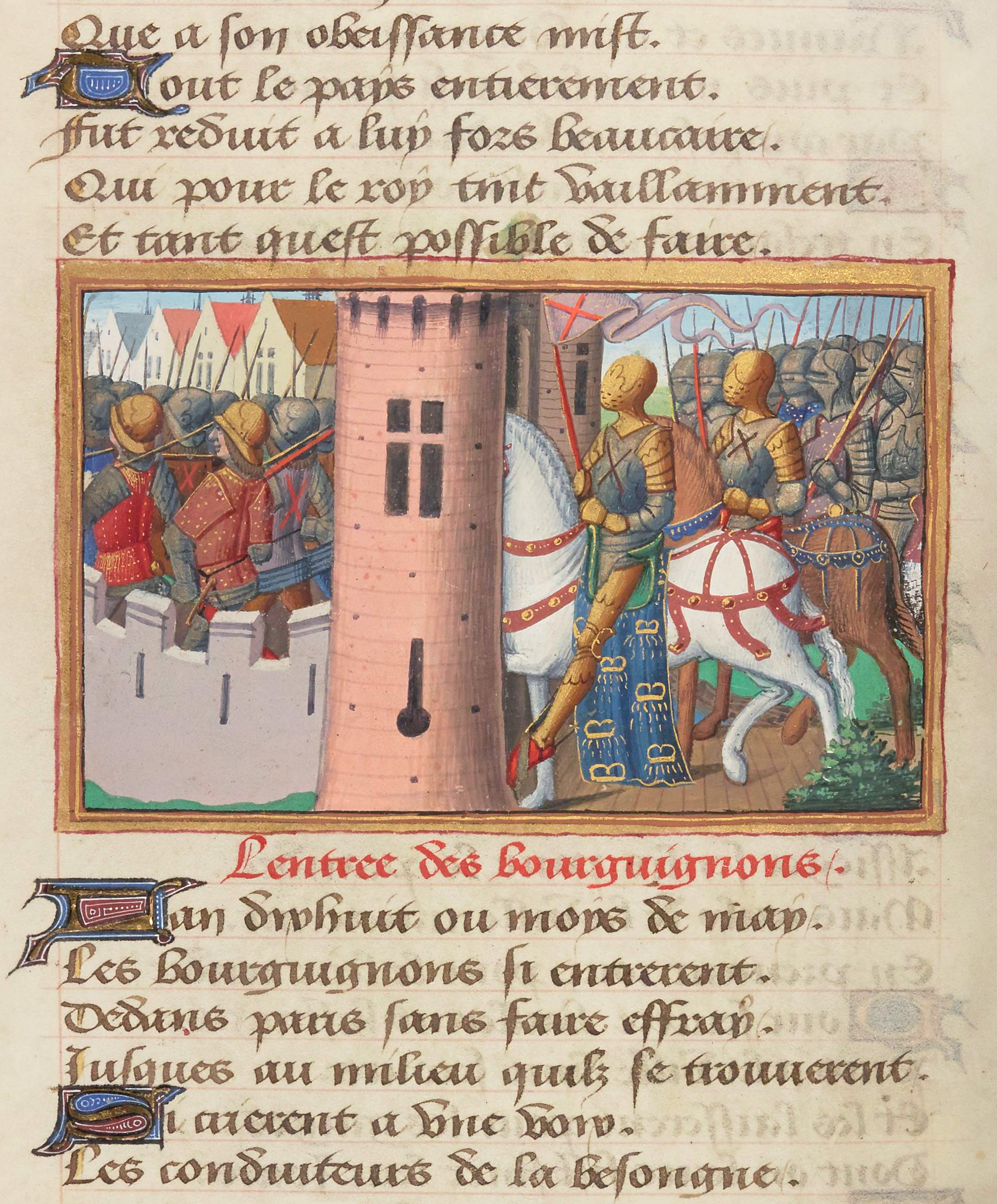
Bourguignons portant la croix de saint André à Paris en 1418.
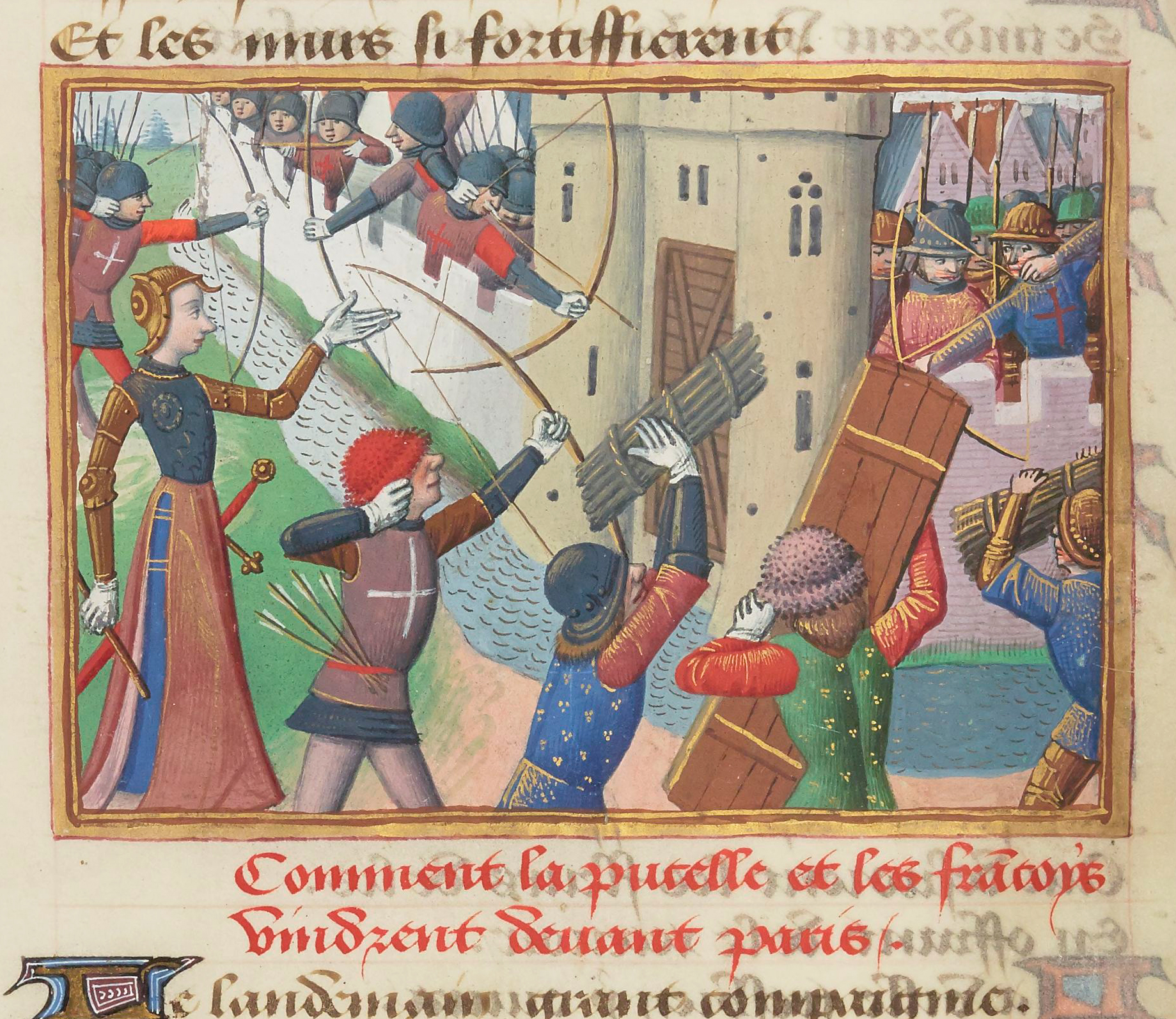
Siège de Paris par Jeanne d'Arc (1429) : Français portant la croix blanche.
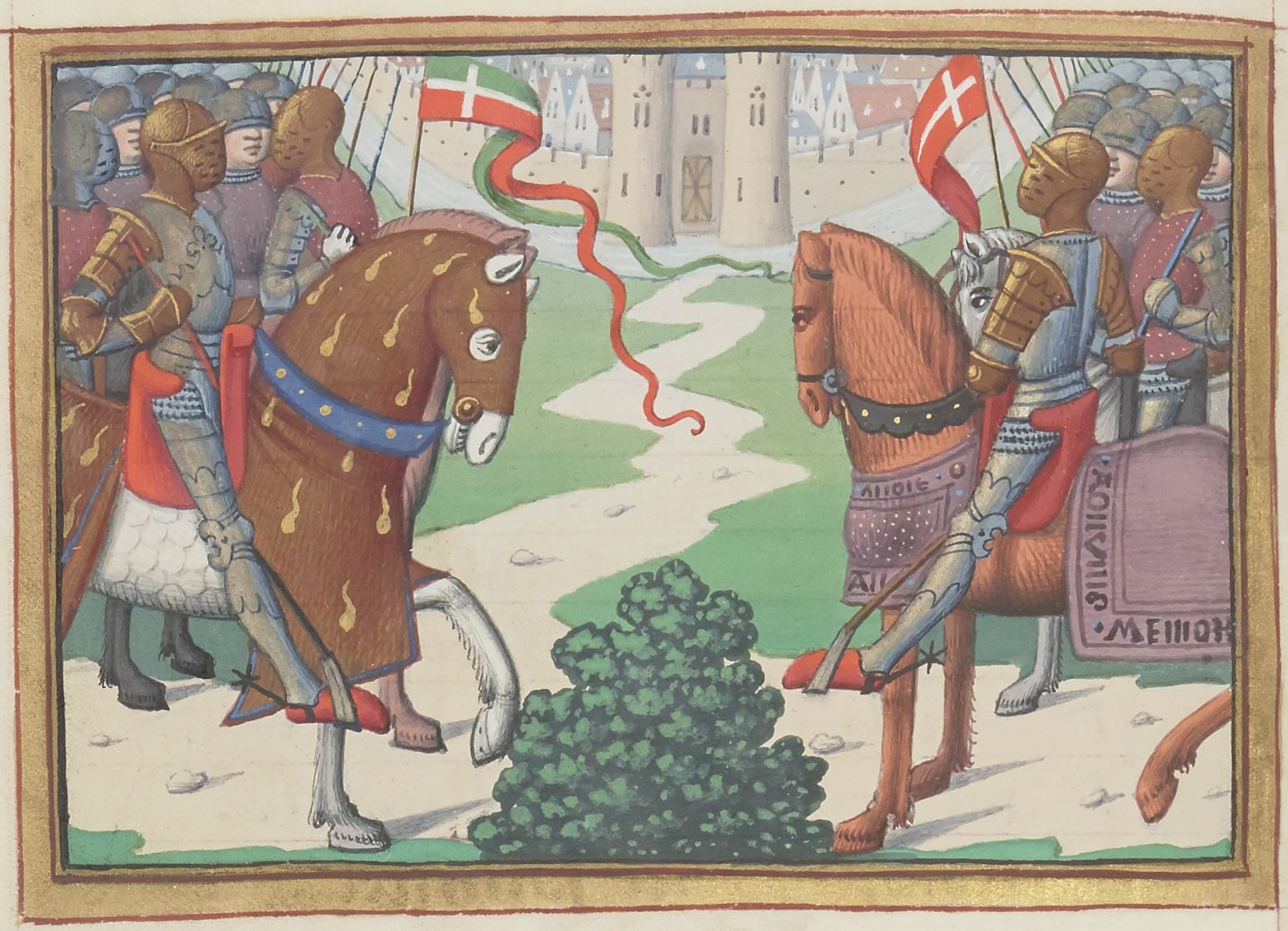
Siège de Rouen (1449) : étendards français.

En 1418, le dernier fils de Charles VI, devenu le dauphin l'année précédente, adopte, sur ses étendards, l'image de saint Michel armé terrassant le dragon et fait de l'archange le protecteur de la France. L'emblème des combattants français est dès lors appelé la croix blanche de saint Michel (symbole de lumière opposé au rouge sang) et, réciproquement, l'archange fut représenté avec cette croix. Cette opposition entre croix rouge anglaise et croix blanche française s'insinue dans les conflits annexes, comme celui entre Armagnacs et Bourguignons : les seconds, alliés des Anglais, portent le sautoir écoté rouge sur fond blanc, tandis que les premiers, farouchement opposés aux Anglais, reprennent la croix blanche et l'écharpe assortie. En 1449, Mauléon est prise aux partisans des Plantagenêt et ses défenseurs doivent pour leur soumission troquer leurs croix rouges avec des croix blanches. En 1451, la croix blanche de saint Michel apparait dans le ciel de Bayonne conquise, le 20 août, lendemain de bataille, et convainc les vaincus de changer leurs couleurs et rallier le parti Valois.

Pavillon de la marine marchande du XVIIe siècle à 1790.
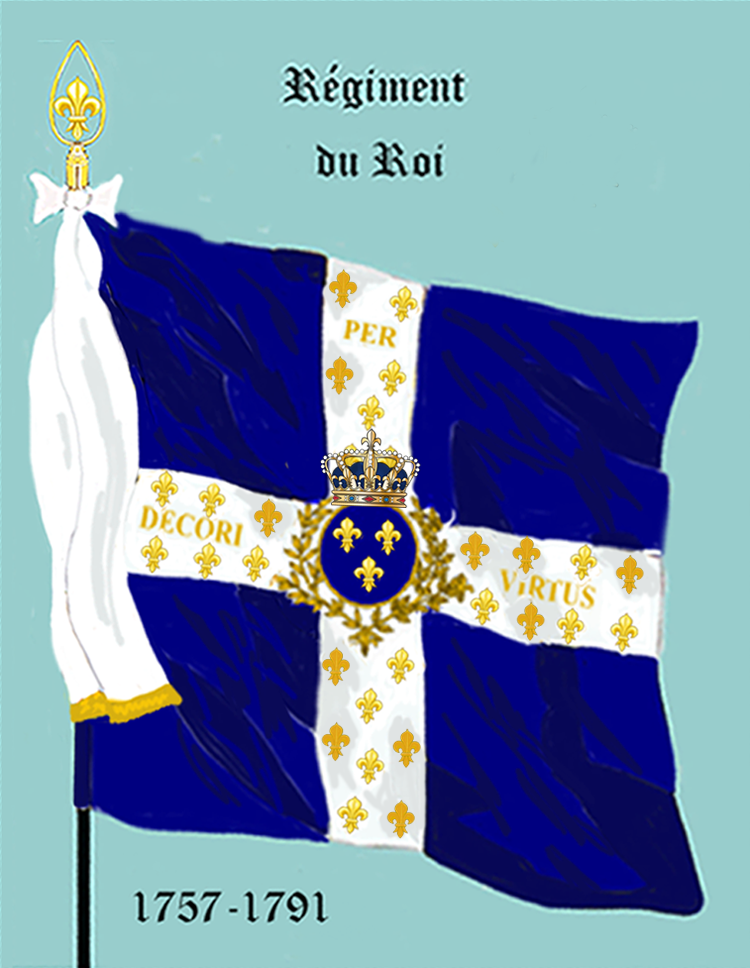
Bannière de Saint Michel adoptée en 1757 par le Régiment du Roi qui était le plus important des régiments d'infanterie.
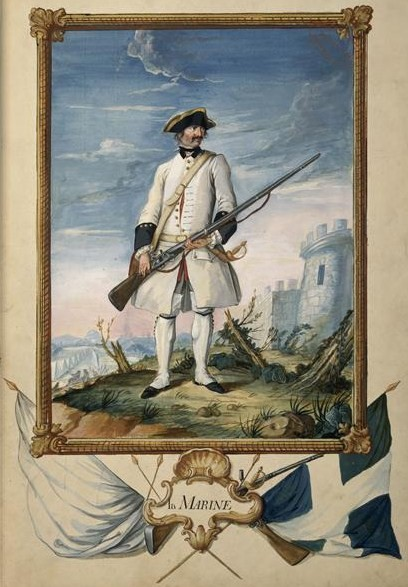
Marsouin posant devant le drapeau blanc et la bannière de Saint Michel en 1757.

#### Symbole de sainteté
(décembre 2016).
Dès la naissance de l'héraldique, à la fin du Moyen Âge central, le métal argent se confond avec l'acier de l'écu, c'est-à-dire une absence de couleur. Lancelot, parce qu'il est de père inconnu, est le « chevalier aux blanches armes ». Cette naissance le place hors des querelles familiales que tranche le combat ordalique et en fait un candidat au titre de « champion de Dieu », finalement remporté par Perceval. Le jugement de Dieu ne peut que lui donner la victoire, qu'il remporte à tous coups tant qu'il n'agit pas par passion pour un intérêt terrestre[réf. souhaitée].

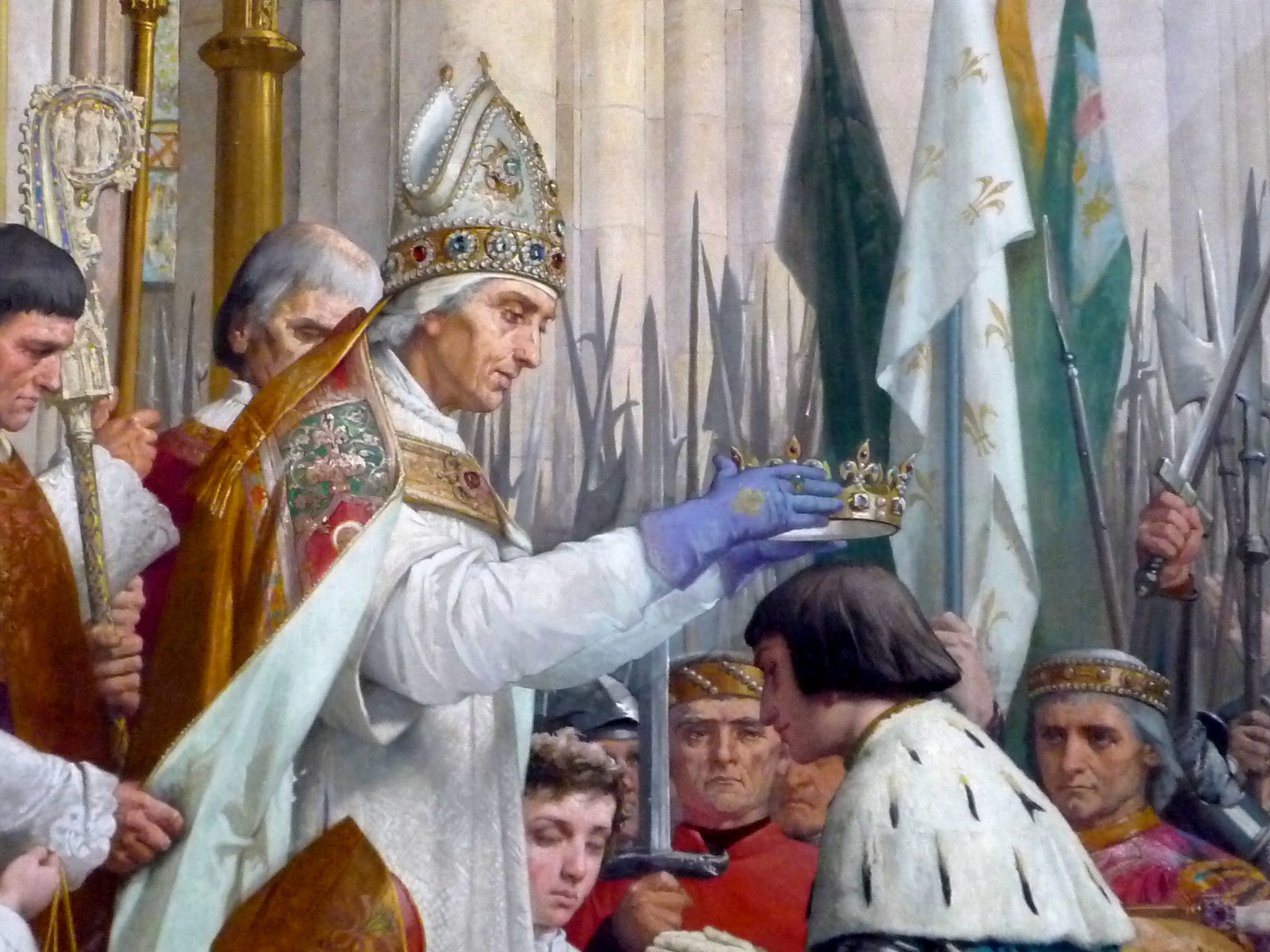
L'étendard de la Pucelle au sacre du « gentil dauphin». Il avoit esté a la peine, c'estoit bien raison qu'il fust a l'honneur.

Cette expression de l'élévation au-dessus de la condition humaine se retrouve dans la fourrure d'hermine, réservée au clergé . Elle s'affiche sur le blason du royaume de Jérusalem qui transgresse les règles ordinaires par l'enquerre d'un motif d'or sur l'argent.
C'est le choix que fait en 1429 Jeanne d'Arc pour sa bannière. Sur ordre de voix qu'elle attribue à sainte Marguerite et sainte Catherine, elle fait faire par un peintre de Tours un étendard blanc sur lequel figure au milieu Dieu tenant l'orbe entouré de deux anges, l'étendard du « Roy du ciel ». Sur le conseil de clercs, la devise franciscaine « Jésus Marie » y est inscrite sur le côté. Comme Dieu est censé soutenir le parti français, il est fleurdelysé d'or.

#### Signe du commandement royal
Sur les tuniques et les étendards, la croix blanche de saint Michel devient le symbole de l'armée française et le reste jusqu'à la Révolution.
Le 1er octobre 1544, François Ier, tirant les leçons de la bataille de Cérisoles, procède à une réforme de l'infanterie en créant la charge de colonel général sous le commandement unique duquel sont placées toutes les compagnies franches, qui étaient, aux côtés des Cent-Suisses et des troupes de garnison, les seules unités de fantassins (la Garde écossaise et les compagnies d'ordonnance sont montées). Elles étaient composées de conscrits enrôlés par les milices municipales et mises à disposition du roi en échange d'une exemption de taille pour ses soldats. À ce titre, ces « bandes » portaient des étendards propres.
Coligny ajoute à sa fonction de colonel général, que le roi Henri II lui confie le 29 avril 1547, celle de nommer les capitaines de compagnies. Il crée alors deux « compagnies colonelles », qui sont entièrement recrutées et dirigées par ses lieutenants. En 1552, Andelot succède à son aîné nommé Amiral et procède à une réorganisation qui aboutit en 1558, à travers un intérim exercé par Montluc, à la création des régiments. Ceux-ci sont des réservoirs administratifs rassemblant derrière une compagnie colonelle commandée par un lieutenant-colonel un nombre de bandes variable selon le moment, dont l'ordre de bataille est adapté selon les circonstances. Les bandes conservent leurs enseignes à l'origine des drapeaux d'ordonnance des régiments et les compagnies colonelles, ou premières compagnies, arborent réglementairement un drapeau blanc, le drapeau colonel.
À la différence des régiments de cavalerie, qui adopteront le plus souvent sous Louis XIV un motif de soleil d'or, les régiments de troupes de ligne adoptent tous la croix blanche, qui est, avec le drapeau entièrement blanc de leurs colonels, leur seul point commun.

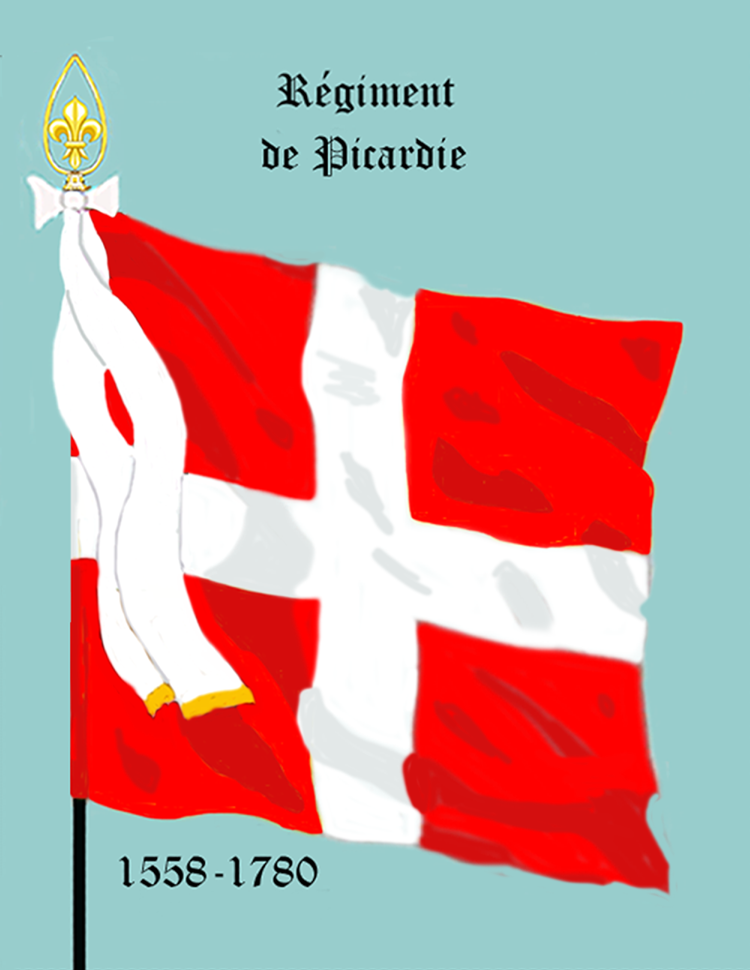
Drapeau du régiment de Picardie créé en 1558 à partir des bandes de Picardie.
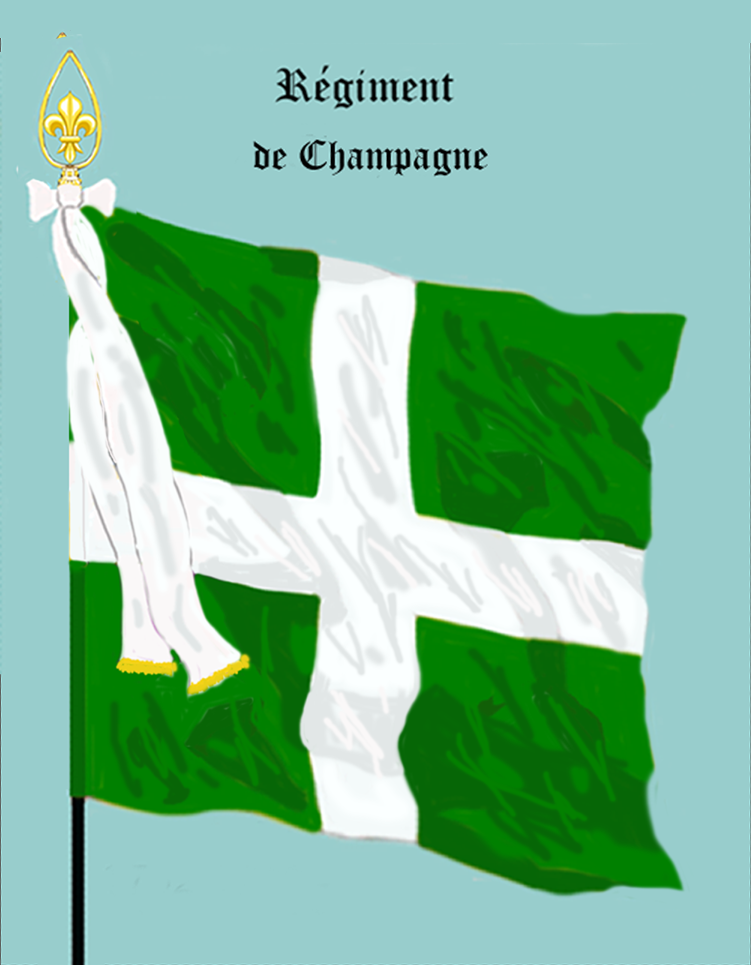
Drapeau du régiment de Champagne créé en 1558.
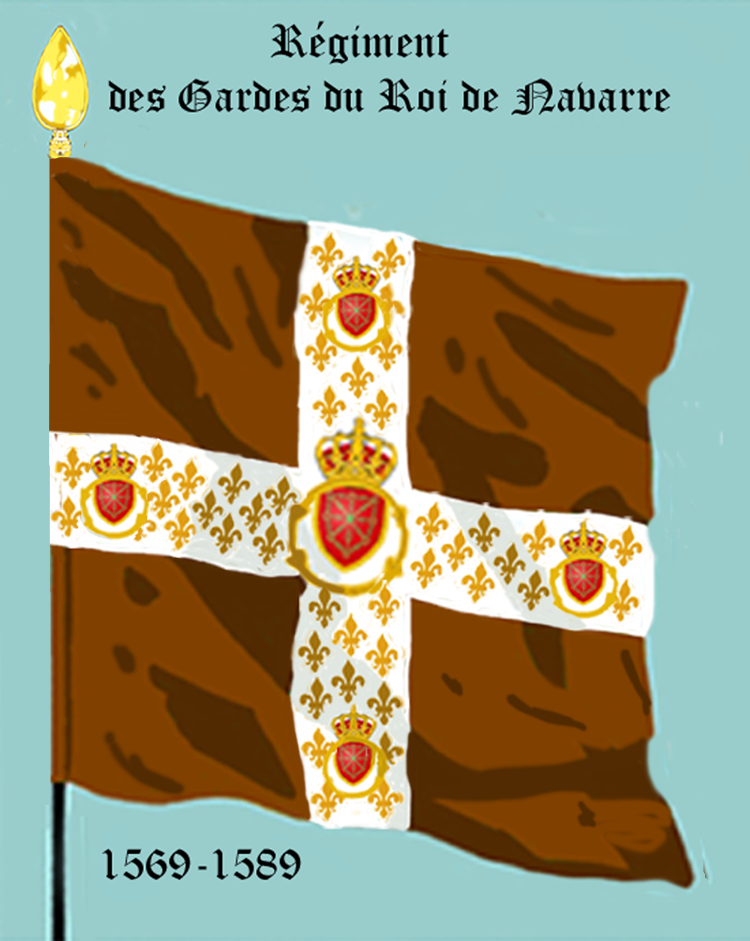
Drapeau du régiment des Gardes Navarraises créé en 1563 à partir des bandes de Guyenne.
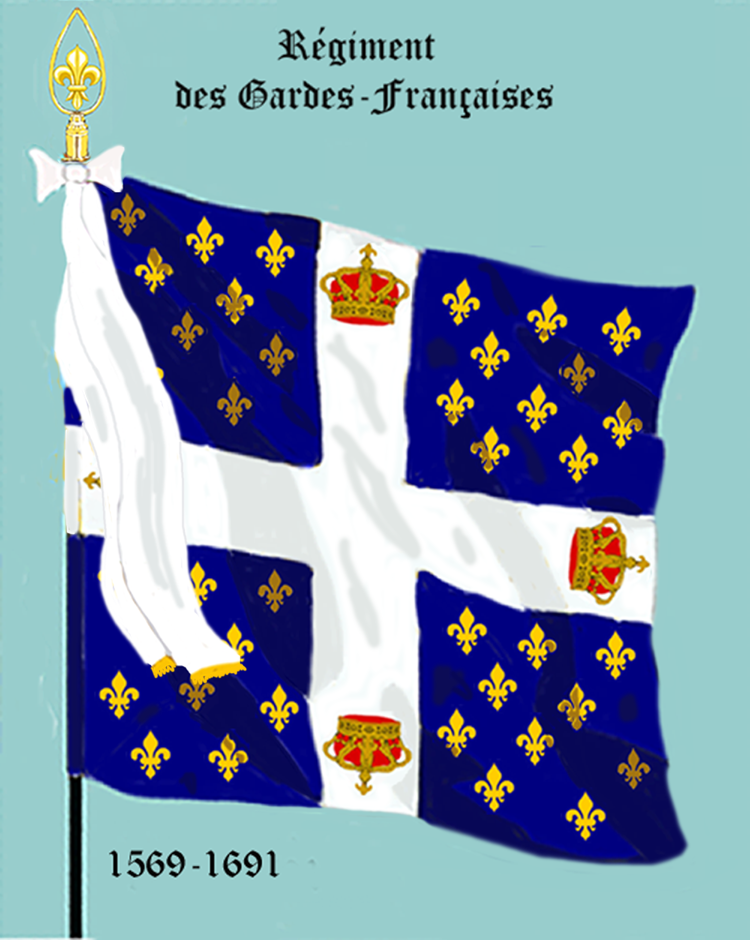
Drapeau du régiment des Gardes Françaises créé en 1563.
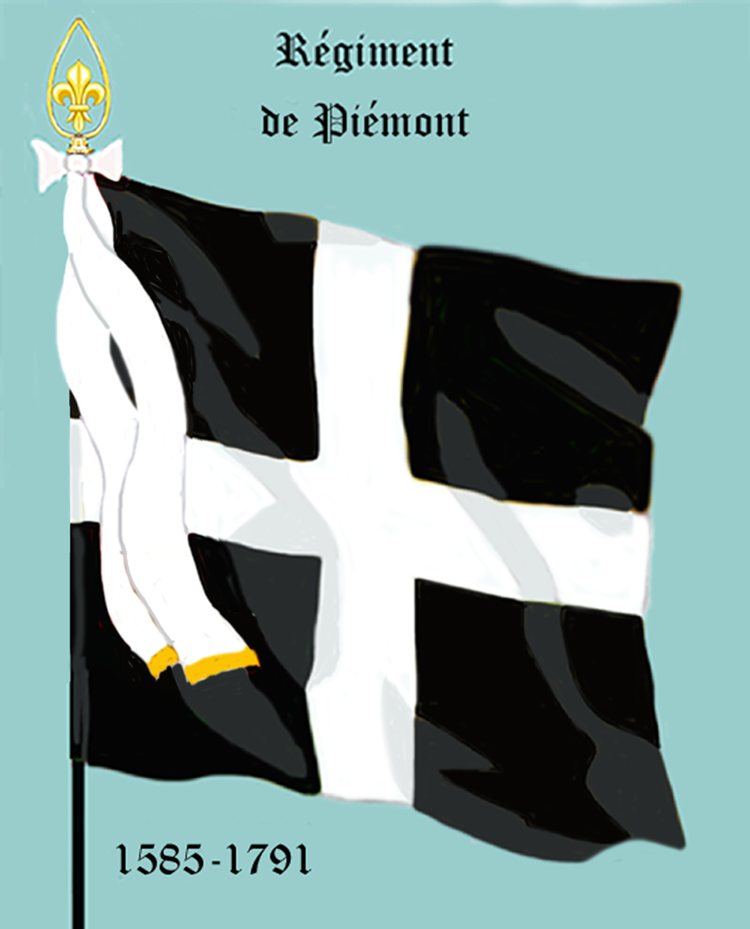
Drapeau du régiment de Piémont créé en 1569 pour rassembler les soldats des bandes de Picardie « outre monts » ayant combattu dans les guerres d'Italie.
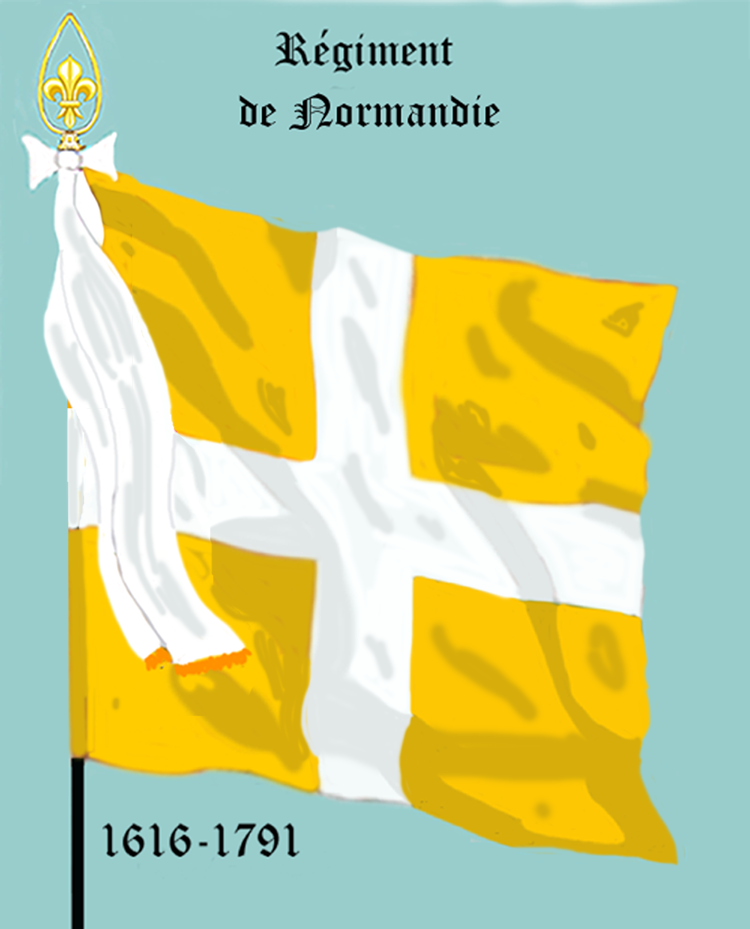
Drapeau du régiment de Normandie créé en 1616 à partir des bandes de Normandie.

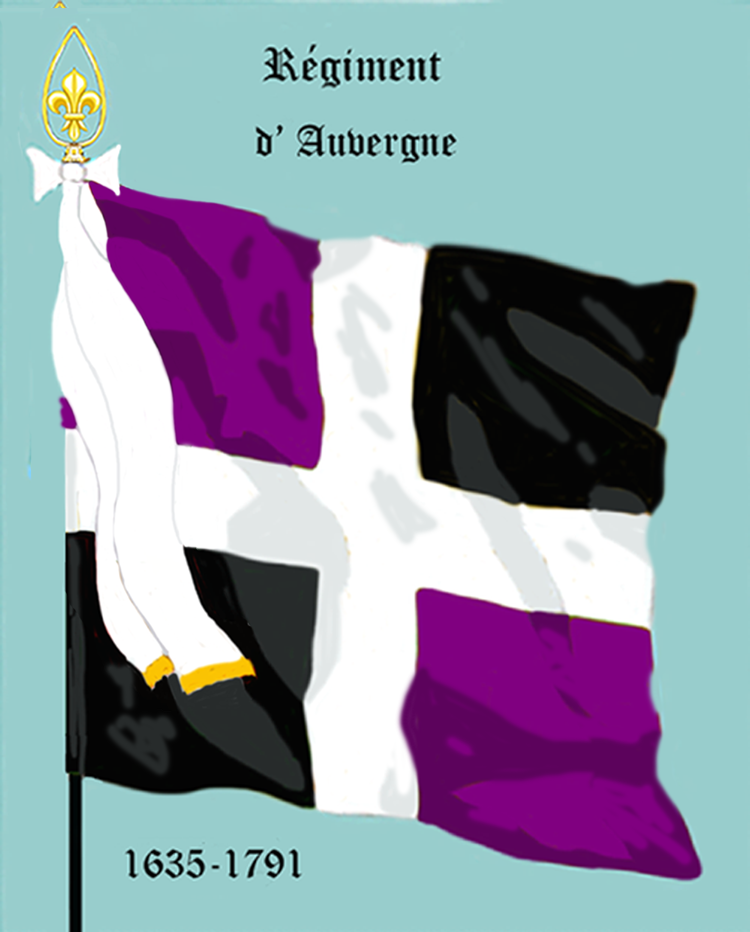
Drapeau du Régiment d'Auvergne créé en 1635 du duché d'Auvergne.
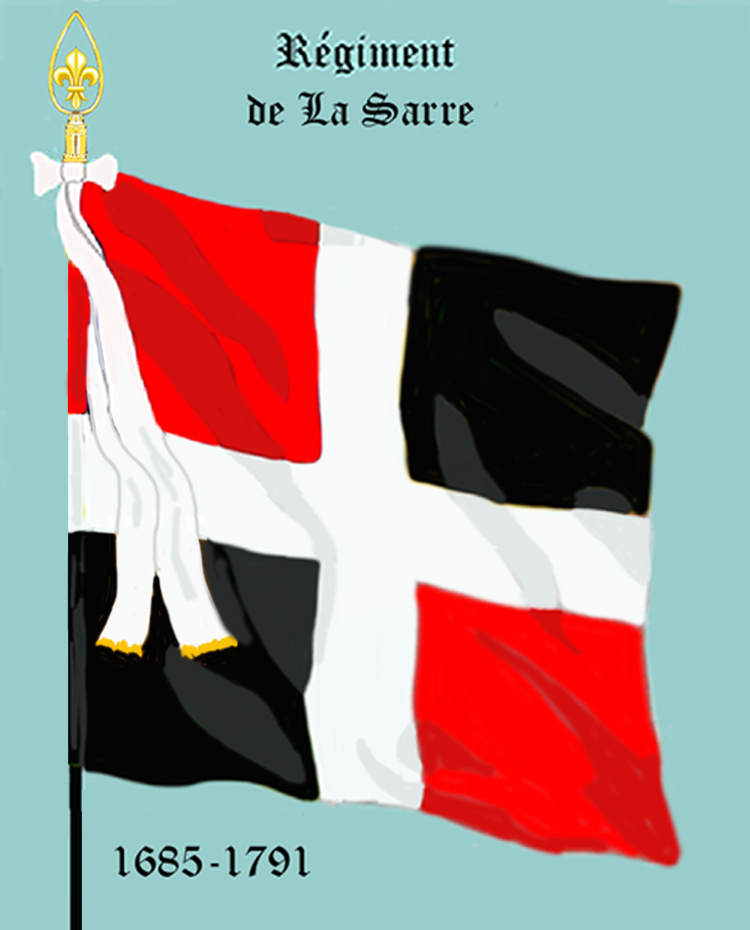
Régiment de La Sarre.
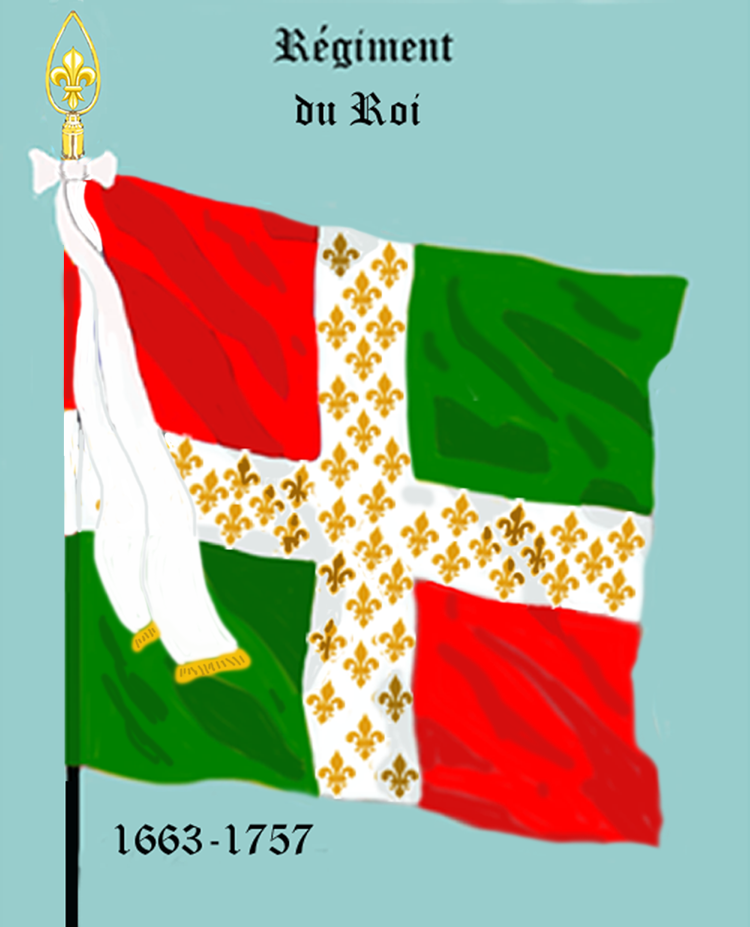
Régiment du Roi de 1663 à 1757.
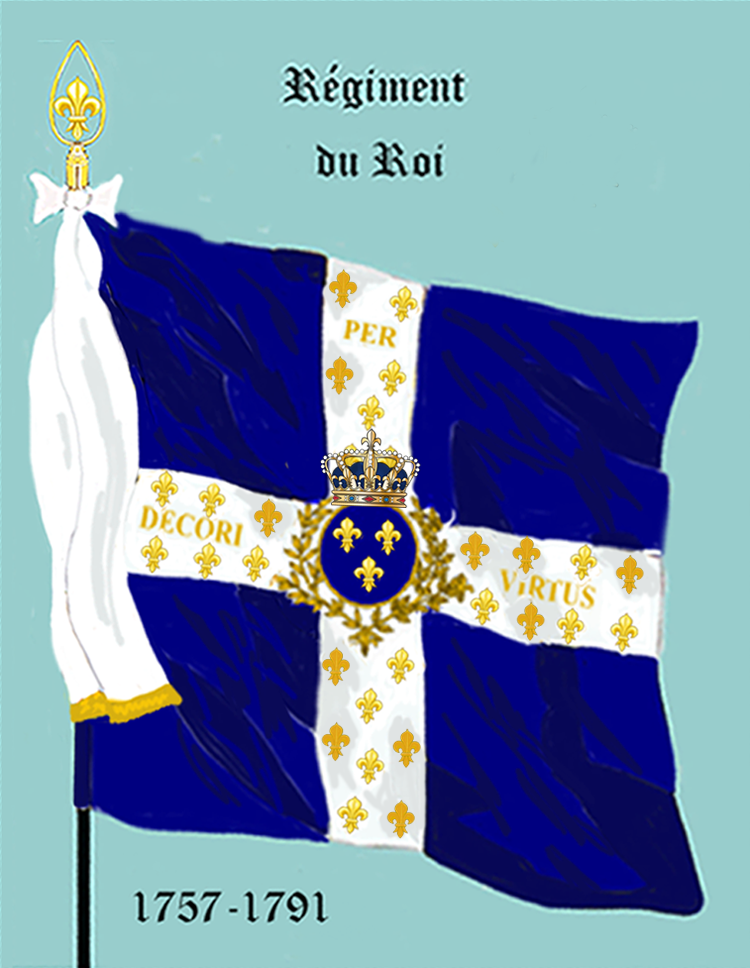
Régiment du Roi de 1757 à 1791.
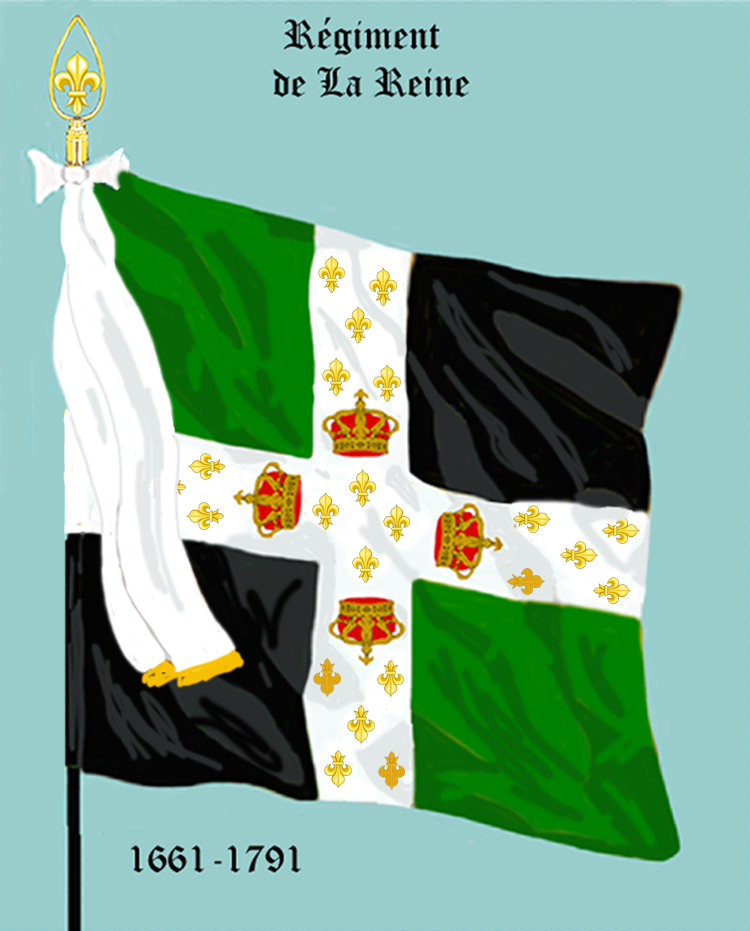
Régiment de la Reine.

#### Panache blanc
Le blanc est la couleur traditionnellement associée à la monarchie française, à tel point qu'après la Révolution, elle incarnera le monarchisme traditionnel. Cette association ne date que de la fin du XVIe siècle, même si elle continue une série de traditions plus anciennes. Elle provient de l'adoption par Henri IV de l'écharpe blanche et du fameux panache blanc comme signe distinctif des armées royales par opposition à celles, rouges ou vertes, des Espagnols et des Lorrains. Il faisait en fait de la couleur du parti huguenot, auquel il avait appartenu avant son accession au trône, celle de la France. Ses successeurs prendront soin de taire cette origine protestante pour insister au contraire sur son caractère catholique.
Après les guerres de Religion et la décision d'Henri IV d'adopter le blanc huguenot comme couleur de ralliement, l'écharpe puis le drapeau blanc devinrent les symboles du royaume de France. Le blanc était plus spécifiquement la couleur du commandement militaire, les officiers ayant des écharpes plus voyantes afin d'être repérables par leurs hommes. Les colonels des régiments avaient des drapeaux blancs à croix blanche (adaptation des drapeaux d'ordonnance de leur unité où les quartiers de couleur étaient remplacés par des quartiers blancs). Commandant suprême des armées, le roi était accompagné d'un drapeau blanc sur les champs de bataille. Le blanc a ainsi été d'Henri IV à 1790 la couleur du drapeau royal Les successeurs d'Henri IV, luttant contre le particularisme religieux des protestants, turent cette origine pour donner au blanc une nouvelle signification. La couleur humble et pure des huguenots était ainsi remplacée par celle de la vierge Marie, sous la protection de laquelle Louis XIII plaça le royaume

Armes royales de France modernes (à partir de la Renaissance).
Pavillon des navires sur lesquels monte le roi à partir de Louis XIV.
Pavillon des troupes navales française du XVIIe siècle à 1790.
Bannière arborée en présence du roi, un guidon blanc est utilisé.
Drapeau de la Nouvelle-France[réf. nécessaire]
Exemple de drapeau royaliste utilisé pendant la Révolution.
Drapeau de régiment vendéen.
Drapeau utilisé de 1814 à 1830, lors de la Restauration[30],[31],[32].
Drapeau utilisé de 1814 à 1830 en présence du Roi ou de la Famille Royale[33].
Un type de drapeau blanc du royaume de France utilisé sous la Restauration tel qu'on peut le voir sur le tableau de Louis-François Lejeune représentant l'entrée de Charles X à Paris par la barrière de la Vilette, après son sacre en 1825[34].
Un drapeau blanc utilisé de 1814 à 1830, lors de la Restauration[34].

#### Pavillon de marine moderne
Couleur militaire, le blanc fut réservé à partir de 1638 aux vaisseaux de guerre de la marine royale. Les galères utilisaient des pavillons rouges. Les navires marchands devaient se contenter des drapeaux bleus à la croix blanche surnommés alors « ancien pavillon de France ». C'est un de ces anciens pavillons, arboré par le bateau de Samuel de Champlain qui donna naissance au drapeau du Québec.

## Naissance du drapeau: l'association des trois couleurs
L'usage d'un drapeau pour représenter une nation comme la France n'existe pas avant le XIXe siècle.
Il existe des bannières qui servent aux armées de signes de ralliement des chevaliers et des hommes d'armes d'un même ban (circonscription territoriale de mobilisation militaire d'un comté, baronnie, ville, diocèse, abbaye). Elles ont une forme et des couleurs qui sont tirées des armoiries du comte ou de la ville.

### Les couleurs de Paris
Au milieu du XIVe siècle, Étienne Marcel (riche drapier devenu prévôt des marchands de Paris) adopta comme couleurs le bleu et le rouge, qui devinrent alors la marque de ses partisans et de l'Échevinage. Maître de la capitale, il profita de la captivité du roi Jean le Bon pour tenter d'imposer des réformes au dauphin Charles de manière unilatérale. Le 22 février 1358, il prit d'assaut le palais royal de l'île de la Cité avec ses hommes, qui massacrèrent deux maréchaux du dauphin sous les yeux de celui-ci ; Marcel mit alors son chaperon bleu et rouge sur la tête du jeune régent devenu son otage. Après la mort du prévôt, le bleu et le rouge se confondirent avec les couleurs du blason parisien modifié par le roi (le chef fleurdelysé placé définitivement au-dessus de la nef d'argent à partir du sceau de 1426).

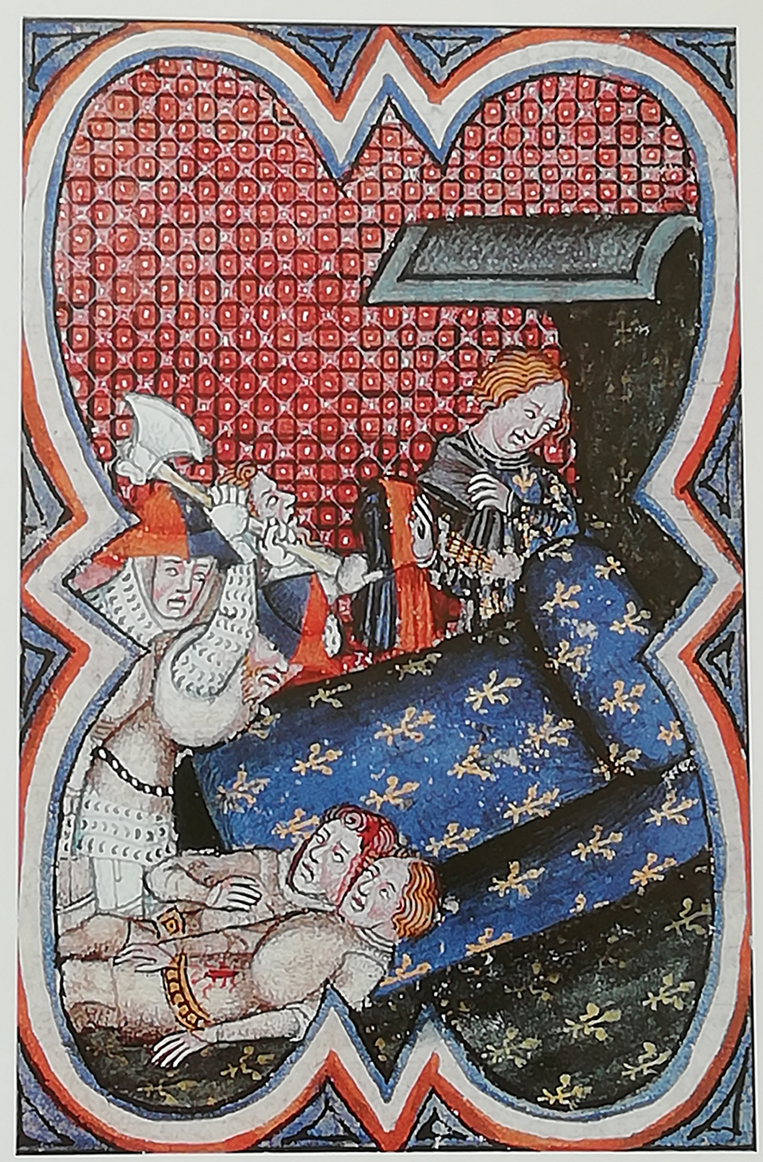
Massacre des conseillers du dauphin par les émeutiers parisiens portant le chaperon bleu et rouge.
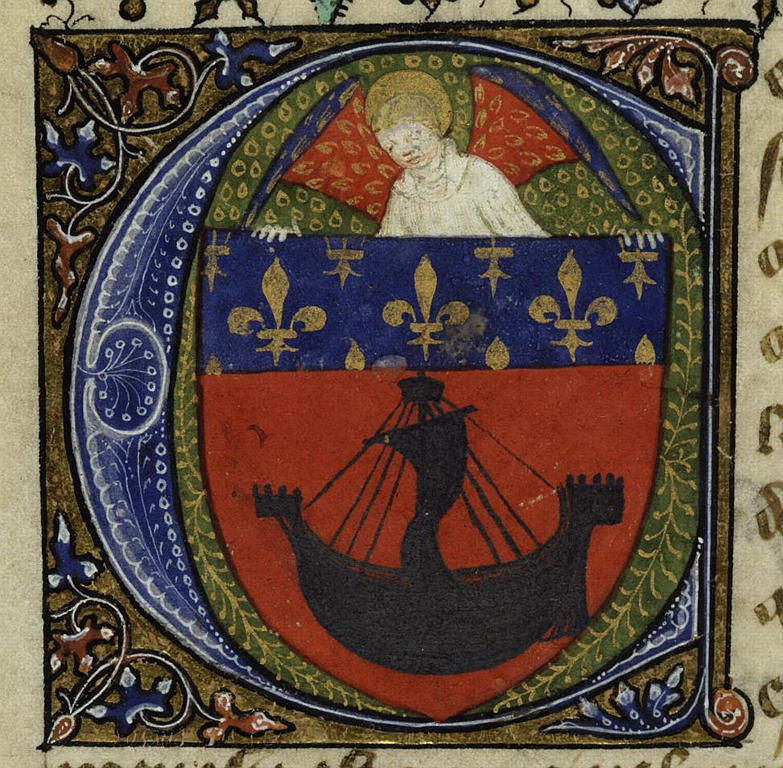
Enluminure du blason de Paris (XVIe siècle).

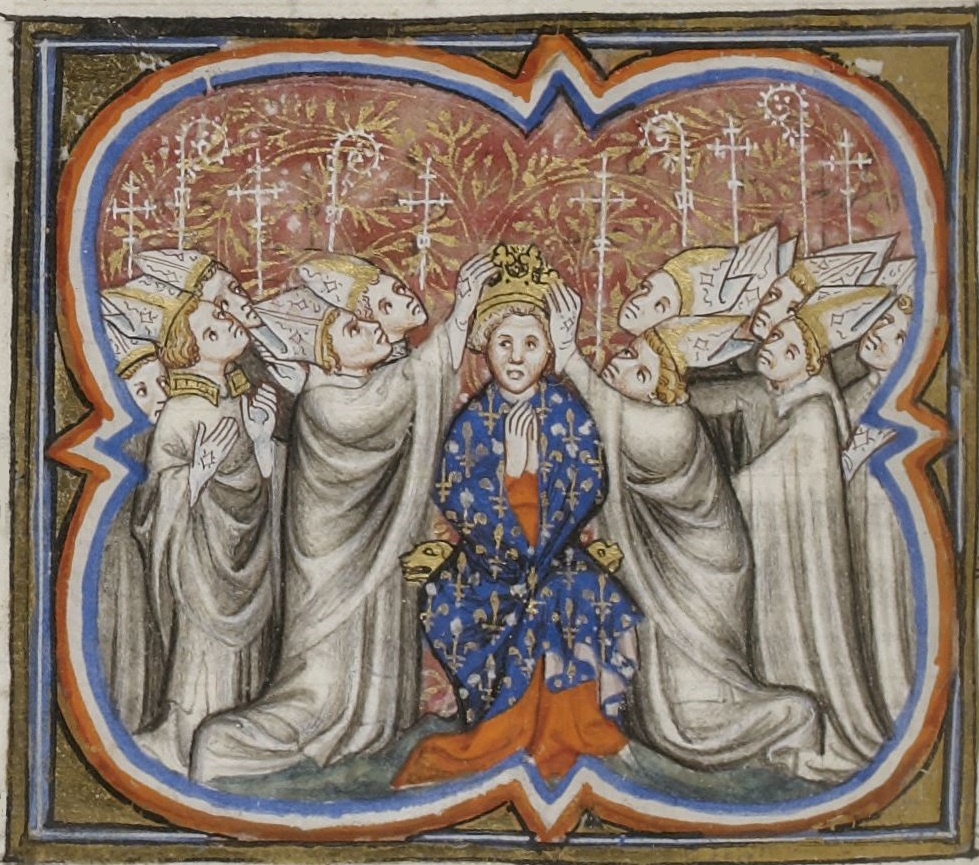
Sacre de Philippe-Auguste, des Grandes Chroniques de France de Charles V, XIVe siècle, qui retracent l'histoire des rois de France. Les enluminures ont une bordure tricolore.

### Une caractéristique des productions de l'Île-de-France duXIVesiècle
De nombreux manuscrits comportent des miniatures avec un encadrement tricolore, caractéristique des productions de l'Île-de-France du XIVe siècle. Les trois couleurs associées sont par ailleurs les couleurs du roi de France depuis le Moyen Âge.
Le parchemin Les Décades de Tite-Live, traduit par Pierre Bersuire et illustré par l'atelier du « Maître des boqueteaux » au milieu du XIVe siècle raconte l'histoire de Rome. Il s'agit de la traduction de Tite-Live que Jean le Bon confia à Bersuire, prieur de Saint-Éloi de Paris, et qu'il exécuta de 1352 à 1359. Le manuscrit comporte 109 miniatures dont l'encadrement tricolore caractérise les productions de l'Île-de-France du XIVe siècle. Elles se raccordent plus ou moins bien au texte et représentent en fait un tableau de la société française de cette époque. En effet, les types de vêtements et d'armures sont caractéristiques du règne de Charles V (1364-1380).

Les armoiries du royaume de France utilisées jusqu'à la Révolution. Le blason de Navarre y figure depuis qu'Henri, roi de Navarre, était devenu roi de France sous le nom d'Henri IV.

### Les couleurs du roi de France depuis le Moyen Âge
Plusieurs rois de France ont utilisé le bleu, le blanc et le rouge associés dans leur livrée. C'est par exemple le cas de Charles V ou de Charles IX. D'autres, comme Charles VII utilisaient des combinaisons proches de celle-ci où le vert remplace le bleu. À partir d'Henri IV (1589-1610), le personnel domestique placé sous l'autorité du roi de France fut habillé d'une livrée blanche ornée de bleu et de rouge. Les Gardes-Françaises, créés pour assurer la sécurité du roi, avaient en effet adopté les trois couleurs sur leur uniforme et l'emblème de leur régiment. Elles les conservent après la Révolution, en devenant la Garde nationale.
Henri IV avait même recommandé les trois couleurs (bleu, blanc, rouge) aux ambassadeurs des Provinces-Unies, indépendantes de fraîche date, qui en ont fait leur drapeau. Le rouge fut toutefois initialement remplacé par l'orangé, couleur de la Maison d'Orange, avant de réapparaître parmi les couleurs néerlandaises.
À partir d'Henri IV, chaque souverain de la dynastie des Bourbons se titrait « roi de France et de Navarre » et utilisait un écu mi-parti bleu et rouge aux armes des deux royaumes.

### Les couleurs d'Outre-mer

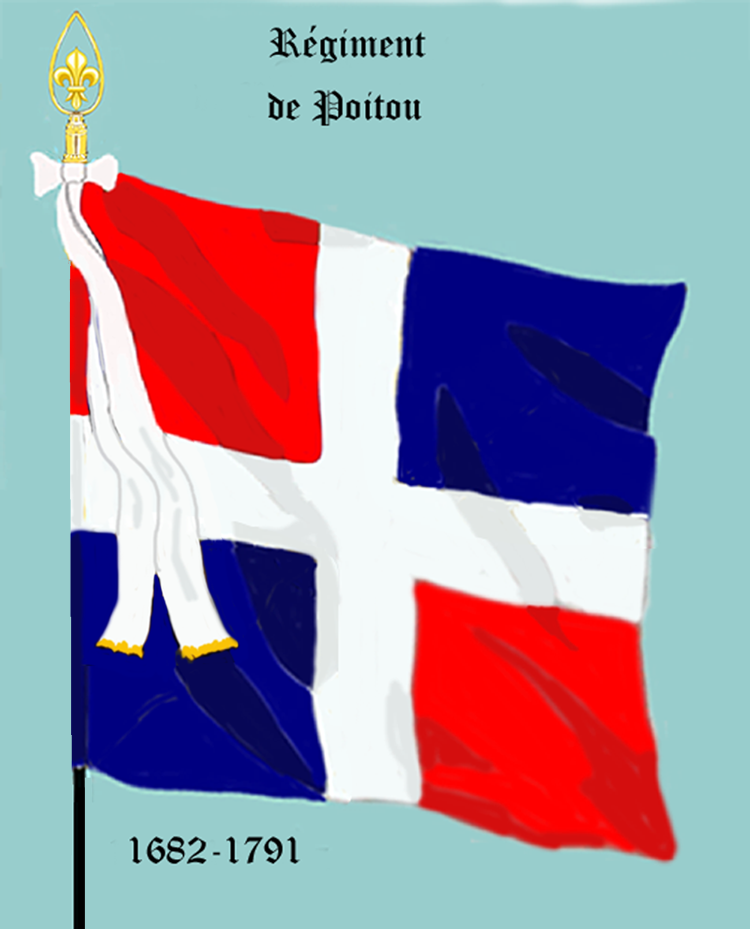
Drapeau d'ordonnance du régiment de Poitou créé en 1616 et affecté de 1665 à 1682 aux Indes Occidentales.
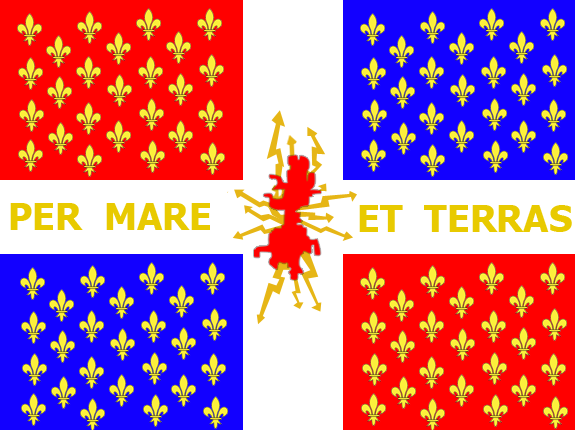
Drapeau des Compagnies franches de la marine de 1690 à 1761.

### Les couleurs de la Nouvelle-France en Amérique du Nord

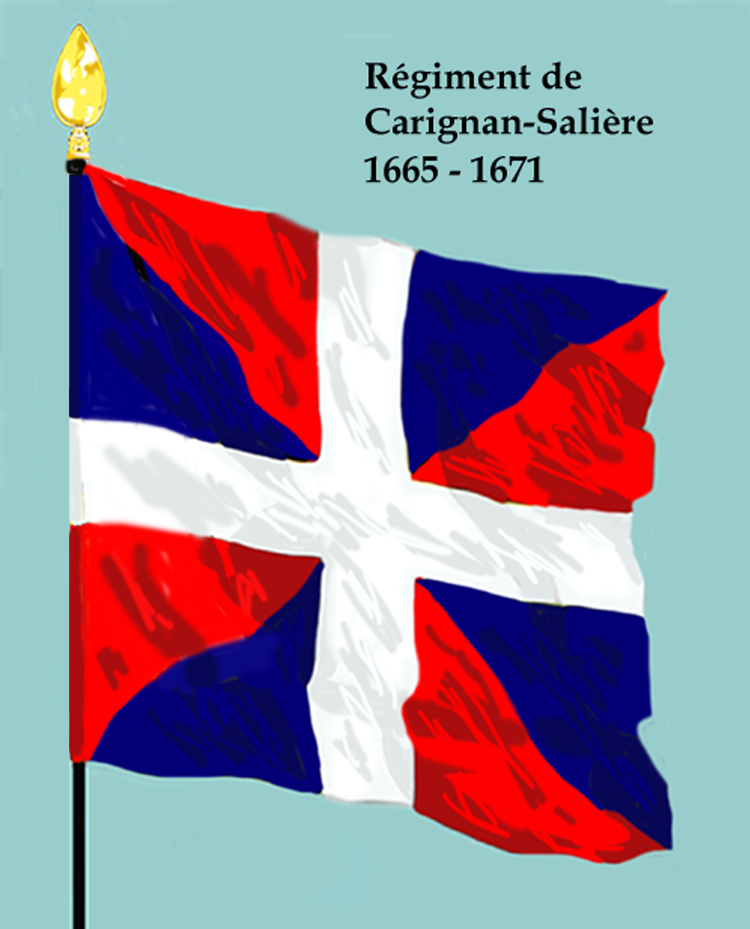
Drapeau élaboré spécialement pour la mission de défense de la Nouvelle France conduite de 1665 à 1671 par une unité constituée à partir du régiment de Carignan-Sallières.
Ancien drapeau de l'Acadie.
Ancien drapeau de la Louisiane française.
Drapeau de l'Acadie adopté par les Acadiens le 15 août 1884 lors d’une Convention nationale à Miscouche.
Drapeau du Québec

À la fin du XVIIIe siècle, les soldats britanniques et les miliciens américains portaient une cocarde noire, notamment contre les défenseurs français du Canada durant la guerre de Sept Ans. Avec la Déclaration d'Indépendance des États-Unis, les insurgés gardèrent la même cocarde, mais à l'arrivée en 1780 des troupes de Rochambeau utilisant la cocarde blanche, il fut convenu avec Washington que les troupes alliées porteraient une union cockade noire et blanche.
Selon Michel Pastoureau, jusqu'en 1789, le bleu et rouge ne représentait que marginalement la ville de Paris, pour laquelle on utilisait beaucoup plus le rouge et tanné (rouge-marron). La combinaison du bleu du blanc et du rouge avait connu un regain de faveur depuis que la France avait aidé les États-Unis à obtenir leur indépendance (les couleurs de la nouvelle nation reprenant celles de la Grande-Bretagne). À partir des années 1770 en France et en Europe, tous les sympathisants de la cause des libertés arborèrent du tricolore, tout comme à la cour.
Un siècle plus tard, les insignes des avions britanniques sont copiés sur les cocardes françaises (en inversant les couleurs), tandis que les drapeaux de New York et de certains États s'inspireront du tricolore de l'Hexagone.
Pour autant, la naissance du drapeau français reste un sujet mal étudié et controversé.

### Monarchie constitutionnelle, République,IerEmpire

#### Les cocardes révolutionnaires

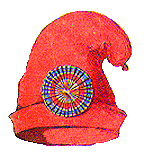
Bonnet phrygien arborant la cocarde tricolore.
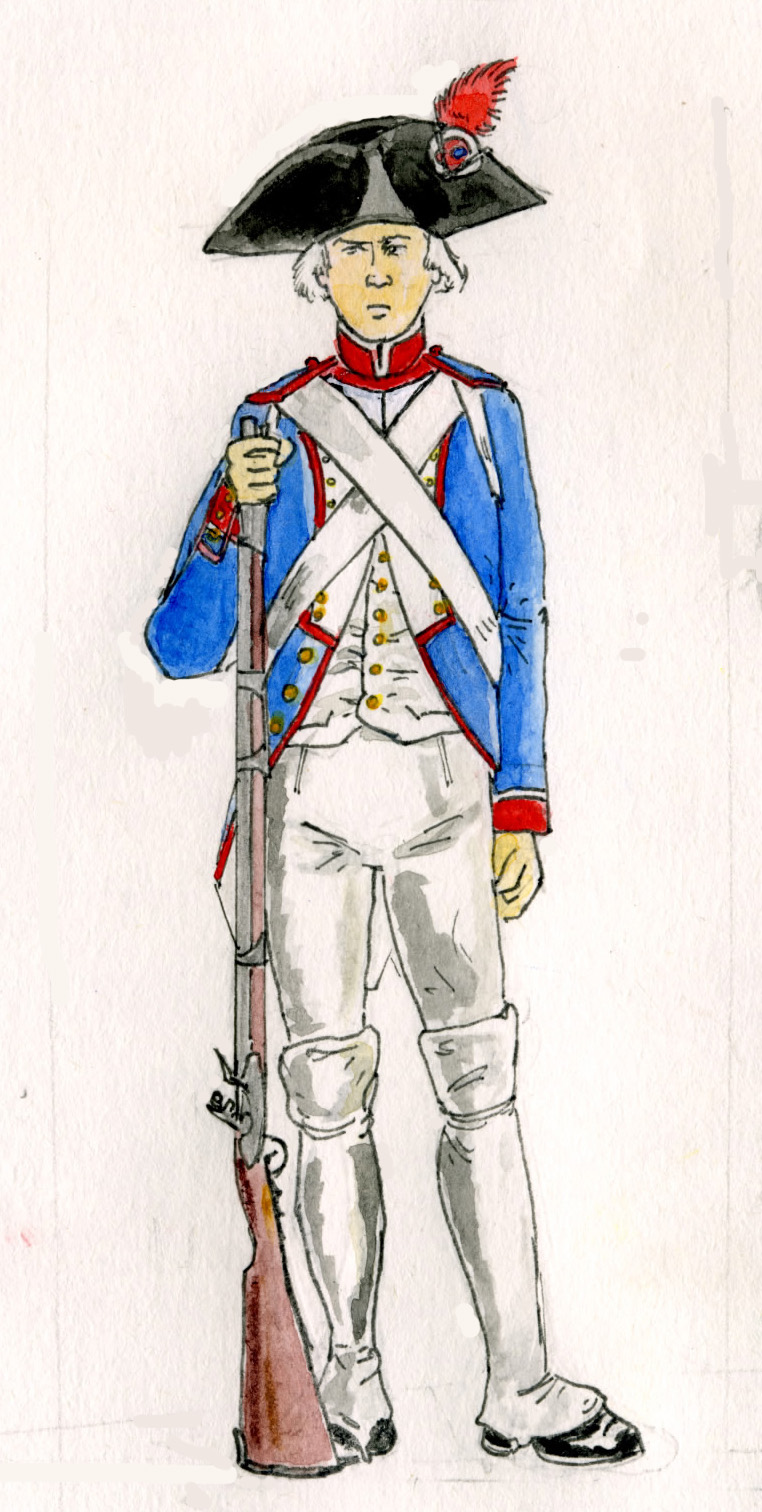
Fusilier de la Garde nationale, 1791.
Drapeau de la ville de Paris.
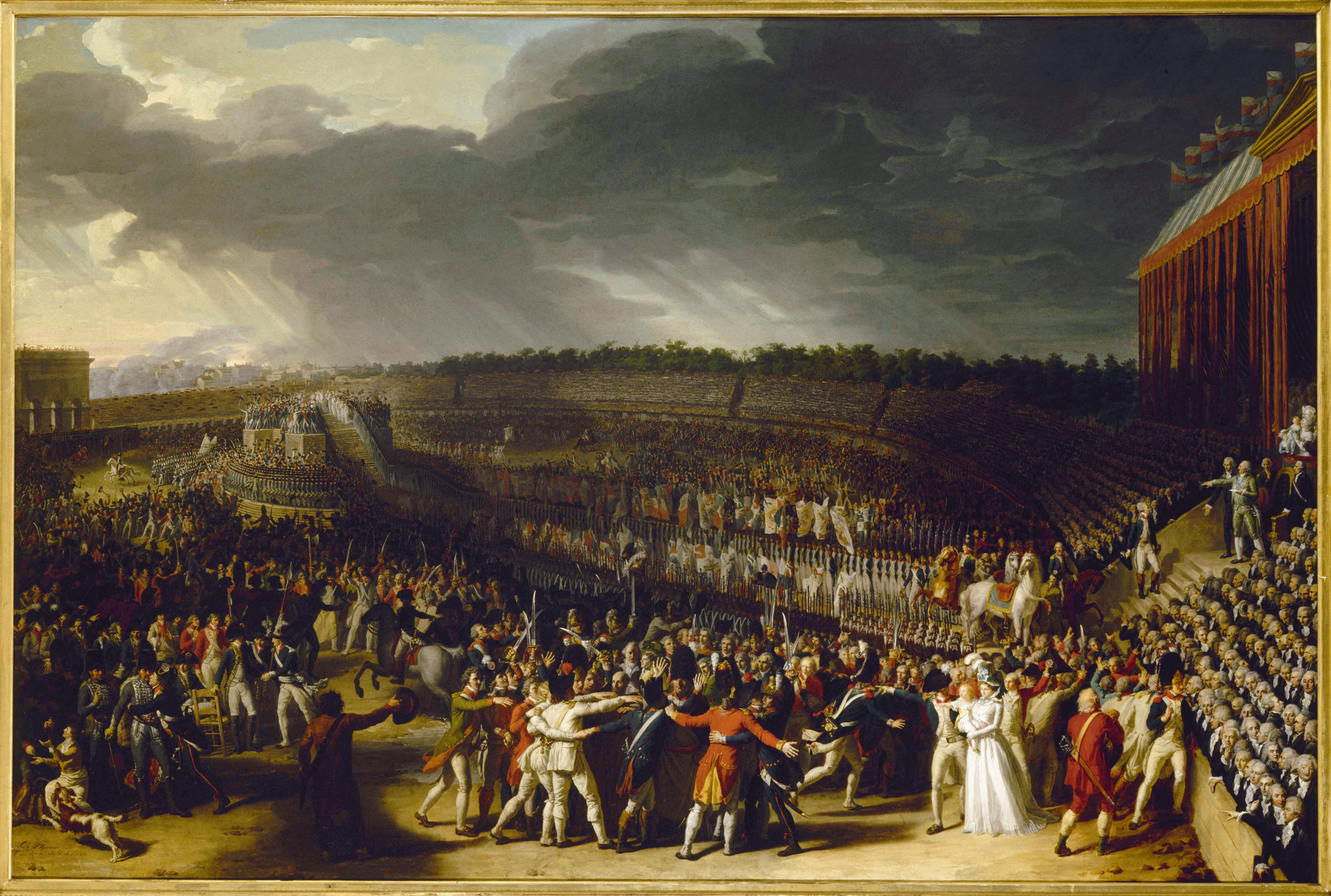
La Fête de la Fédération, le 14 juillet 1790, au Champ-de-Mars.

Le dimanche 12 juillet 1789, dans les jardins du Palais-Royal, Camille Desmoulins prit une feuille verte et la plaça à son chapeau. Il incita la foule à en faire autant : ce geste signifiait une mobilisation générale. Rapidement, on s'aperçut que le vert était la couleur du très impopulaire comte d'Artois (futur Charles X) et on s'empressa de remplacer les cocardes vertes par des cocardes de différentes couleurs, souvent blanches ou rouges. Après la prise de la Bastille, les cocardes bleu et rouge devinrent populaires parce qu'elles étaient celles de la garde municipale parisienne. On[Qui ?] a dit aussi que deux gardes françaises avaient été portés en triomphe dans tout Paris pour avoir été les premiers à pénétrer dans la Bastille : leur uniforme était tricolore.
Un flou historique plane sur le choix des couleurs de la cocarde tricolore. L'ajout du blanc à la cocarde bicolore de la milice parisienne a été attribuée à Lafayette, au maire Jean Sylvain Bailly, et à Louis XVI lui-même. Cet épisode est censé avoir eu lieu le 17 juillet 1789, à l'occasion de la venue du roi à l’hôtel de ville de Paris. Cependant, il est avéré que la cocarde tricolore a commencé à être portée, par ordre de la ville, à partir du 13 ou du 14. Quoi qu'il en soit, Louis XVI s'est effectivement rendu à l’hôtel de ville de Paris où il reçut la cocarde tricolore au milieu de la Révolution en armes.
Les couleurs bleu, blanc, rouge étaient depuis longtemps employées ensemble ou séparément comme symbole de l'autorité de l'État en France. Mais une cocarde n'était qu'un signe d'appartenance à une unité militaire : ce n'était pas encore un emblème national.
Les trois couleurs bleu, blanc, rouge sont les couleurs dominantes de la plupart des drapeaux de la garde nationale de Paris en 1789.
Dans les textes de 1789, le blanc n'est pas désigné comme couleur du roi mais comme couleur de la France ou du royaume. Ce n’est que plus tard que cette couleur a été désignée comme couleurs du roi (la couleur du royaume étant celle du roi). Le blanc était considéré comme la couleur française et non pas celle du roi, la preuve en est que la République, en 1792, ne songea même pas à supprimer le blanc des trois couleurs.
L’Assemblée nationale dans son décret du 20 mars 1790 décida que « lorsque les officiers municipaux seront en fonction, ils porteront pour marque distinctive une écharpe aux trois couleurs de la nation : bleu, rouge et blanc ».

#### Les bannières tricolores
La cocarde donna spontanément naissance à des drapeaux tricolores, le plus souvent à bandes horizontales, comme ceux blanc-rouge-bleu installés au-dessus de la tribune de la Fête de la Fédération le 14 juillet 1790, bien que l'ordre des couleurs ne soit pas encore défini.

Drapeau révolutionnaire pour la Fête de la Fédération.
Drapeau révolutionnaire pour l'exécution de Louis XVI.
Drapeau révolutionnaire pour la Fête de l'Être Suprême.

#### Les deux premiers pavillons de marine tricolores
(décembre 2016).

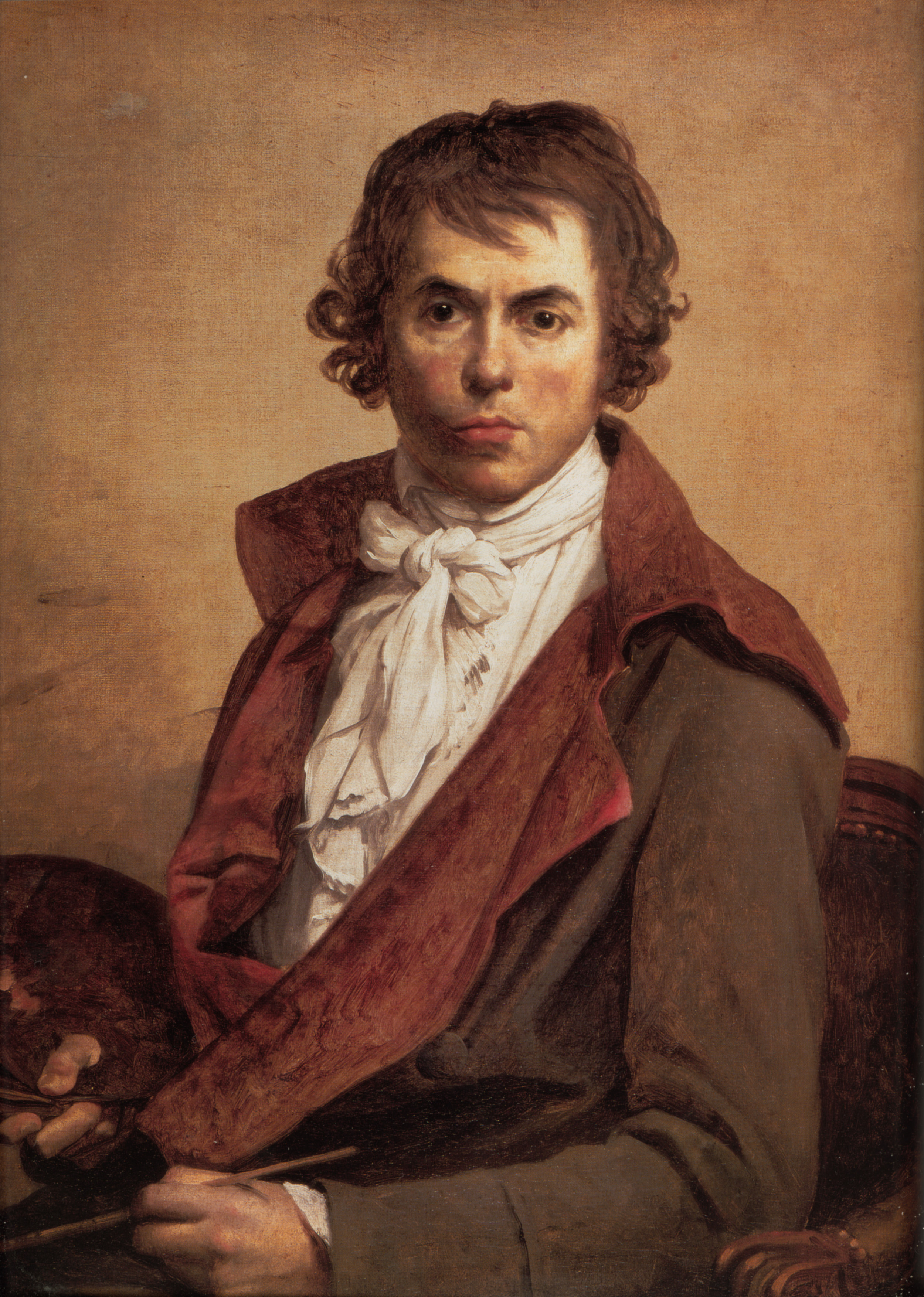
Autoportrait de Jacques-Louis David (1794) — Musée du Louvre, Paris.

En 1765, les armateurs civils avaient obtenu officiellement le droit de faire flotter sur leurs bateaux le pavillon blanc du roi (celui des vaisseaux de guerre) au lieu de leurs nombreux drapeaux bleu et blanc ; ainsi tous les bâtiments — qu'ils soient marchands ou militaires — purent arborer un même pavillon national.

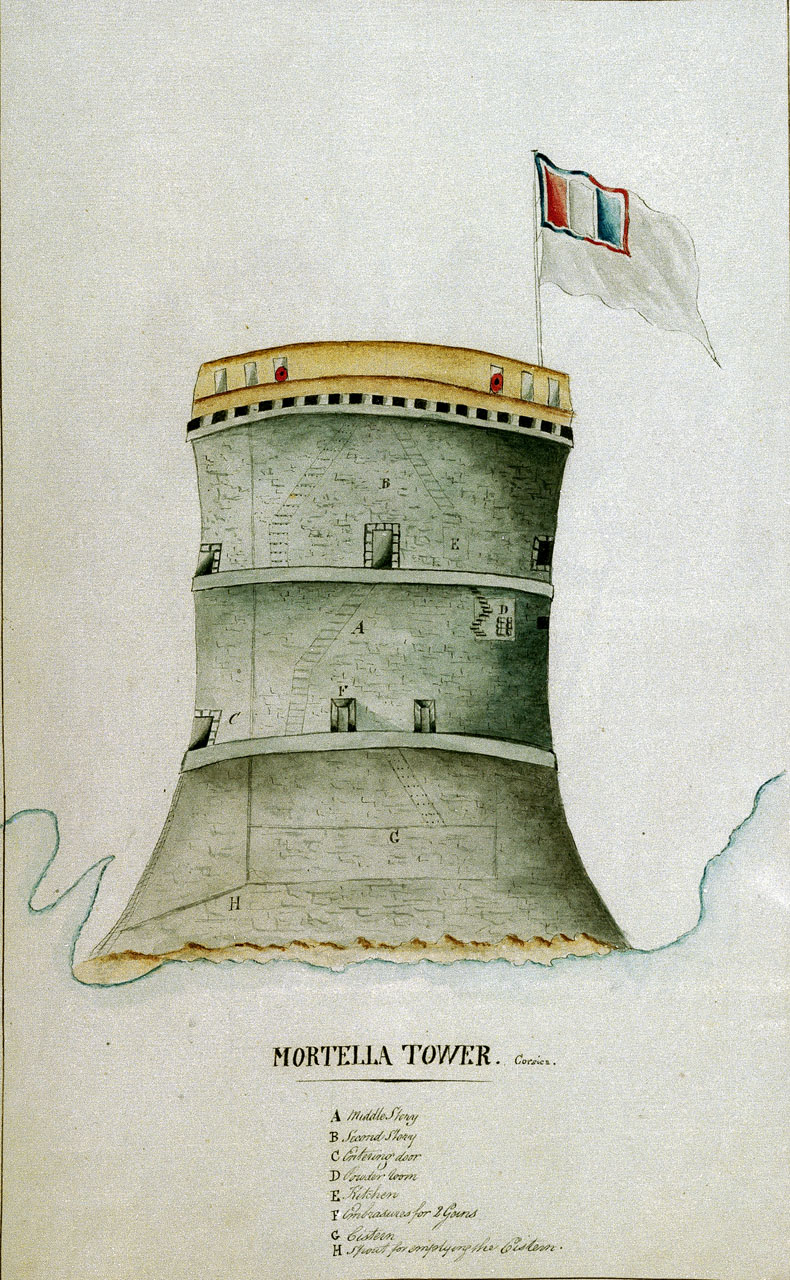
Tour de la Mortella avec 1er pavillon national

Le baron Jacques-Francois de Menou (futur général Abdallah Menou) défendit lui l'idée d'adopter un nouveau pavillon tricolore, et le marquis de Mirabeau appuya par principe le choix de ce qui était considéré comme les nouvelles couleurs nationales et celles de la liberté.

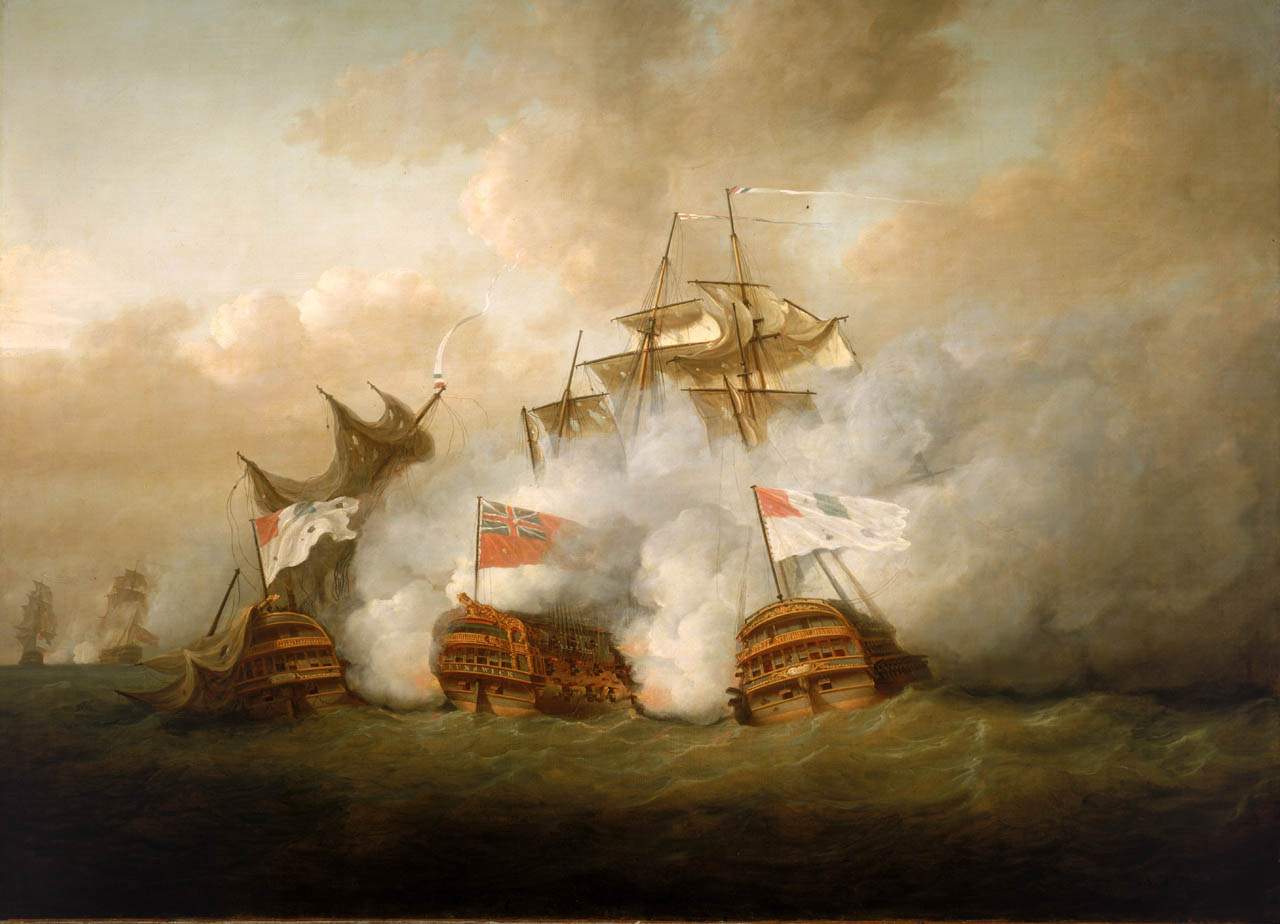
1er pavillon national : l'Achille (à gauche) et le Vengeur du Peuple (à droite) avec l' lors de la bataille de Prairial an II. (Nicholas Pocock, National Maritime Museum)

Le drapeau tricolore apparut aux armées à l'initiative du comte Henri de Virieu, représentant de la noblesse du Dauphiné aux États généraux. Il proposa à l'Assemblée nationale, le 20 octobre 1790, de charger le pavillon maritime d'un carton bleu, blanc, rouge afin « qu'à la couleur qui fut celle du panache d'Henri IV se joignît celle de la liberté reconquise » ; dans son sillage, le duc de Choiseul-Praslin proposa qu'une cravate analogue fût accrochée aux drapeaux de l'armée de terre.
Le 21 octobre, l'Assemblée décida que le pavillon national serait blanc avec un quartier tricolore (les détails furent renvoyés au comité de marine). L'ordonnance du 24 octobre 1790 créait : 1°) un pavillon de beaupré (pour les cérémonies officielles, à l'avant des navires de guerre) à trois bandes verticales rouge blanche et bleue, 2°) un pavillon ordinaire de poupe ; ce dernier était blanc, couleur de la France, et il portait un canton à trois bandes verticales rouge, blanche et bleue. Le canton rectangulaire était entouré d'un liseré blanc à l'intérieur et bordé à l'extérieur d'un liseré bleu à la hampe et rouge vers la partie flottante; ce second liseré était destiné à séparer les deux parties blanches du pavillon. C'est le premier emblème national tricolore. Pour la disposition des couleurs, il est décidé d'avoir « rouge près de la hampe, blanc au centre, bande plus large que les autres, bleu à l’extérieur ».
C'est pour un second pavillon national tricolore adopté le 15 février 1794 (décret du 27 pluviôse an II) que la disposition actuelle « bleu au mât, blanc au centre, et rouge flottant » a été imaginée. L'assemblée chargea le grand peintre national Jacques-Louis David de « fournir les dessins du nouveau pavillon à la nation ». Ce changement de pavillon devint effectif sur les vaisseaux à partir du 20 mai 1794 (1er prairial).

Pavillon de beaupré adopté par l'Assemblée constituante, le 24 octobre 1790.
1er pavillon national adopté par l'Assemblée constituante, le 24 octobre 1790.
2e pavillon national adopté par la Convention, le 15 février 1794.

Le pavillon de marine fut ensuite adopté comme drapeau national ; il était installé au palais des Tuileries quand le premier consul Bonaparte y prit résidence le 19 février 1801.

#### Les drapeaux militaires et l'uniformisation napoléonienne

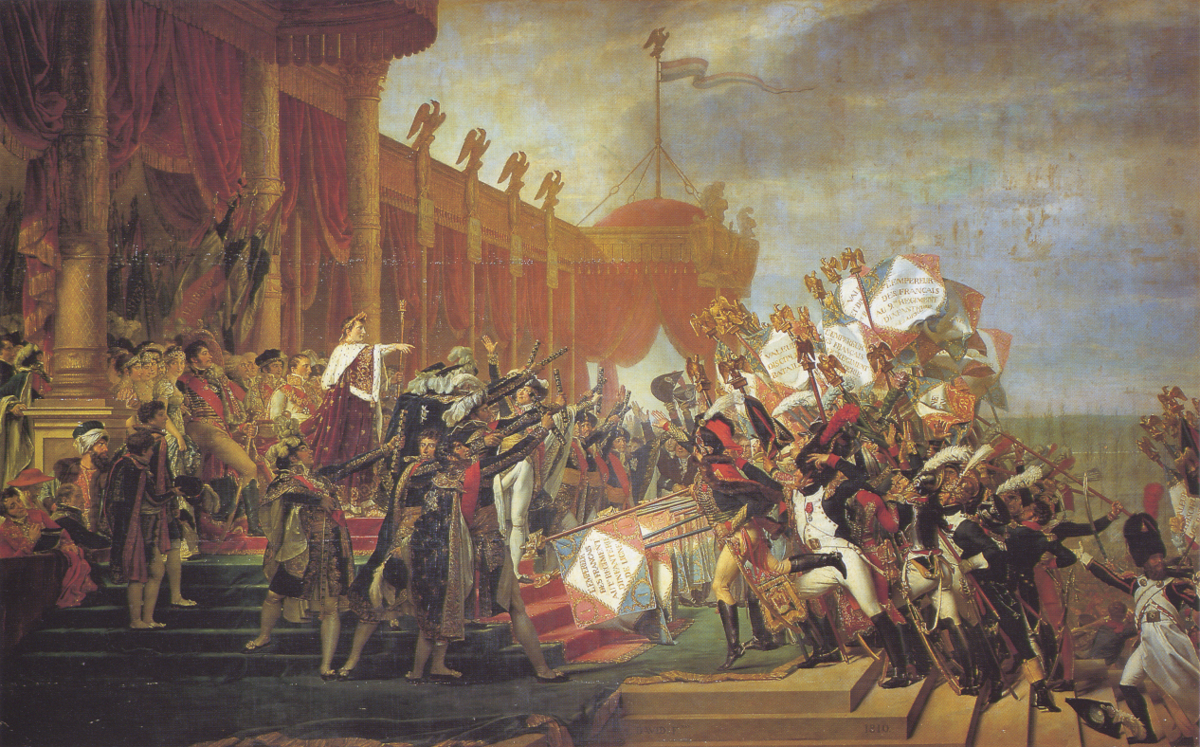
La Distribution des Aigles (1810), Jacques-Louis David.

Les drapeaux de l'armée de terre dès 1791, comme ceux de la garde nationale à partir de 1789 (offerts par les quartiers de Paris), portent les trois couleurs, mais de diverses façons fantaisistes selon l'usage de l'époque. Ainsi, à la bataille du pont d'Arcole, Napoléon Bonaparte brandit un étendard blanc ayant un faisceau du licteur doré au centre, et quatre losanges bleus et rouges dans les angles. Cette variété est conforme à la tradition des drapeaux. Elle est visible dès les origines (une cocarde, dont les couleurs étaient diversement superposées et non accolées dans un ordre uniforme).
Sous Napoléon Ier, les drapeaux des régiments avaient souvent une croix blanche cantonnée de rouge, de bleu ou de vert. Les dessins variaient d'un régiment à l'autre.
Une première uniformisation des drapeaux régimentaires date de 1804 : carré blanc sur la pointe au centre et triangles alternés bleus et rouges dans les coins, inscriptions dorées au centre. Ils portait le nom d'aigles, par référence à celles imitées de l'Empire romain qui couronnaient la hampe.
Le dessin à bandes verticales des pavillons est adopté pour les drapeaux de l'armée de terre en 1812, avec inscriptions dorées sur le blanc.

Exemple de drapeau régimentaire en vigueur entre 1804 et 1812. Ici, la Garde Impériale.
Au revers, la devise de la Grande Armée et l'unité.

### Comment s'est imposé le drapeau tricolore

Armoiries de la France sous le régime de la monarchie de Juillet.

En dépit du fait que l'armée et une grande partie du pays répugnaient à abandonner le drapeau tricolore, la Restauration rétablit en 1814 le drapeau blanc.
En 1793, les couleurs dites nationales (bleu foncé, blanc et rouge) remplacent l'habit de l'infanterie de ligne. Voulant rompre avec les souvenirs napoléoniens, Louis XVIII, le 15 juillet 1815 supprime les régiments, crée des légions départementales qu'il habille en blanc et abolit la conscription. L'ordonnance du 23 octobre 1820 transforme les légions en 60 régiments de ligne et 20 légers et rend au fantassin l'habit bleu. Avec un pantalon bleu, l'infanterie combat en Espagne et en Morée. En 1829, est adopté le pantalon rouge pour débarquer à Alger en 1830.
Louis-Philippe, qui a combattu à Valmy et à Jemappes, restaure en 1830 sous la monarchie de Juillet le drapeau tricolore (ainsi que la cocarde). La hampe s'orne d'un coq.

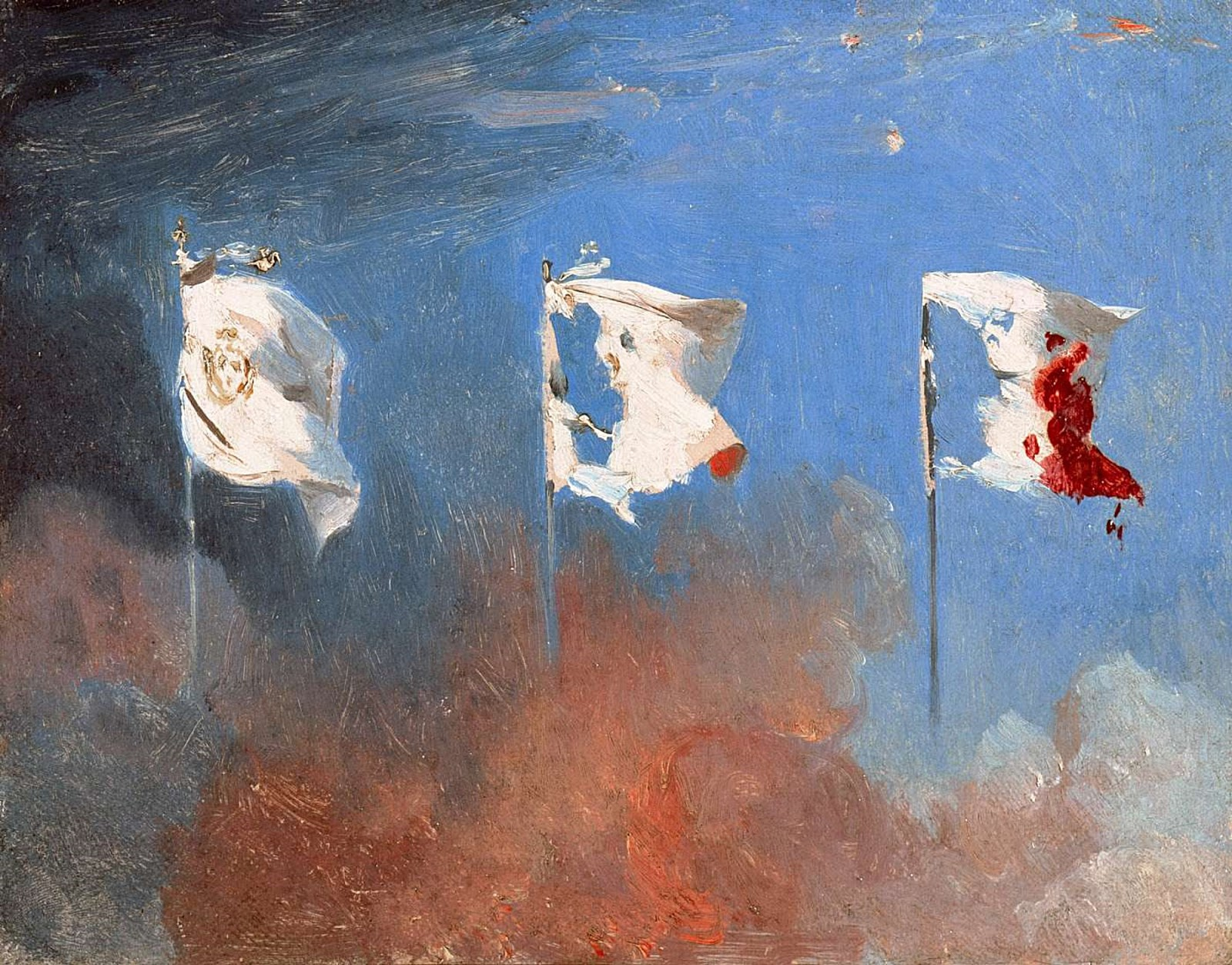
Scène de Juillet 1830 par Léon Cogniet (Musée des Beaux-Arts d'Orléans).

La révolution de 1848 pencha un moment pour le drapeau rouge, en référence au drapeau rouge arboré par la garde nationale en cas d’instauration de la loi martiale, invention de la Révolution française. Le drapeau rouge signe de la loi martiale fut utilisé le 17 juillet 1791 quand la Garde nationale ouvrit le feu sur une manifestation au Champ-de-Mars. Le drapeau symbole de la répression du peuple insurgé est repris par celui-ci comme emblème. Cette inversion de sens du drapeau rouge relève d’un processus classique de la création et de l’appropriation des symboles. Le groupe ou la population en question prend comme emblème le symbole même de sa répression. Le drapeau rouge a par la suite été choisi par les résistants au coup d’État de 1851, puis par la Commune de Paris en 1871 et par les bolchéviques lors de la révolution de 1917.
Cependant, le poète Lamartine (né le jour de l'adoption du nouveau pavillon) impose le drapeau tricolore comme drapeau de la Seconde République issue de la révolution de 1848. Dans une harangue à la foule en 1848, le poète défendit le drapeau bleu-blanc-rouge, arguant qu'il « a fait le tour du monde avec la République et l'Empire, alors que le drapeau rouge n'a fait que le tour du Champ-de-Mars dans le sang du peuple ». Le coq ornant la hampe est abandonné pour le fer de lance, toujours repris depuis.

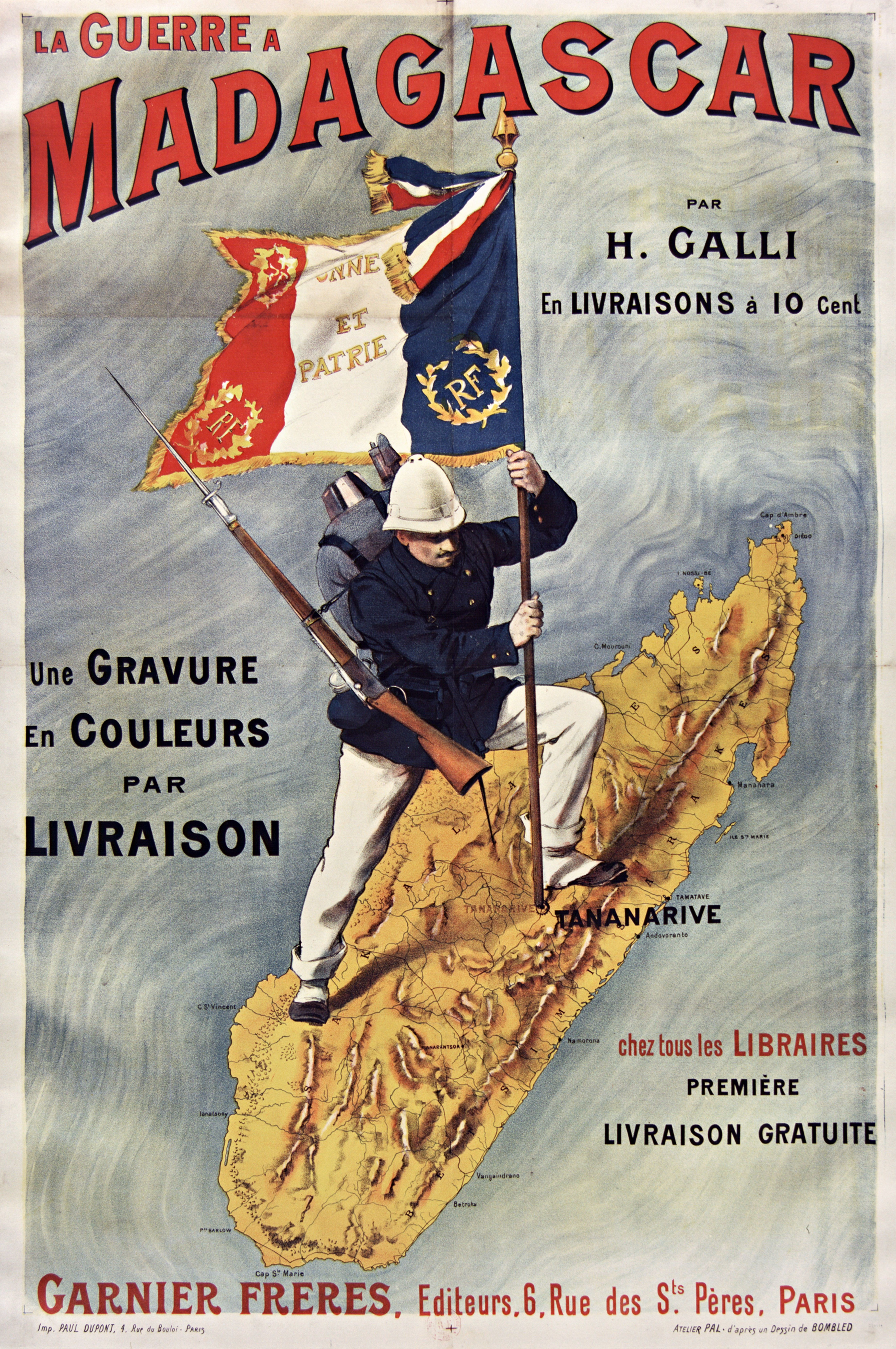
Plantation du drapeau à Madagascar.

En 1873, le retour à la royauté échoua à cause du refus intransigeant du prétendant légitimiste au trône de France, Henri d'Artois, comte de Chambord, d’accepter le drapeau tricolore. Il exigeait au contraire le retour au drapeau blanc de l’Ancien Régime. Par le manifeste du drapeau blanc du 5 juillet 1871 réitéré par lettre le 23 octobre 1873, il refuse d'abandonner le drapeau blanc pour le drapeau tricolore, héritage de la Révolution, ruinant les espoirs d'une restauration monarchique rapide (« Henri V ne peut abandonner le drapeau blanc d'Henri IV »). Charles Maurras écrira plus tard : « il a été prêtre et pape de la royauté plutôt que roi. » En Vendée, région de tradition royaliste (légitimiste), il fallut attendre 1916 pour que le drapeau tricolore fût admis dans l'enceinte des églises (voir Union sacrée et Claire Ferchaud).

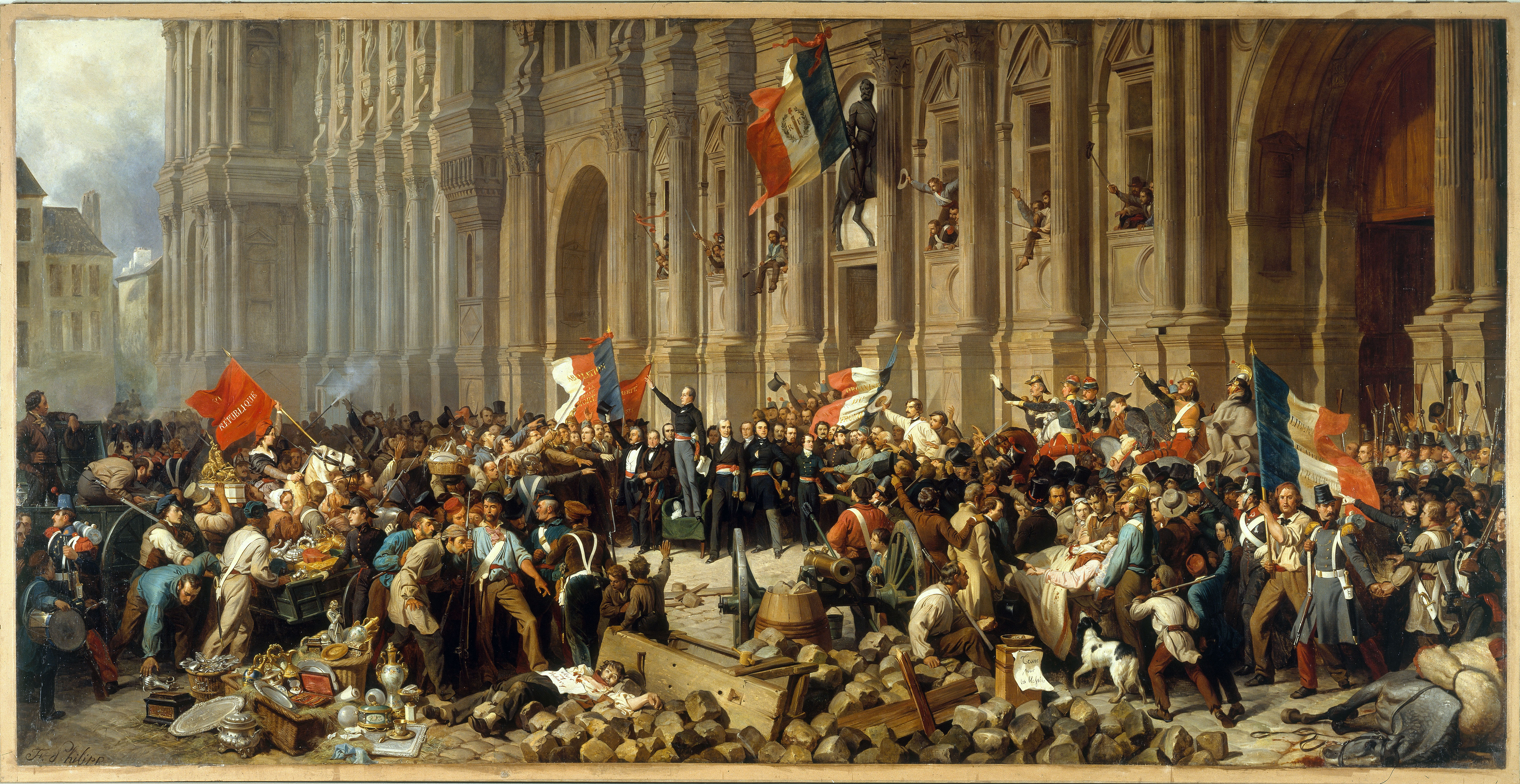
H. F. E. Philippoteaux : Lamartine repoussant le drapeau rouge à l’hôtel de ville, le 25 février 1848.

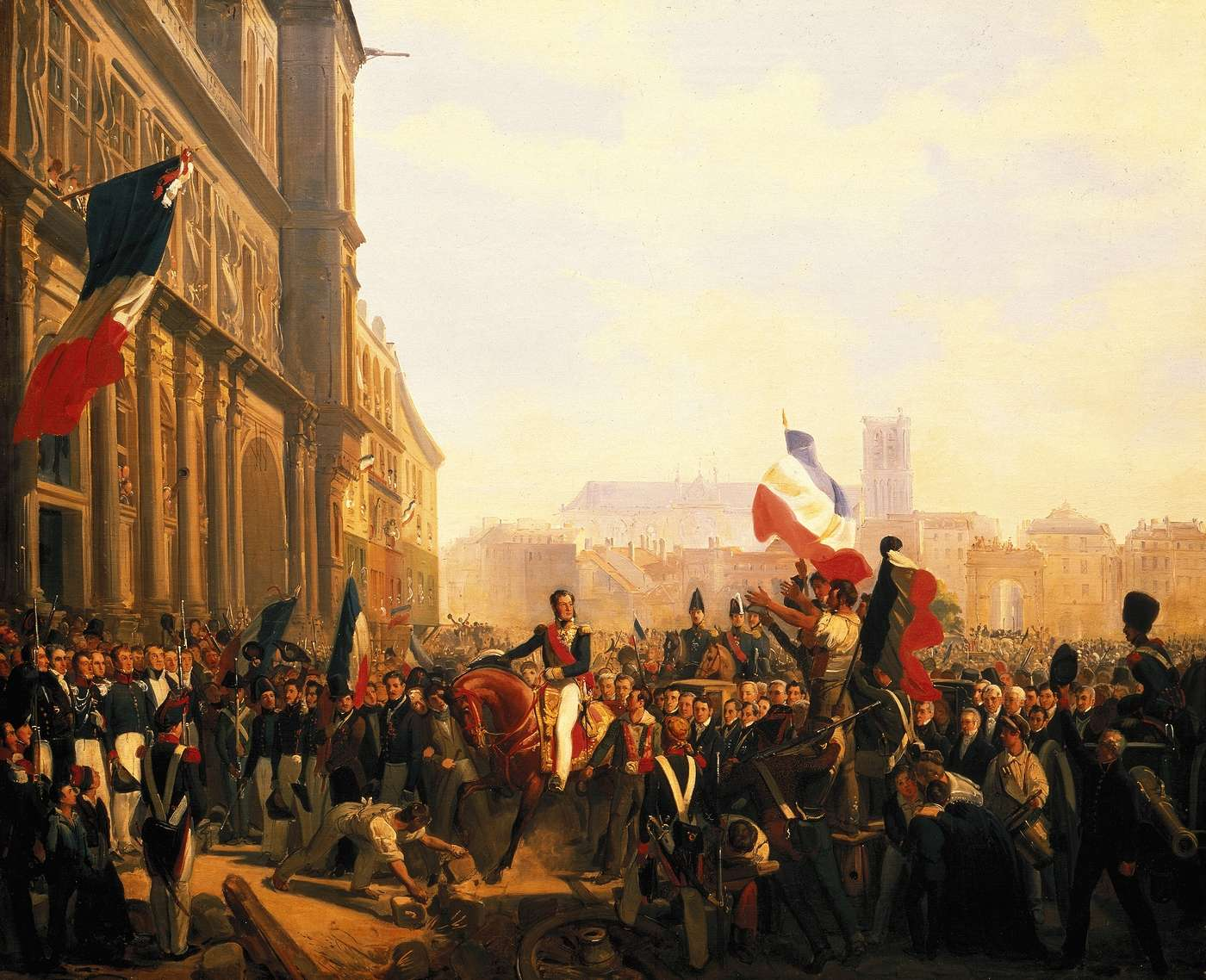
L'avènement de Louis-Philippe Ier, devant l'hôtel de ville de Paris, le 31 juillet 1830.
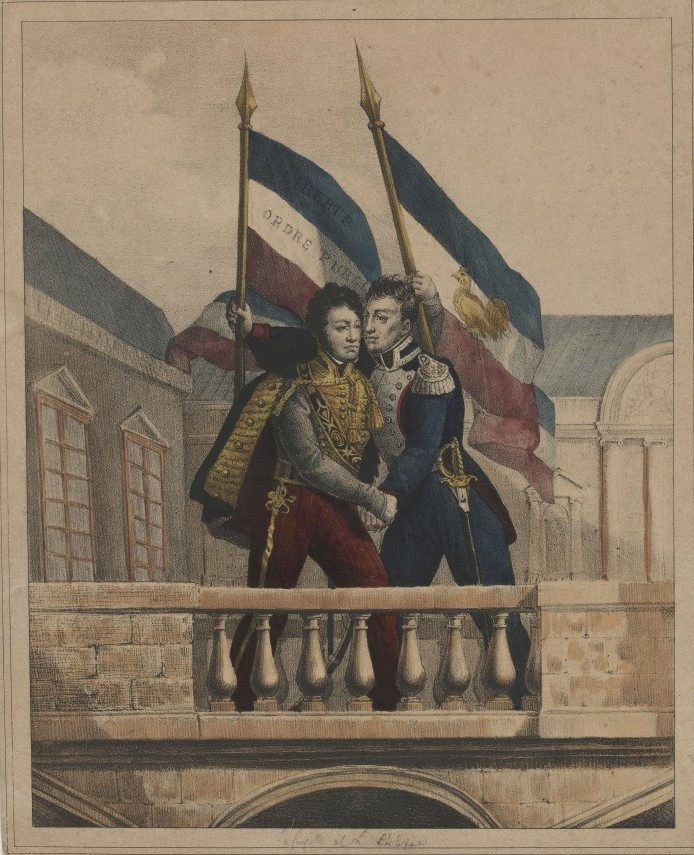
La Fayette donne l'accolade au duc d'Orléans au balcon de l'hôtel de ville.
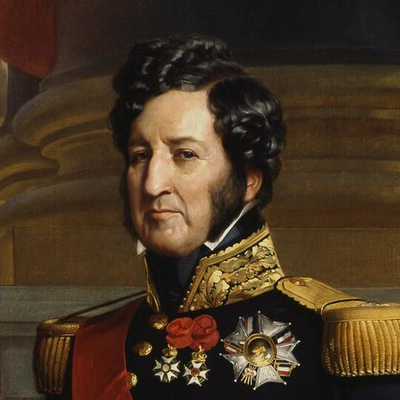
Louis-Philippe Ier.
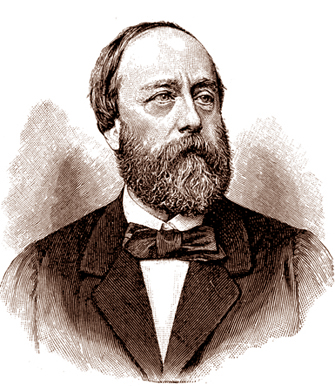
Henri d'Artois, comte de Chambord (1820-1883).

## Évolution du drapeau et du pavillon
| Nom du régime politique                            | Période                             | Drapeau national | Pavillon national | Hampe        | Lois constitutionnelles et décrets |
| -------------------------------------------------- | ----------------------------------- | --- | --- | ------------ | --- |
| Royauté                                            | XIIe siècle-XVIIe siècle            | Il n'existe pas de drapeau national, mais des armoiries royales qui servent de marques sur tout ce qui est royal (bâtiments, publications, sceaux, monnaies, etc.) avec une forme moderne qui ne comporte que trois fleurs de lys sur fonds d'azur. Chaque régiment a ses propres bannières, enseignes et livrées tirées qui en reprennent les couleurs. | Il n'existe pas de drapeau national, mais des armoiries royales qui servent de marques sur tout ce qui est royal (bâtiments, publications, sceaux, monnaies, etc.) avec une forme moderne qui ne comporte que trois fleurs de lys sur fonds d'azur. Chaque régiment a ses propres bannières, enseignes et livrées tirées qui en reprennent les couleurs. | indifférent  | |
| Royauté                                            | XVIIe siècle-1790                   | Dans l'armée, des patrons généraux s'imposent dans la pratique autour du drapeau blanc. Les colonels des régiments utilisent des drapeaux blancs à croix blanche. La marine de guerre a un pavillon constitué des armes royales portées par deux anges, différent de celui de la marine marchande.                                                       | Dans l'armée, des patrons généraux s'imposent dans la pratique autour du drapeau blanc. Les colonels des régiments utilisent des drapeaux blancs à croix blanche. La marine de guerre a un pavillon constitué des armes royales portées par deux anges, différent de celui de la marine marchande.                                                       | indifférent  | |
| Monarchie constitutionnelle                        | 1790 – 10 août 1792                 | L'usage d'un drapeau national n'existe pas encore | Premier pavillon national : Pavillon de beaupré : |              | Décret des 21-23 octobre 1790 : Le pavillon de marine portera les trois couleurs nationales, suivant les dispositions et la forme que l'Assemblée nationale charge son comité de la Marine de lui proposer. Décret de l'Assemblée constituante des 24-31 octobre 1790 : est fixée la disposition des couleurs dans les différents pavillons des vaisseaux de guerre et des bâtiments de commerce : le rouge tenant au bâton, le blanc au milieu et le bleu à l'extrémité. Décret du 5 juillet 1792 : l'art. 16 prescrit à tout homme résidant ou voyageant en France de porter la cocarde nationale ; toute autre cocarde est considérée comme un signe de rébellion, et tout individu qui s'est revêtu à dessein d'un signe de rébellion est puni de mort. |
| Première République                                | 22 septembre 1792-18 mai 1804       | Il n'y a pas de drapeau national | |              | Décret du 27 pluviôse an II (15 février 1794) : « Le pavillon national sera formé des trois couleurs nationales, disposées en trois bandes égales, posées verticalement, de manière que le bleu soit attaché à la gaule du pavillon, le blanc au milieu, et le rouge flottant dans les airs. » |
| Premier Empire                                     | 18 mai 1804-1812                    | Le premier drapeau national arbore un grand carré blanc posé sur une pointe et cantonné de bleu et de rouge. | Le pavillon national reste identique au modèle de 1794 | Aigle        | 1804, Ordonnance impériale uniformisant les drapeaux de tous les régiments. |
| Premier Empire                                     | 1812-6 avril 1814                   | | | Aigle        | 1812 Ordonnance impériale adoptant, pour les drapeaux des régiments, le modèle du pavillon national de 1794. |
| Première Restauration                              | 6 avril 1814 - 1er mars 1815        | Drapeau blanc | | Lys          | Acte du Gouvernement provisoire du 13 avril 1814 : « Le Gouvernement provisoire, ouï le rapport du commissaire provisoire du département de la marine, arrête, le pavillon blanc et la cocarde blanche seront arborés sur les bâtiments de guerre et sur les navires du commerce. » |
| Cent-Jours                                         | 1er mars 1815 - 18 juin 1815        | | | Aigle        | Décret du 9 mars 1815 : rétablissement du pavillon tricolore. Décret du 13-21 mars 1815 : abolition de la cocarde blanche, de la décoration du Lis, les ordres de Saint-Louis, du Saint-Esprit et de Saint-Michel. Ordonne d'arborer la cocarde nationale et le drapeau tricolore. Décret des 9-12 mai 1815 : toute personne convaincue d'avoir enlevé le drapeau tricolore placé sur un monument public est punie conformément à l'art. 257 c. pén. (art. 4), et les communes qui ne se sont point opposées à cet enlèvement seront poursuivies en exécution de la loi du 10 vend. an 4, relatif à la responsabilité des communes (art. 5). |
| Seconde Restauration (monarchie constitutionnelle) | 8 juillet 1815 - 2 août 1830        | Drapeau blanc | | Lys          | Loi du 9 novembre 1815 : déclare séditieux l'enlèvement du drapeau blanc et le port de cocardes non autorisées par le roi. |
| Monarchie de Juillet (monarchie parlementaire)     | 9 août 1830 - 24 février 1848       | | | Coq gaulois  | Ordonnance du 1er août 1830 : rétablissement des couleurs nationales. Article 67 de la Charte constitutionnelle du 14 août 1830. - « La France reprend ses couleurs. À l'avenir, il ne sera plus porté d'autre cocarde que la cocarde tricolore ». |
| Deuxième République                                | 24 février 1848 - 5 mars 1848       | | | Fer de lance | Décret du 25 février 1848 : le drapeau tricolore est le drapeau national et les couleurs en seront rétablies dans l'ordre qu'avait adopté la République française. Arrêté du 27 février 1848, signé du délégué de la République au Département de la Police, Marc Caussidière : « Le drapeau bleu-rouge-blanc doit être arboré sans délai sur les monuments et établissements publics ». Cet ordre des couleurs est celui de la fête de la Fédération et des cocardes de l'Empire. |
| Deuxième République                                | 5 mars 1848 - 2 décembre 1852       | | | Fer de lance | Décret du 5 mars 1848 : « Le pavillon, ainsi que le drapeau national, sont rétablis tels qu'ils ont été fixés par le décret de la Convention nationale du 27 pluviôse an II… En conséquence, les trois couleurs nationales, disposées en trois bandes égales, seront, à l'avenir, rangées dans l'ordre suivant : le bleu attaché à la hampe, le blanc au milieu et le rouge flottant à l'extrémité ». |
| Second Empire                                      | 2 décembre 1852 - 1er mars 1871     | | | Aigle        | |
| Troisième République                               | 4 septembre 1870 - 10 juillet 1940  | Fer de lance | |              | |
| Régime de Vichy                                    | 10 juillet 1940 - 20 août 1944      | Fer de lance | |              | |
| Gouvernement provisoire de la République française | 2 juin 1944 - 13 octobre 1946       | Fer de lance | |              | |
| Quatrième République                               | 13 octobre 1946 - 27 septembre 1958 | Fer de lance | Article 2 de la Constitution. - « L'emblème national est le drapeau tricolore, bleu, blanc, rouge à trois bandes verticales d'égales dimensions. » |              | |
| Cinquième République                               | Depuis le 28 septembre 1958         | Fer de lance | Article 2 de la Constitution. - « L'emblème national est le drapeau tricolore, bleu, blanc, rouge. » |              | |

## Réglementation et usages

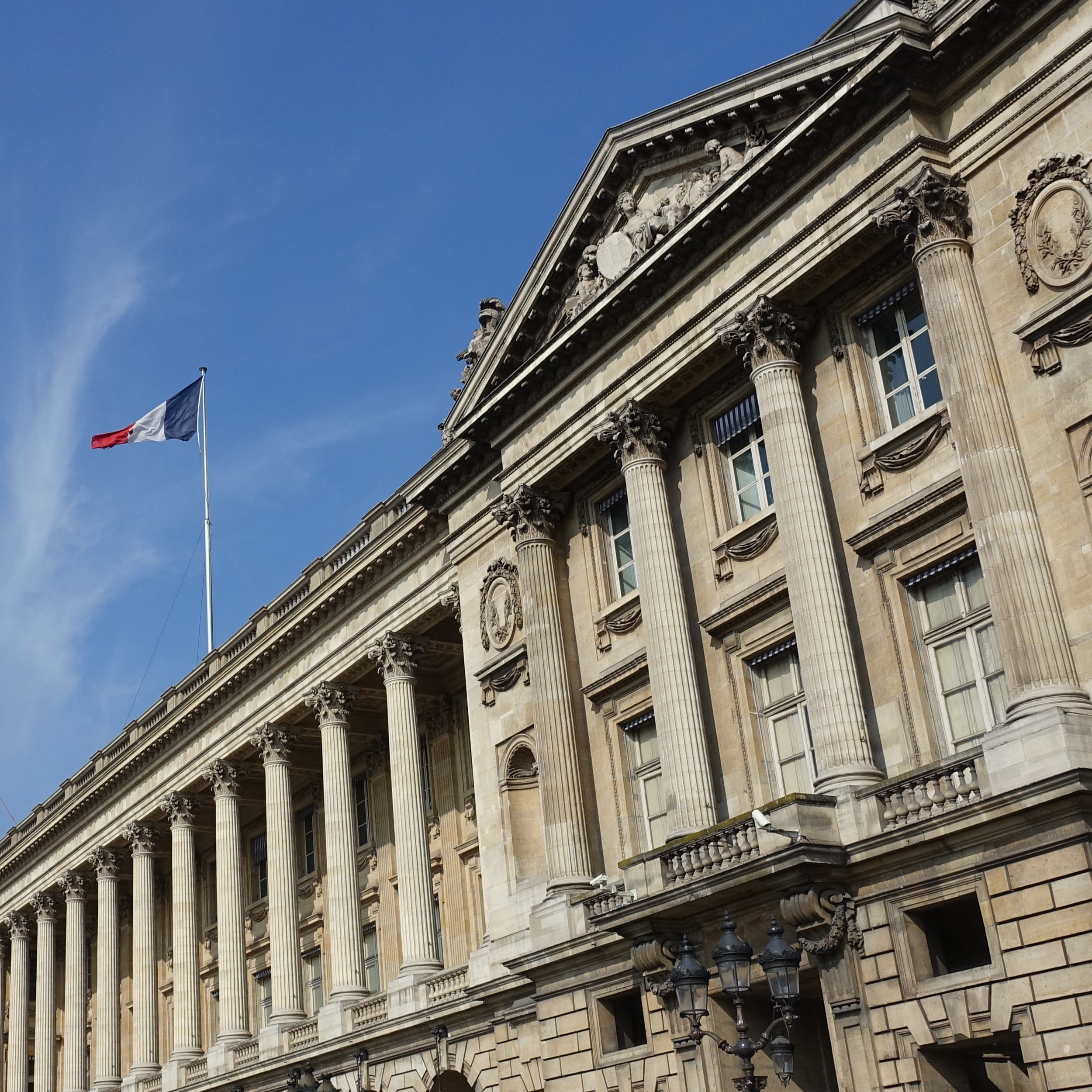
Hôtel de la Marine, Paris.

Un pavillon est défini une première fois par l'Assemblée constituante, puis par le décret de la Convention nationale du 27 pluviôse an II (le 15 février 1794) qui « supprime le pavillon décrété par l'Assemblée constituante » pour en mettre en place un nouveau à partir, dit-on, des dessins du peintre Jacques-Louis David.

L'article 2 prévoit que « Le pavillon national sera formé des trois couleurs nationales, disposées en trois bandes égales, posées verticalement, de manière que le bleu soit attaché à la gaule du pavillon, le blanc au milieu, et le rouge flottant dans les airs. », puis que « Les pavillons de beaupré et le pavillon ordinaire de poupe seront disposés de la même manière, en observant les proportions des grandeurs établies par l'usage. » et que « La flamme sera pareillement formée des trois couleurs, dont un cinquième bleu, un cinquième blanc, et les trois cinquièmes rouges. ». Cette disposition a été confirmée ensuite au XIXe siècle (notamment en 1836 par l'Amiral Duperré, ministre de la Marine), soit pour le pavillon : bleu 30 %, blanc 33 %, rouge 37 % ; et pour la flamme : bleu 20 %, blanc 20 % et rouge 60 %. Le grand pavillon qui surmonte l’ancien hôtel de la Marine, place de la Concorde, constitue une référence pour les autres édifices publics.[réf. nécessaire]

### Couleurs

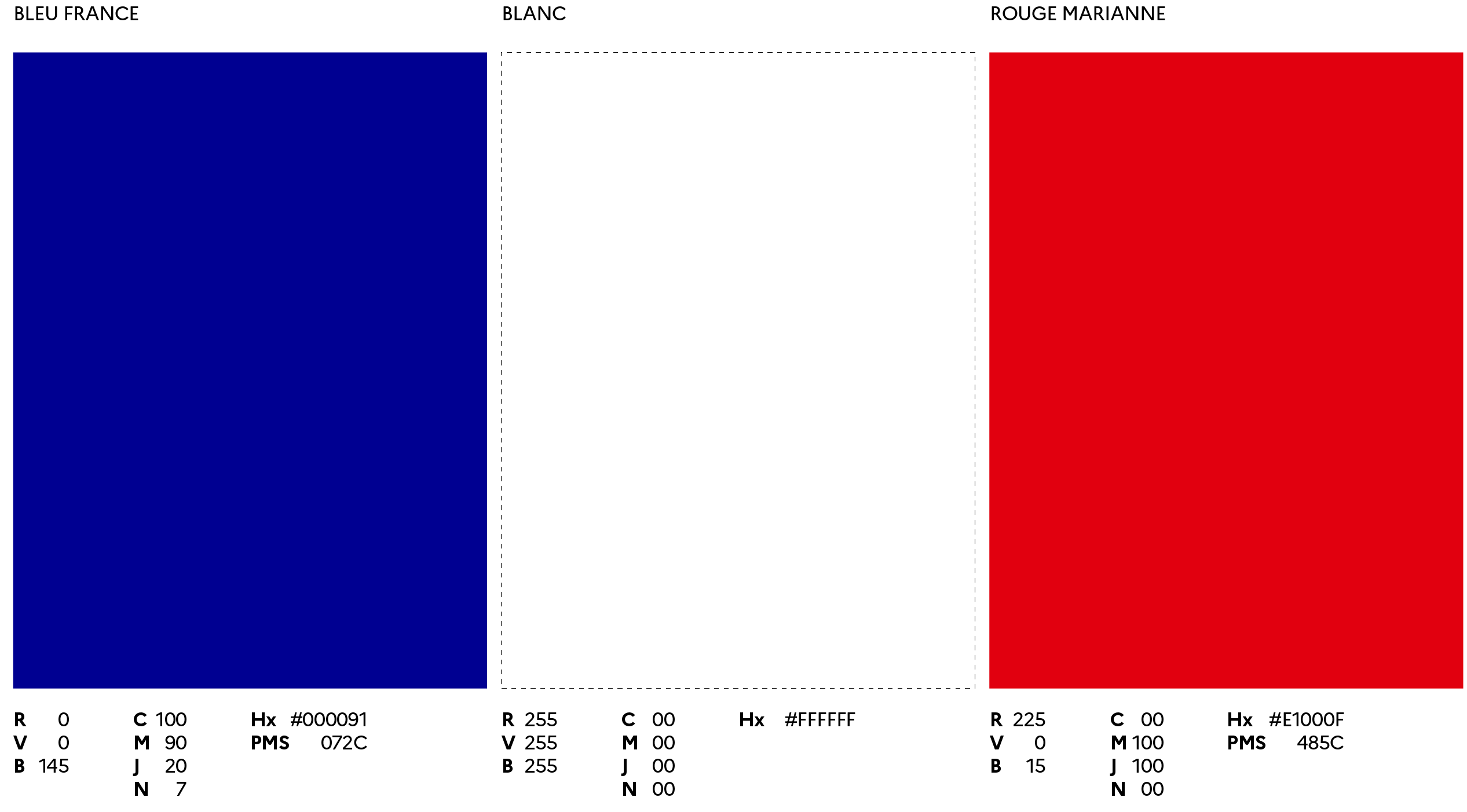
Spécification gouvernementale des couleurs du la drapeau

Les nuances de couleurs à utiliser pour le drapeau français n'ont jamais été réglementées. Elles sont toutefois définies dans les cahiers des charges des appels d'offres passés par les institutions françaises,.
Concernant le bleu, à partir du Second empire au moins, il semble d'usage d'avoir recours à une teinte « bleu marine » se raprochant du « bleu nuit », comme en témoignent les publications officielles au sujet du pavillon de la Marine nationale depuis 1858,.
En 1974, une nouvelle teinte éclaircie « bleu roi », plus proche de celle du drapeau européen, commence à être utilisée par la présidence de la République sous Valéry Giscard d’Estaing,. Le rouge est également éclairci. Le bleu marine continue à être utilisée par la Marine nationale.

Comparaison entre le drapeau bleu nuit (en bas) et la version éclaircie (en haut) utilisée notamment entre 1974 et 2020.

Les fabricants de drapeaux proposent alors deux versions différentes, et la variante éclaircie se répand sur les mairies et autres bâtiments publics. En 2021, pour le bleu du drapeau, un fournisseurs des municipalités déclare utiliser le Pantone Reflex Blue pour la version éclaircie, et le Pantone 281 pour la version marine.
Les couleurs plus claires ont servi à l'élaboration de la charte graphique de la communication gouvernementale mise en place en 1999. Il y est précisé que le bleu est le Pantone Reflex Blue (identique à celui du drapeau européen) et que le rouge est le Pantone 032. Elle est remplacée en 2020 par une charte utilisant des couleurs plus proches de celles du drapeau original (tout en restant toutefois plus vives). En 2024, une nouvelle charte graphique revient aux tons vifs, le « bleu France », #000091 en RVB hexadécimal, côtoyant le blanc #FFFFFF et le « rouge Marianne » #E1000F.
Dès la fin de l'année 2018, le président Emmanuel Macron, encouragé par le directeur des opérations de l'Élysée Arnaud Jolens, décide de cesser d'utiliser la version éclaircie pour ses allocutions télévisées. À partir de juillet 2020, le drapeau bleu marine est déployé sur tous les bâtiments de la présidence. Ce retour des couleurs historiques, notamment lors des interventions du chef de l'État pendant près de trois ans, est passé relativement inaperçu jusqu'à la fin 2021 à la suite de la publication d'un livre relatant les coulisses de l'Élysée,,,.
Ces couleurs sont depuis 2009 présentes dans la norme Couleurs de la défense nationale (NORMEDEF 0001) du ministère de la Défense qui traite notamment de la couleur des articles dont la réalisation est obtenue par teinture ou impression (dont les textiles). Elle évoque, pour les couleurs du « symbole national » : le bleu-violet sombre A503 (qui correspond à un « bleu éteint » spécifique aux drapeaux et étendards des unités), le bleu-violet foncé A535 (qui correspond au « bleu sombre » du pavillon et du drapeau), le blanc A665, et le rouge-orangé vif A805.
Dans les dernières éditions de l'Album des pavillons nationaux et marques distinctives éditées par le service hydrographique et océanographique de la marine,, ces couleurs sont traduites approximativement comme étant, pour le bleu, la nuance Pantone 282 C, et pour le rouge, le Pantone 186 C.

### Dimensions
Les proportions du drapeau national ont un rapport de 2 : 3, soit 50 % plus long (le battant) que haut (le guindant) et les bandes des trois couleurs sont de largeurs égales.

Le drapeau de cérémonie est carré, les bandes des trois couleurs étant également de même largeur. Il comporte des franges, des inscriptions en or et une cravate tricolore avec une frange en or.

Le pavillon national a également des proportion de 2 : 3, mais les bandes des couleurs ont des largeurs respectives de 30 %, 33 % et 37 % du battant (ce qui permet de les percevoir comme d'égales dimensions lorsque le pavillon flotte au vent).
Le drapeau qui flotte sous l'Arc de triomphe, à Paris, est le plus grand : il est de taille 1, soit 9 m au guindant sur 13,50 m au battant. Un drapeau de taille 2 est deux fois plus petit, un drapeau de taille 13, treize fois plus petit : c'est la taille la plus courante utilisée dans les administrations et armées. Seize tailles de pavillons sont répertoriés dans la marine.

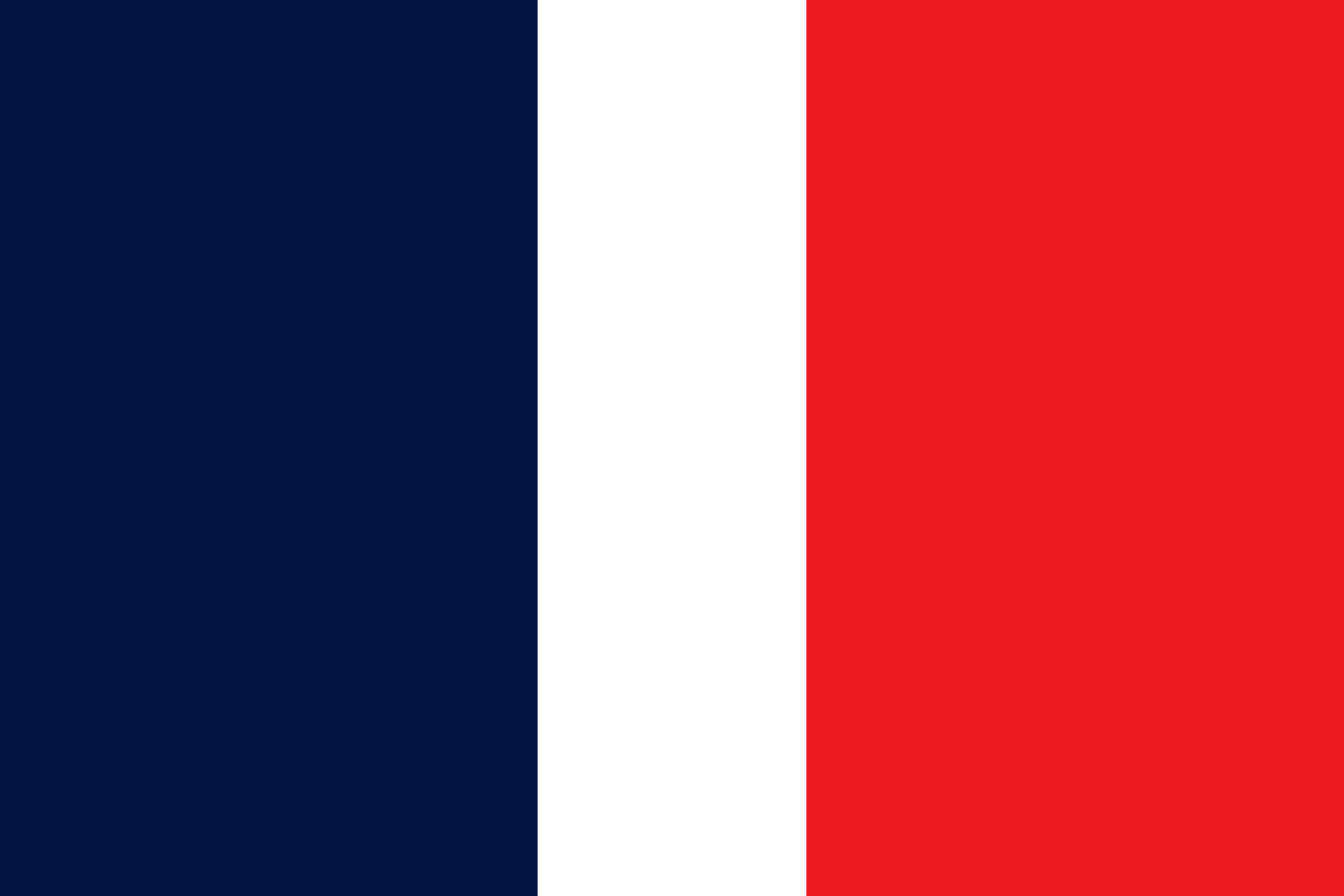
Drapeau français souvent utilisé pour les interventions télévisées.

Parfois, à la télévision française, la bande blanche du drapeau placée derrière un locuteur est nettement plus étroite que les bandes colorées. Cela est fait pour compenser un cadrage resserré qui, sinon, ne laisserait voir que du blanc à l'écran, (pendant les allocutions du président de la République par exemple).
Il y a souvent confusion entre drapeau et pavillon. Le pavillon, terme de marine, est toujours « frappé » sur une drisse et les trois couleurs ne sont pas de même largeur ; le drapeau peut être fixé à demeure sur une hampe ou être frappé sur une drisse et les trois couleurs sont de même largeur.

### Cadre juridique

#### Textes anciens
Voir les détails des lois constitutionnelles et décrets dans la section évolution du drapeau.

#### Textes en vigueur
Les constitutions de 1946 et de 1958 (article 2) officialisent le drapeau tricolore comme emblème national de la République.

#### Outrage
Depuis la loi pour la sécurité intérieure de 2003, le fait, au cours d'une manifestation organisée ou réglementée par les autorités publiques, d'outrager publiquement l'hymne national ou le drapeau tricolore est puni de 7 500 € d'amende. Lorsqu'il est commis en réunion, cet outrage est puni de six mois d'emprisonnement et de 7 500 € d'amende.
Depuis 2010, est puni de l'amende prévue pour les contraventions de la 5e classe le fait, lorsqu'il est commis dans des conditions de nature à troubler l'ordre public et dans l'intention d'outrager le drapeau tricolore :
- de détruire celui-ci, le détériorer ou l'utiliser de manière dégradante, dans un lieu public ou ouvert au public ;
- pour l'auteur de tels faits, même commis dans un lieu privé, de diffuser ou faire diffuser l'enregistrement d'images relatives à leur commission[77].

L'article L322-17 du code de justice militaire incrimine l'outrage au drapeau ou à l'armée, mais il ne concerne que les militaires.

### Protocole et étiquette
Ces règles sont communément admises au niveau international. Le drapeau tricolore flotte sur tous les bâtiments publics. Traditionnellement sur les façades des grandes mairies françaises, il flotte auprès des drapeaux européen et régional. Les honneurs lui sont rendus selon un cérémonial très précis. Lorsque le président de la République s'exprime publiquement, le drapeau français est souvent placé derrière lui. En fonction des circonstances, on trouve aussi le drapeau européen ou le drapeau d'un autre pays. En janvier 2007, Jean-Louis Debré, président de l'Assemblée nationale, fait introduire le drapeau français au sein de l'hémicycle, derrière le perchoir. Dans les mois qui suivent, son successeur, Bernard Accoyer, inscrit à l'ordre du jour du bureau l'ajout du drapeau européen, suscitant des divisions. Nicolas Sarkozy est le premier président français à poser avec le drapeau européen pour sa photographie officielle.

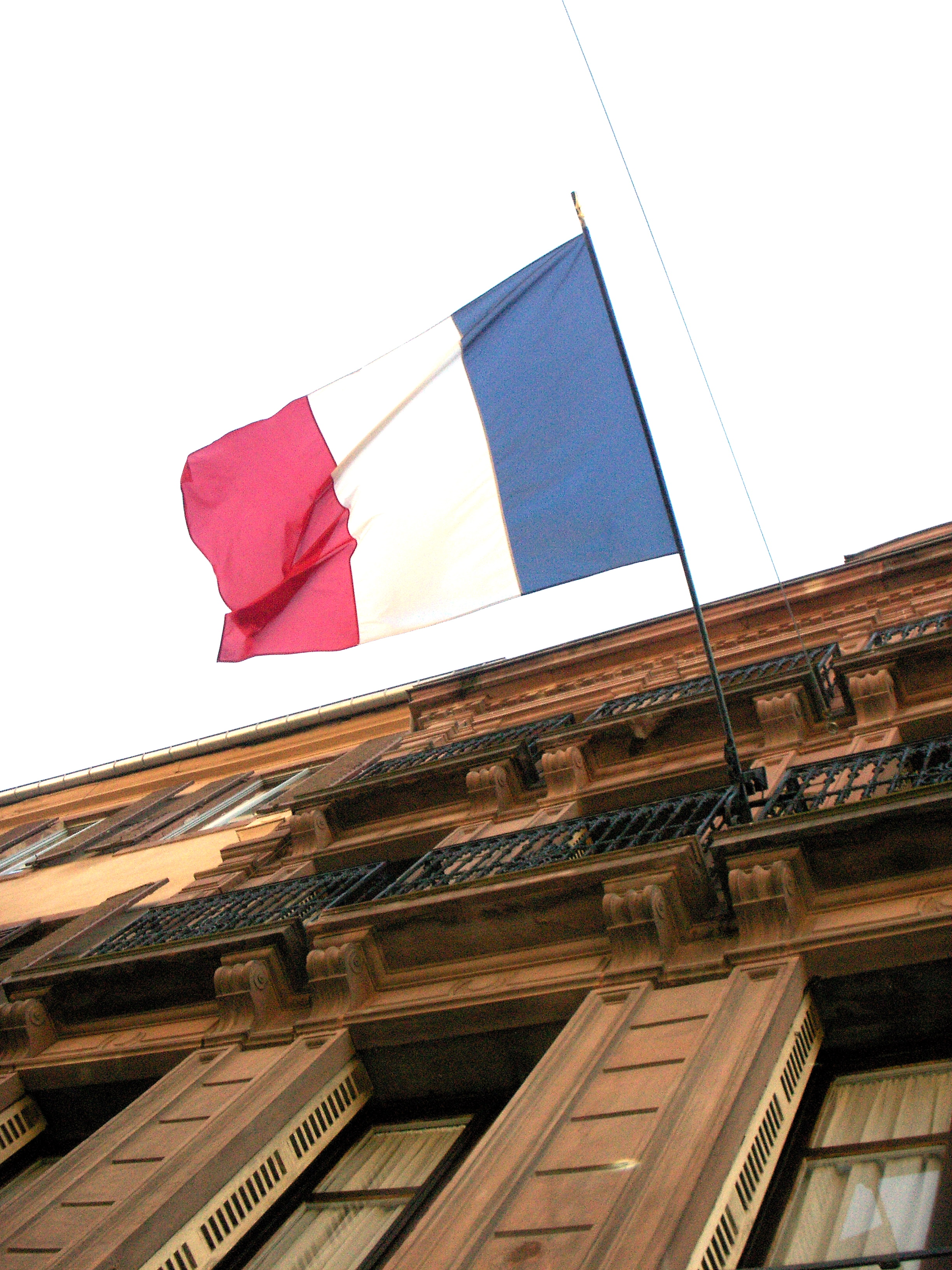
Le drapeau français sur la façade d'un bâtiment public.
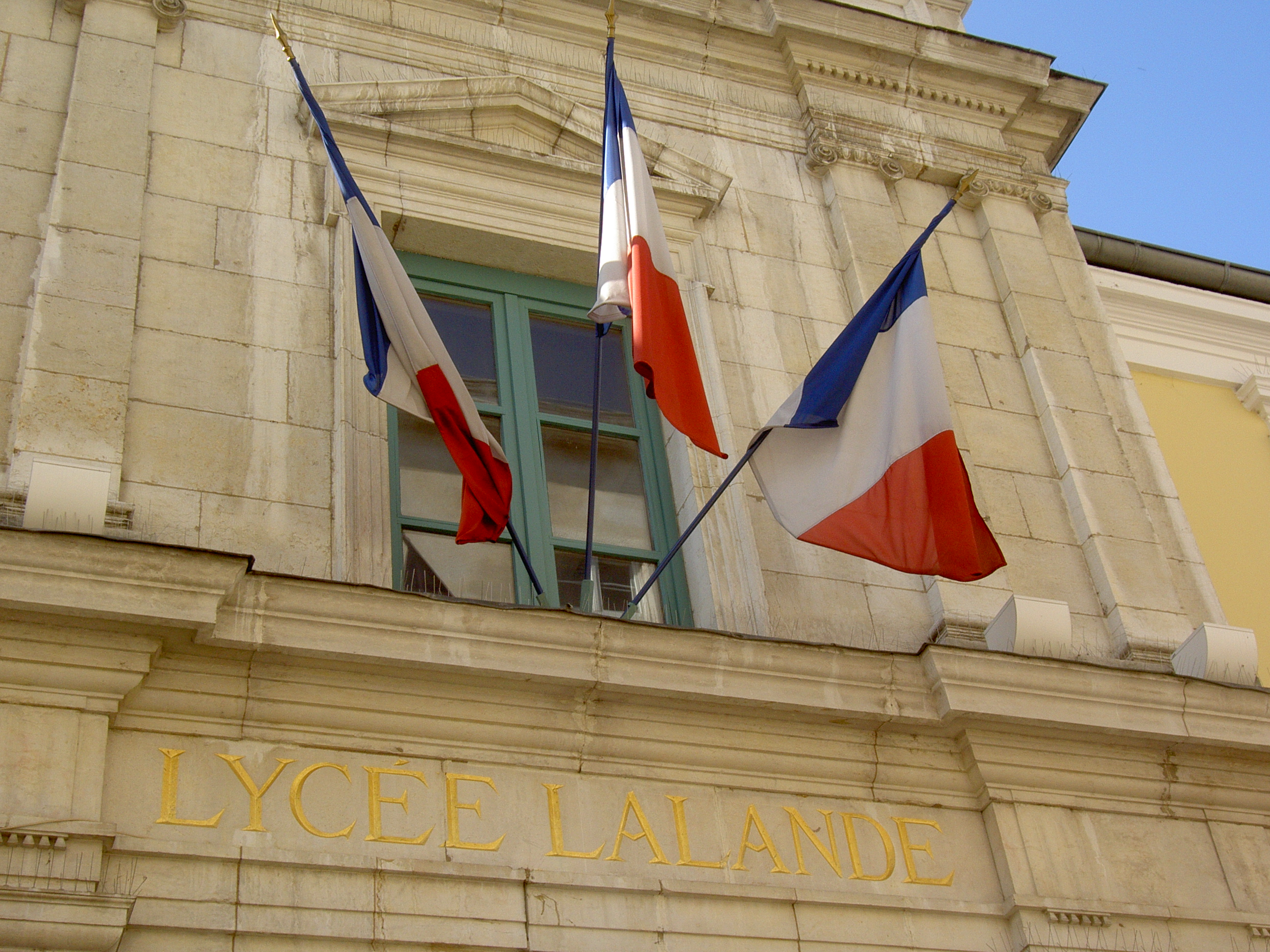
Façade du lycée Lalande à Bourg-en-Bresse.
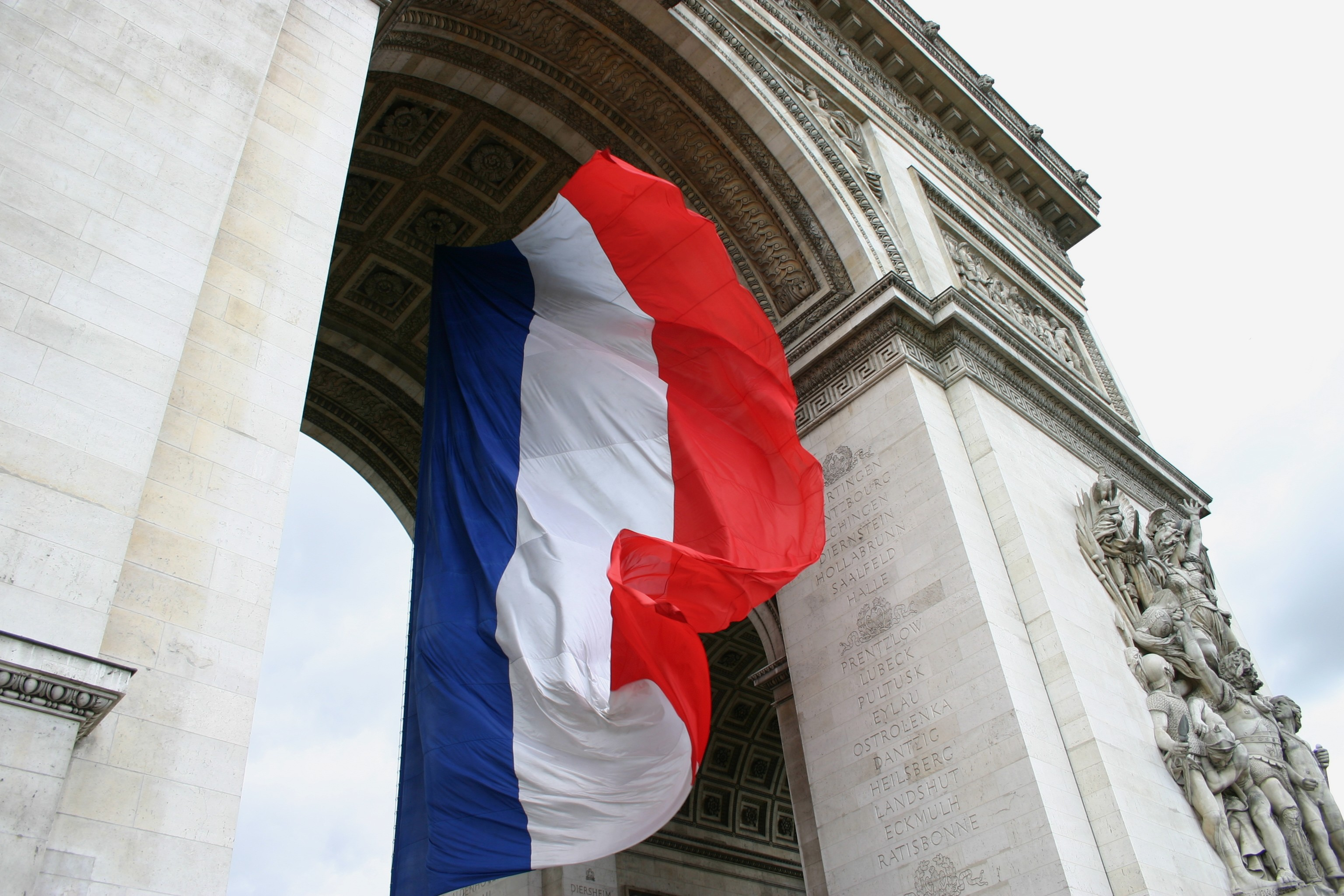
Arc de Triomphe avec le drapeau de la France.
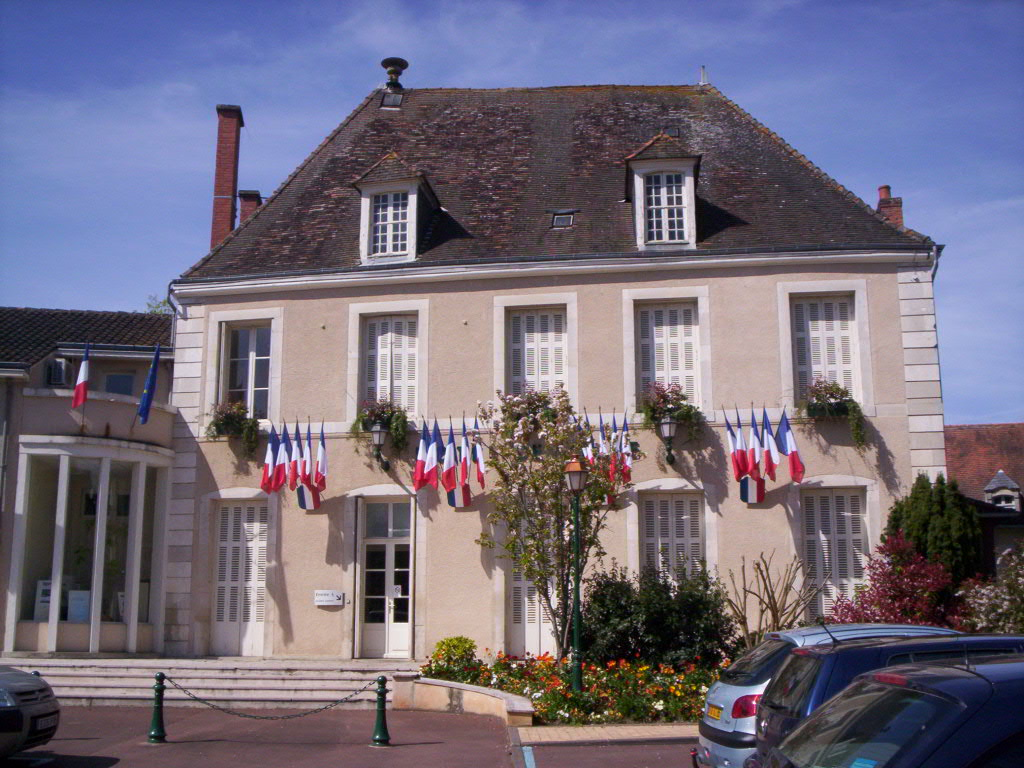
Drapeaux tricolores sur la façade de l'hôtel de ville de Montmorillon (France).
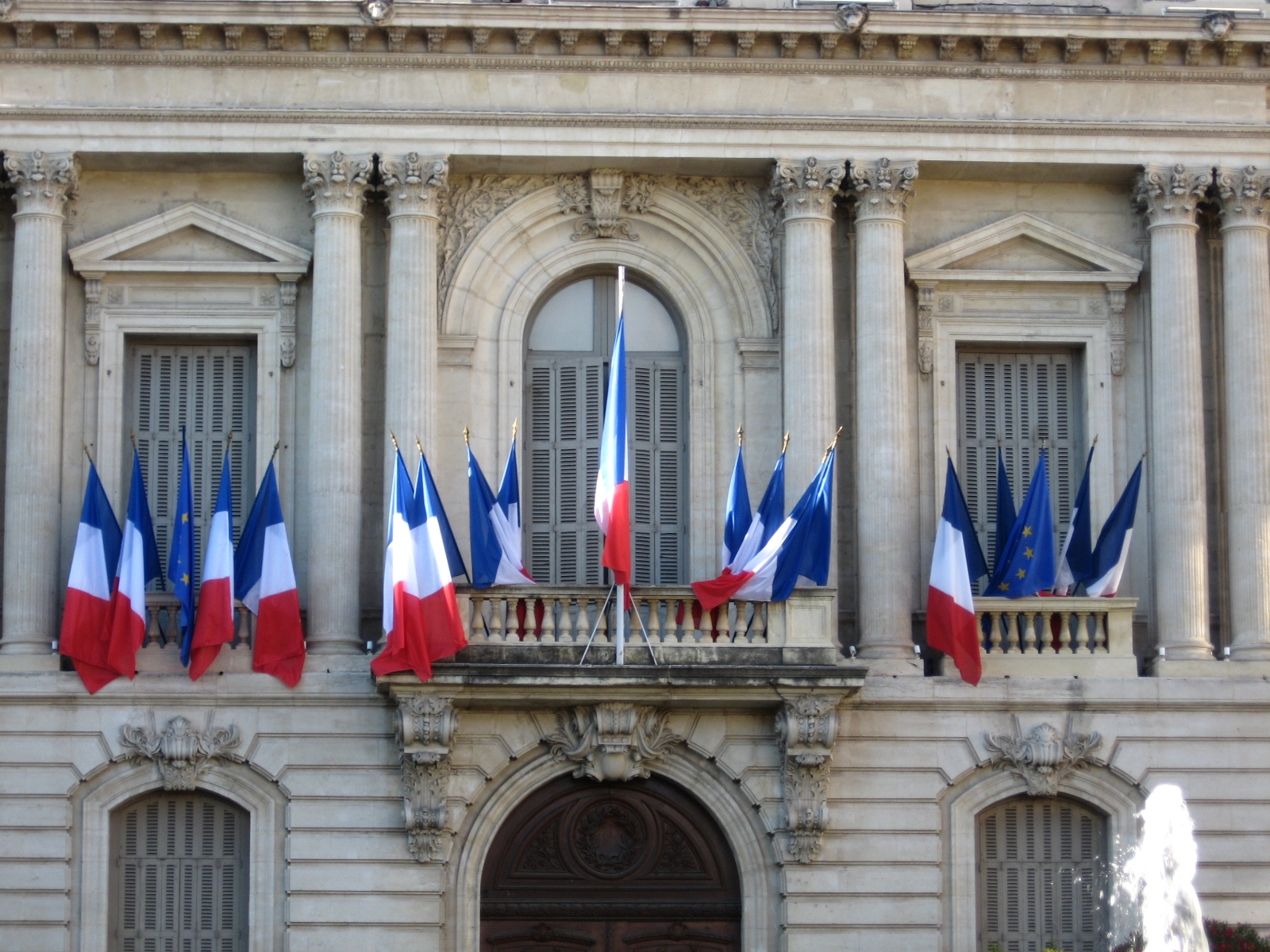
Balcon de la préfecture de Montpellier (France).
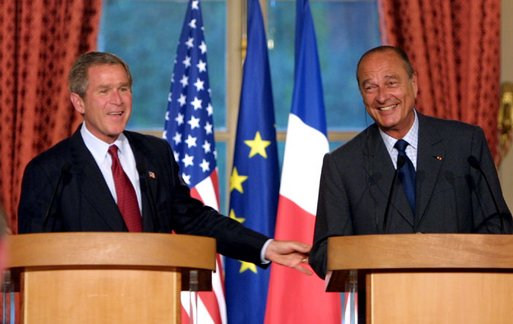
Les présidents américain et français, George W. Bush et Jacques Chirac.

#### Déploiement lors des cérémonies officielles
Le drapeau est déployé dans la plupart des cérémonies officielles, qu'elles soient civiles ou militaires, lors des commémorations nationales. La soprano américaine Jessye Norman, fréquemment appelée à se produire lors d'événements publics ou de cérémonies, a célébré en juillet 1989 le bicentenaire de la Révolution française sur la place de la Concorde à Paris, en chantant La Marseillaise, drapée dans une robe aux couleurs du drapeau français imaginée par le styliste d'avant-garde Jean-Paul Goude.

#### Honneurs funèbres

##### Drapeaux en berne
Le drapeau est hissé jusqu'en haut du mât, puis abaissé de l'équivalent de la hauteur du drapeau (comme si le drapeau invisible du défunt était fixé au-dessus du drapeau), quand on abaisse le drapeau on fait de même, c'est-à-dire que l'on remonte le drapeau jusqu'en haut avant de le descendre. À l'intérieur, avec une hampe trop courte pour permettre la mise en berne, ou si drapeau est porté, on met une boucle de crêpe noir - une cravate - fixée au sommet de la hampe, et dont les volants tombent vers le sol.
Selon l'article 47 du décret no 89-655 du 13 septembre 1989 relatif aux cérémonies publiques, préséances, honneurs civils et militaires : « Lors du décès du président de la République, les drapeaux et étendards des armées prennent le deuil ; les bâtiments de la flotte mettent leurs pavillons en berne ».

##### Drap mortuaire
Le côté que l'on fixe à la drisse (le guindant) se trouve à la tête du cercueil et le canton d'honneur au-dessus de l'épaule gauche du défunt.
Par les circulaires no 338 du 17 septembre 1965, no 423 du 10 octobre 1957 et no 77530 du 3 août 1977 du ministère de l’intérieur, le privilège de recouvrir un cercueil d'un drap tricolore en lieu et place du drap noir, si la famille en exprime le désir, a été accordé et réservé aux militaires titulaires de la carte du combattant ou de la carte du combattant volontaire de la Résistance.
En juin 1999, un accord a été donné par le ministre de l’Intérieur, Jean-Pierre Chevènement, pour l'extension de ce privilège aux titulaires de la médaille de la Reconnaissance de la Nation (ex. TRN). Par ailleurs, il a été décidé de conférer le même honneur aux anciens réfractaires au Service du travail obligatoire (STO).
La famille du défunt doit le signaler à l'entreprise de pompes funèbres qui se chargera, de fournir et poser le drapeau tricolore sur le cercueil et éventuellement le coussin pour les décorations. Elle doit aussi contacter l'association, dont le défunt était adhérent, afin qu'elle envoie une délégation et le porte-drapeau.

#### Disposition
Le drapeau de la France doit toujours être mis tête en haut.[Comment ?] Le faire tenir à l'envers est un signe de détresse (en mer par exemple) ou est considéré comme une marque d'irrespect.

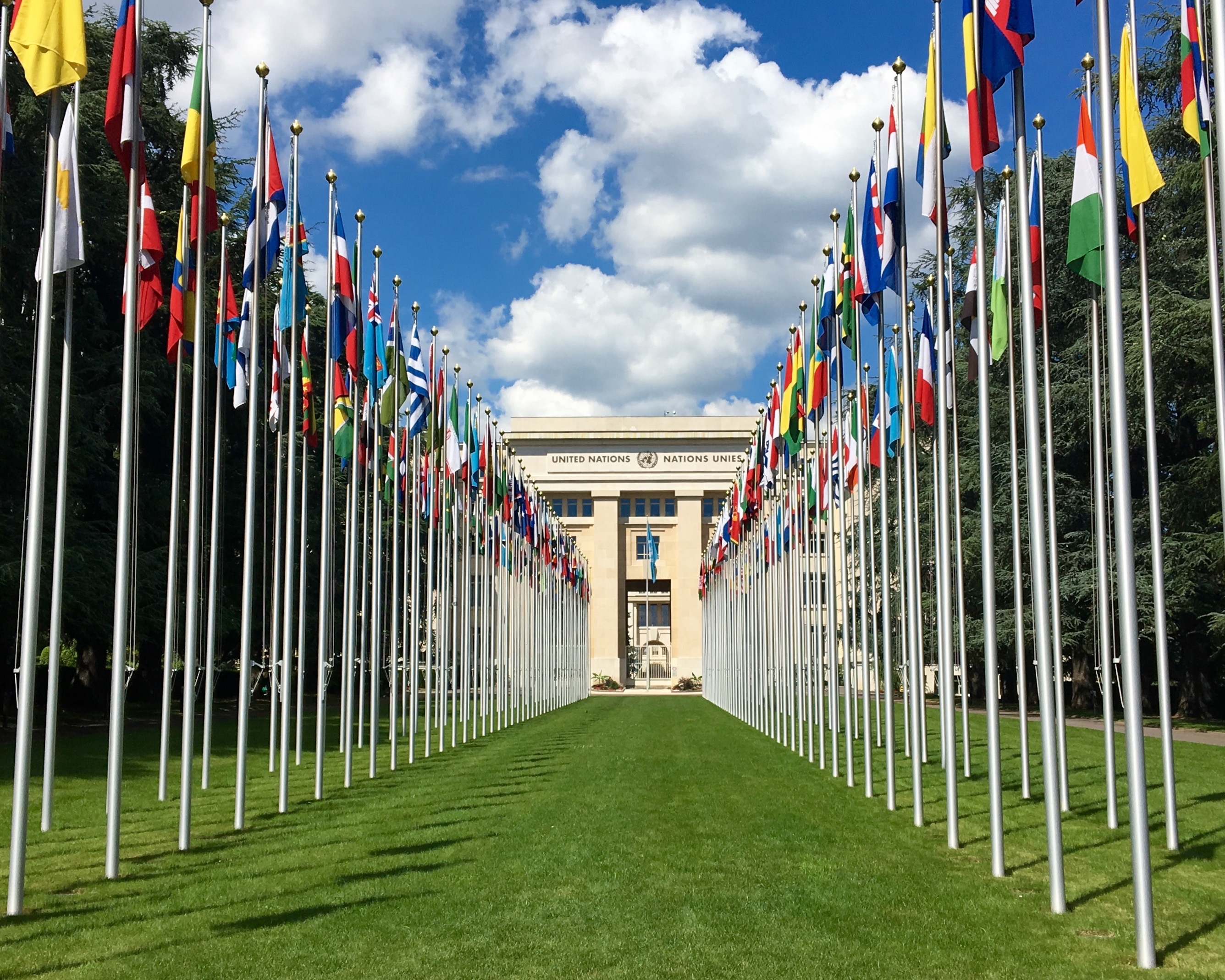
Entrée vers le palais des Nations à Genève, le siège européen de l'Organisation des Nations unies. Le drapeau français est sur le septième mat de la deuxième rangée de droite.

- Présence de deux drapeaux : sur des hampes croisées, le drapeau qui se trouve à la place d'honneur est situé à droite (à gauche de l'observateur). L'autre drapeau est à gauche (à droite de l'observateur).
- Trois drapeaux : la place d'honneur est au centre.
- Plus de trois drapeaux : ils sont disposés en file indienne sur des mâts distincts et d'égale hauteur. La place d'honneur est au bout de la file, à la gauche de l'observateur, puis les autres drapeaux se présentant dans l'ordre alphabétique de leur nom s'ils sont de même rang (voir infra l'ordre de préséance). Si les mâts sont disposés de telle façon que celui du centre est plus haut, le drapeau d'honneur y sera hissé. Il en va de même sur une façade, sur un toit, etc.

Deux drapeaux ne sont jamais arborés sur un même mât, l'un au-dessus de l'autre.

#### Ordre de préséance
Le drapeau national tricolore a la préséance sur tous les autres sur le territoire de la République française.
Les grands ensembles n'ont pas forcément préséance : les drapeaux de même rang ont droit aux mêmes marques d'honneur. Ils doivent être de dimensions identiques et être hissés à la même hauteur.
Les drapeaux actuels ont toujours préséance sur les drapeaux historiques, y compris dans un lieu historique précis.

#### Selon le lieu

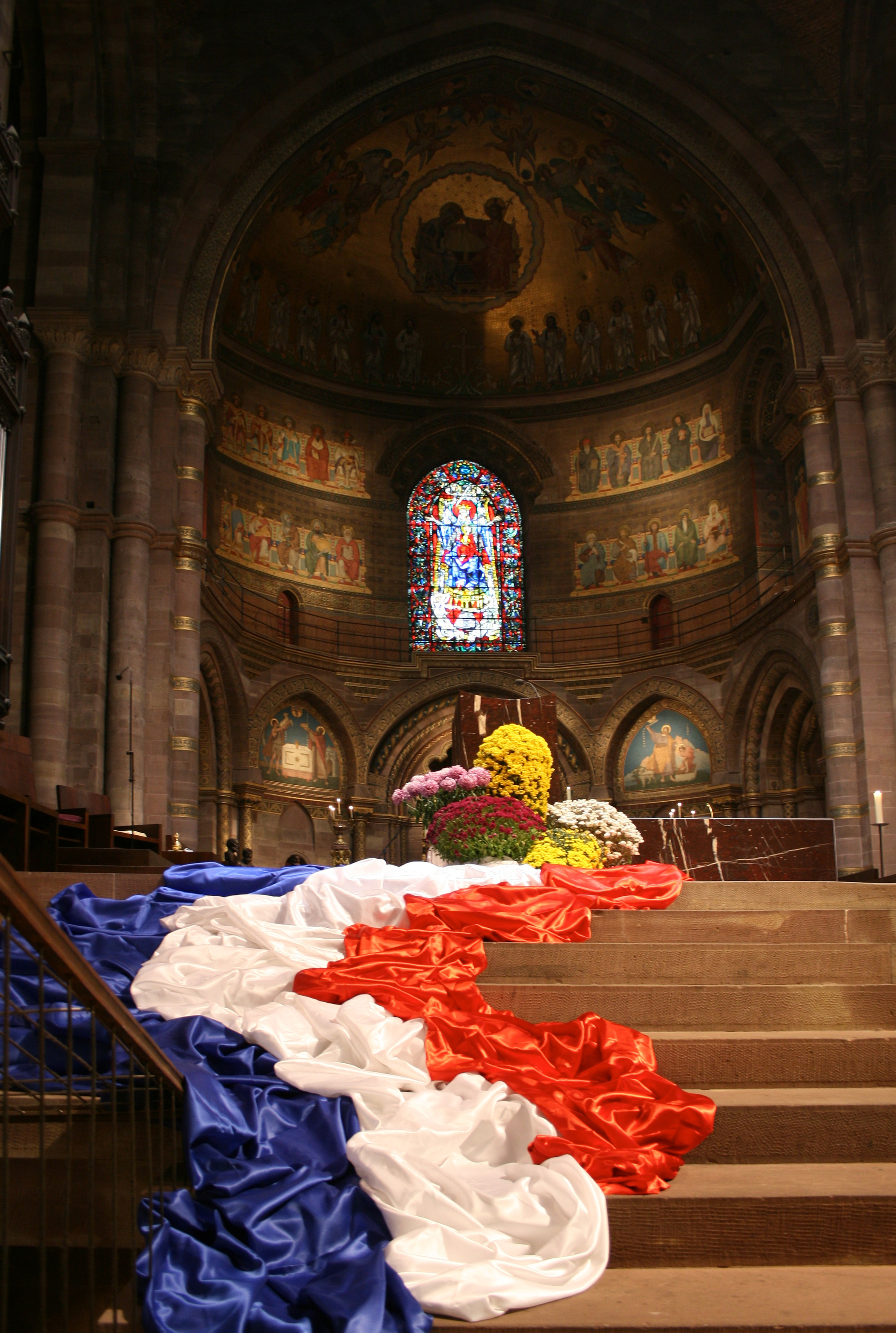
Pavoisement du chœur de la cathédrale Notre-Dame de Strasbourg à l’occasion de l’anniversaire de la libération de la ville.

- dans une salle ou lors d'une réunion : à l'intérieur ou à l'extérieur, le drapeau doit être fixé au mur à une hauteur convenable, soit à l'arrière ou au-dessus du président, du conférencier, soit à l'endroit le plus honorifique. Le côté que l'on fixe à la drisse se place à la gauche de l'observateur ou au-dessus ; le canton d'honneur est à la gauche de l'observateur, que le drapeau soit déployé horizontalement ou verticalement ;
- attaché à une hampe : à l'intérieur, le drapeau est le plus souvent attaché à une hampe posée sur un piédestal, à une hauteur suffisante pour l'empêcher de toucher le sol. Cela s'applique aussi pour le déploiement dans les défilés ;
- en travers d'une rue ou d'une salle : au-dessus d'une rue, le drapeau est suspendu au centre. Le côté que l'on fixe à la drisse se trouve en haut, le canton d'honneur orienté vers le nord dans les rues allant de l'est à l'ouest, et vers l'est dans les rues allant du nord au sud. Au-dessus d'un trottoir, le canton d'honneur doit être orienté vers la rue ;
- sur les véhicules : le drapeau doit être placé à droite du véhicule ;
- sur les fuselages : c'est le revers qui doit apparaître sur côté tribord, et l'avers sur le côté bâbord, comme si c'était l'arête de la dérive qui faisait office de hampe ;
- sur les habits : si le drapeau est cousu sur les manches, c'est le revers qui doit apparaître sur la manche droite, et l'avers sur la manche gauche (comme si c'était l'avant du corps qui faisait office de hampe).

#### Les porte-drapeaux

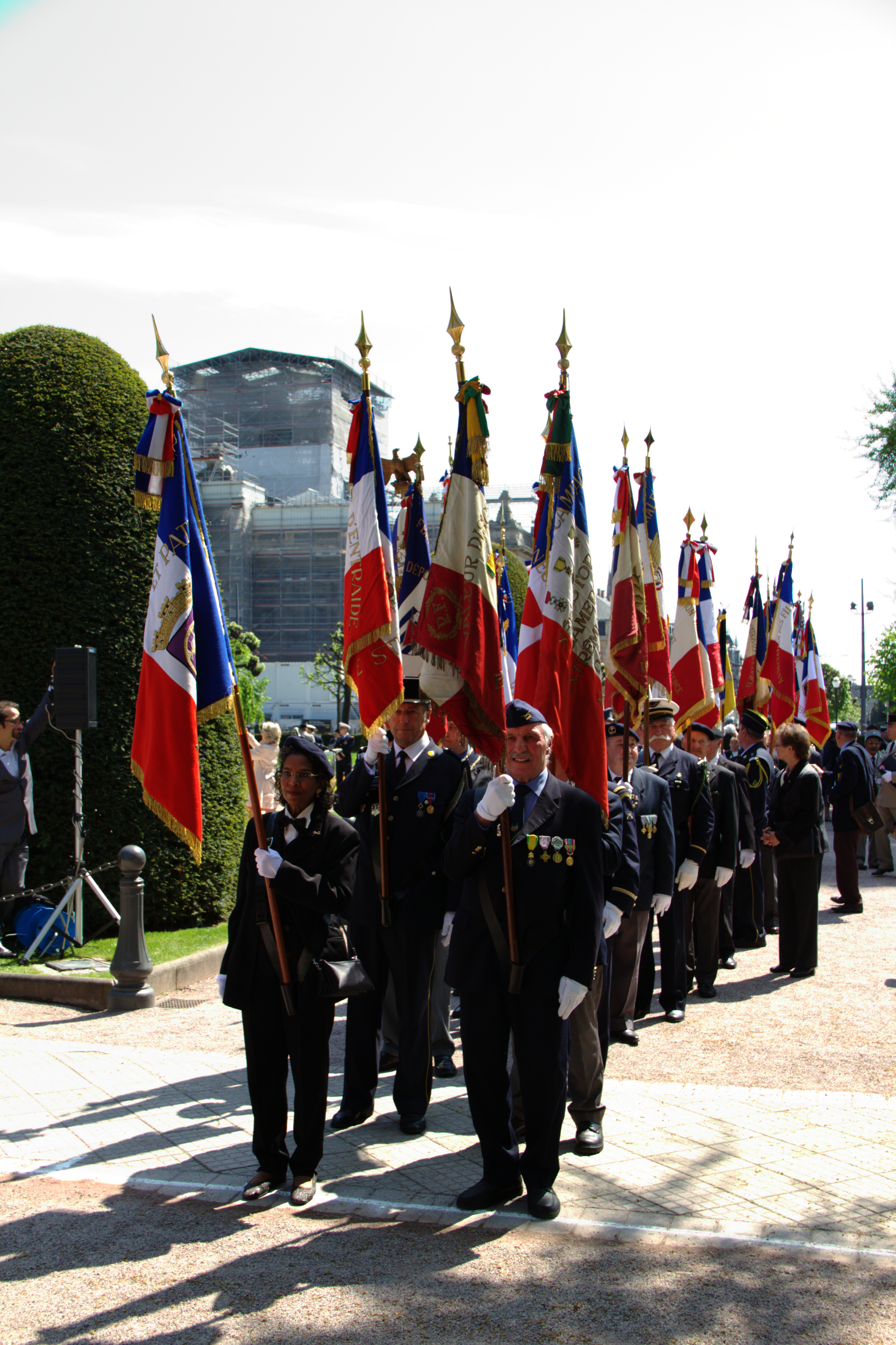
Les porte-drapeau des anciens combattants et associations patriotiques à Strasbourg lors d’une cérémonie commémorant la victoire sur les Allemands du 8 mai 1945.

Il existe un diplôme d'honneur de porte-drapeau régi par un arrêté du 30 janvier 2003,.
Le drapeau ne peut être incliné (mis à l'horizontale) par le porte-drapeau que lors de la « sonnerie aux morts », devant le Président de la République et pendant une messe catholique, devant le Saint-Sacrement.

### Événements et incidents liés au drapeau
Le 6 octobre 2001, lors d'un match France-Algérie au stade de France, La Marseillaise a été sifflée, en présence du Premier ministre Lionel Jospin. À la suite de cet incident, le délit d'outrage au drapeau tricolore ou à l'hymne national a été introduit à l'article 433-5-1 du Code pénal par une loi du 18 mars 2003 relative à la « sécurité intérieure ».
À Toulouse, après la victoire de l'Algérie face à l'Égypte dans un match joué au Soudan pour les qualifications du Mondial 2010, le drapeau tricolore de la mairie a été arraché et remplacé par le drapeau algérien.
En mars 2010, le quotidien Métro a diffusé une photographie montrant un jeune s'essuyant les fesses avec le drapeau tricolore. Le gouvernement a alors décidé de compléter les textes réprimant l'outrage au drapeau français : cela a abouti au décret du 21 juillet 2010 (voir plus haut) punissant même les actes privés si leur auteur leur donne une diffusion publique.
Après les attentats du 13 novembre 2015 en France, le gouvernement demande aux citoyens de pavoiser leurs maisons à l'occasion de l'hommage rendu aux victimes aux Invalides le 27 novembre.

## Variations du drapeau tricolore: cas particuliers

### Les marques des présidents de la République

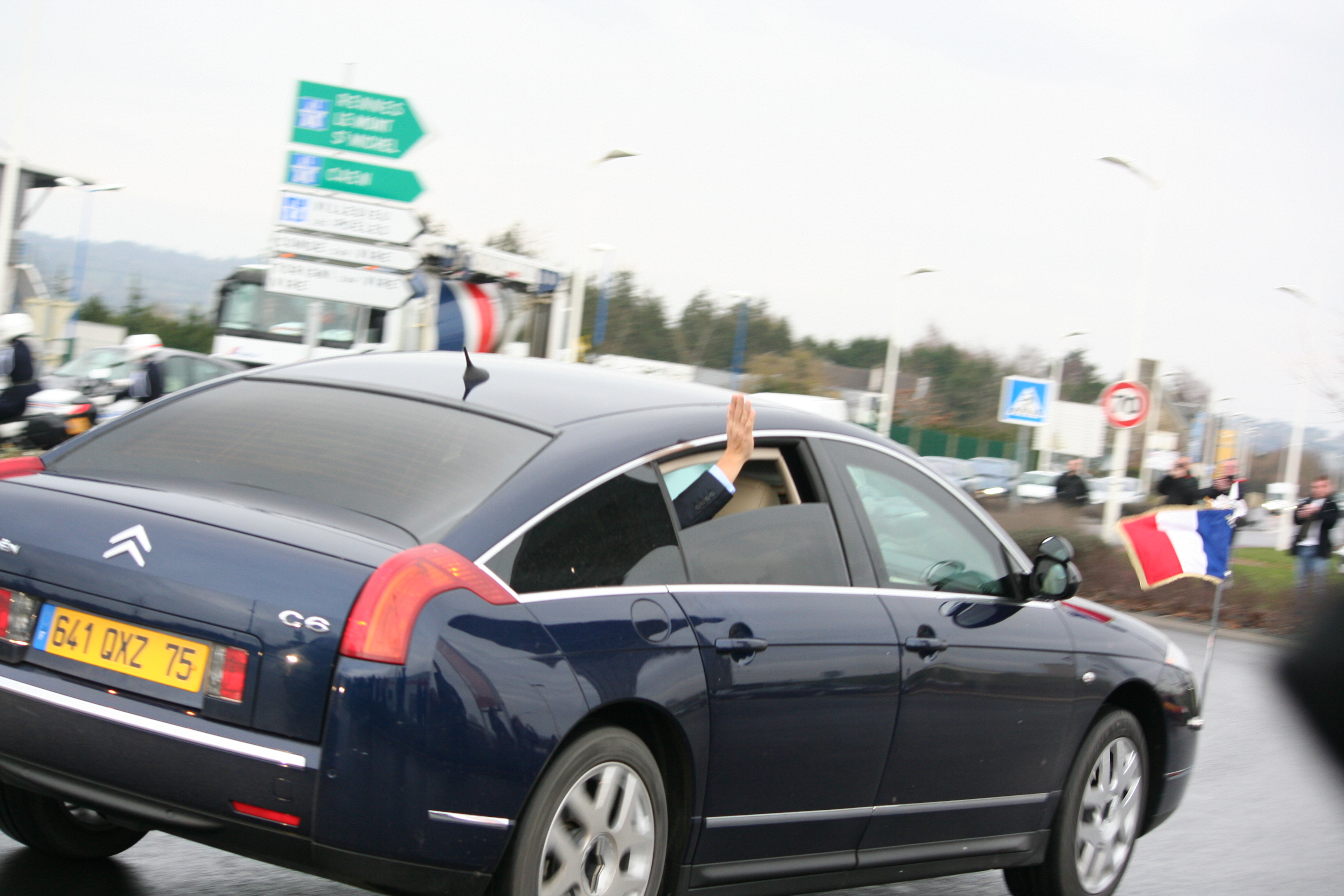
La Citroën C6 présidentielle de Nicolas Sarkozy.

Par marques, il faut entendre les pavillons en mer et les fanions de voiture des présidents de la République.

#### Pavillons en mer
Le pavillon particulier apparaît pour la première fois avec le décret du 20 mai 1885 qui précise : « Le bâtiment monté par le président de la République arbore au grand mât le pavillon carré aux couleurs nationales, au centre duquel ses lettres initiales sont brodées en or. Toute autre marque distinctive est alors rentrée. L’embarcation montée par le président de la République porte le même pavillon à l’avant et le pavillon national à la poupe. »
Pendant la Seconde Guerre mondiale, Philippe Pétain fait ainsi frapper le blanc de son pavillon personnel de son bâton de maréchal, orné d’une Francisque et surmontant ses sept étoiles de maréchal. Mais le drapeau de la France pendant le régime de Vichy est le drapeau tricolore sans marque distinctive particulière.

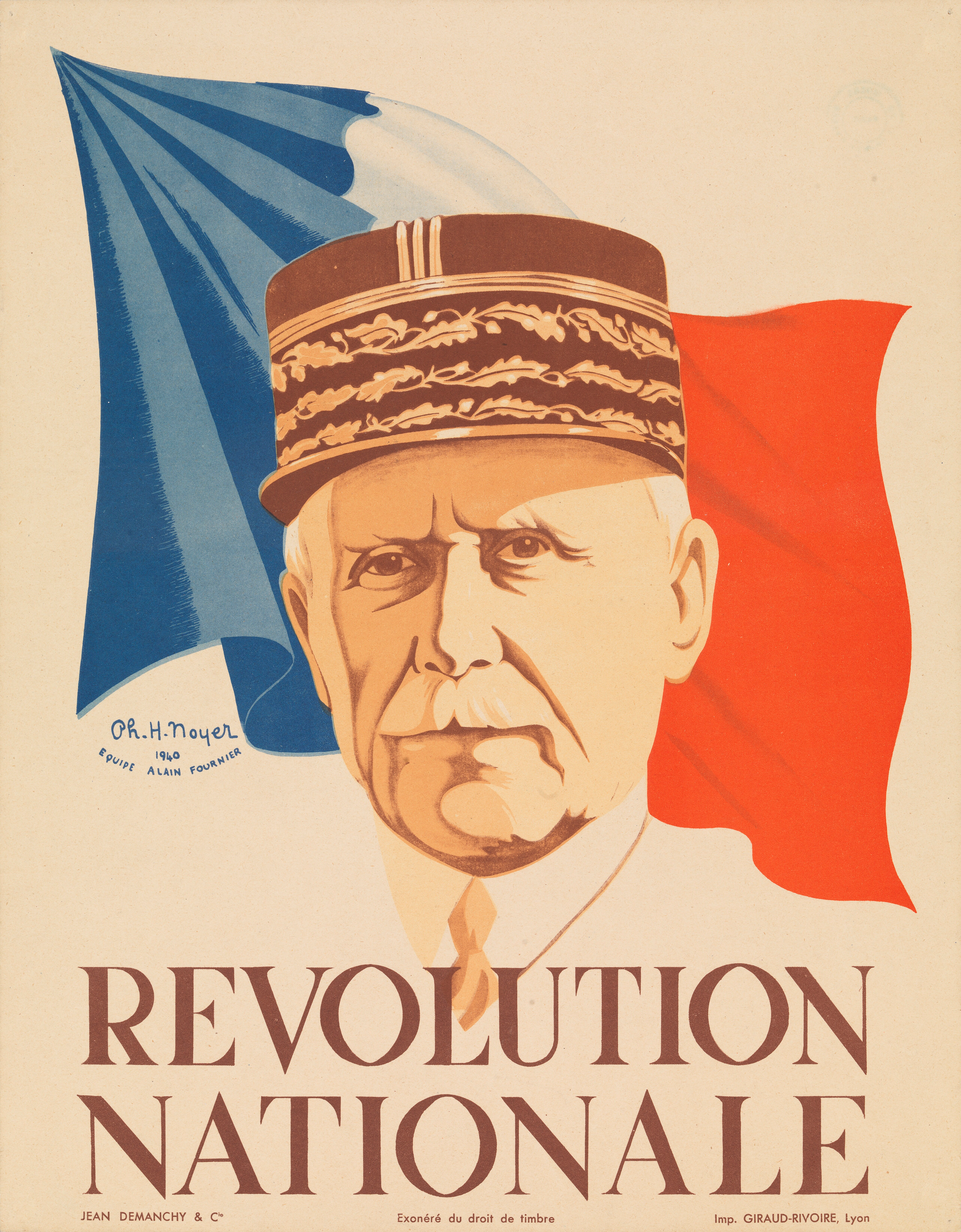
Revolution nationale : affiche de 1940

Le général de Gaulle choisit de prendre comme symbole de la France libre le drapeau français orné d’une croix de Lorraine. Ce drapeau est le symbole de la Résistance française et de la Libération. Il est plus tard utilisé comme fanion de voiture par Charles de Gaulle, en tant que président de la République.

Pavillon particulier du maréchal Pétain, chef de l'État français (Vichy).
Drapeau de la France libre, devenu ensuite le pavillon particulier du président Charles de Gaulle.

### Le drapeau brodé «RF»

Drapeau brodé « RF ».

Le Conseil constitutionnel et la présidence de l'Assemblée nationale utilisent un drapeau tricolore brodé du chiffre « RF » de « République française », entouré d'un rameau d'olivier et d'une branche de chêne.

### Le drapeau de l'armée française
Les documents officiels suivants définissent certains usages relatifs aux drapeaux dans l'armée française :
- la circulaire 249/DEF/CEMM[90] du 13 mai 2004, définit, pour la marine, par référence aux textes interarmées, les unités qui peuvent se voir attribuer un drapeau ;
- la décision no 12350/SGA/DPMA/SHD/DAT du 14 septembre 2007 est relative aux inscriptions de noms de batailles sur les drapeaux et étendards des corps de troupe de l'armée de terre, du service de santé des armées et du service des essences des armées[91] ;
- un arrêté du 19 novembre 2004 est relatif à l'attribution de l'inscription « AFN 1952-1962 » sur les drapeaux et étendards des formations des armées et services[92].

#### Armée de terre
Le drapeau de 90 cm de côté est l'insigne de tous les régiments français de traditions ou unités (infanterie, génie, transmissions, écoles militaires). Il existe aussi un étendard de 64 cm de côté en vigueur dans les « armes à cheval » (arme blindée, cavalerie, artillerie, train et matériel) ainsi que dans l'aviation légère de l'armée de terre.
Le drapeau est composé d'un tablier en soie de 90 cm de côté divisé en 3 bandes tricolores, il est bordé d'une frange dorée de 5 cm sur trois côtés, le quatrième bord étant rattaché à une hampe en bois de 2,11 m et 32 mm de diamètre. Au sommet un cartouche portant les lettres RF est surmonté d'un fer de lance en bronze doré de 38 cm. Le drapeau porte, inscrit en doré, sur l'avers, « République française » et le nom du régiment et sur le revers, la devise « Honneur et patrie ». Aux angles supérieurs et inférieurs le numéro du régiment est entouré d'une couronne de feuilles de chêne. Au sommet de la hampe deux bandes tricolores de 90 cm de long sur 24 cm (bordées d'une frange dorée de 8 cm) reprenant la couronne et le numéro du régiment forment ce que l'on appelle la cravate. C'est sur celle-ci que sont accrochées les décorations et les fourragères que le drapeau reçoit au nom de l'ensemble du régiment pour l'action de ses hommes. En fonction du nombre reçu, le personnel peut se voir ensuite attribuer la ou les fourragères à la couleur du ruban de la ou des médailles (par exemple la fourragère aux couleurs du ruban de la Croix de guerre 1914-1918). Les décorations étrangères ne sont pas portées sur la cravate mais sur le coussin. Sur le revers, sous de la devise « Honneur et Patrie » (le drapeau de la Légion étrangère est le seul à porter l'inscription « Honneur et Fidélité »), le drapeau, initialement vierge, voit s'inscrire l'histoire du régiment au fil des grandes batailles auxquelles celui-ci a pris part. Ce rappel du rôle que le régiment a joué au front impose aux soldats le respect.
- Le régiment ayant le plus d'inscriptions sur son drapeau est celui du 2e régiment d'infanterie de marine. Il porte 15 noms de batailles dans ses plis ainsi que l'inscription A.F.N. .
- Le seul drapeau décoré de la médaille des évadés est celui du 2e régiment de dragons.
- Le drapeau du régiment d'infanterie-chars de marine (RICM), est le plus décoré de l'Armée française avec 18 citations à l'ordre de l'armée (dont une sans attribution de décoration). Le second est celui du 3e régiment étranger d'infanterie (3e REI) avec 16 citations à l'ordre de l'armée.
- Seul le corps des Chasseurs à pied ne possède par tradition qu'un seul drapeau pour l'ensemble de ses unités, qui correspondent au XXIe siècle à des régiments mais conservent le nom traditionnel de "bataillon". Ces bataillons ont toutefois chacun un fanion rectangulaire de 50 cm de largeur et 40 cm de hauteur. La garde du drapeau des chasseurs est confiée alternativement à chaque bataillon pour une durée d'un an.

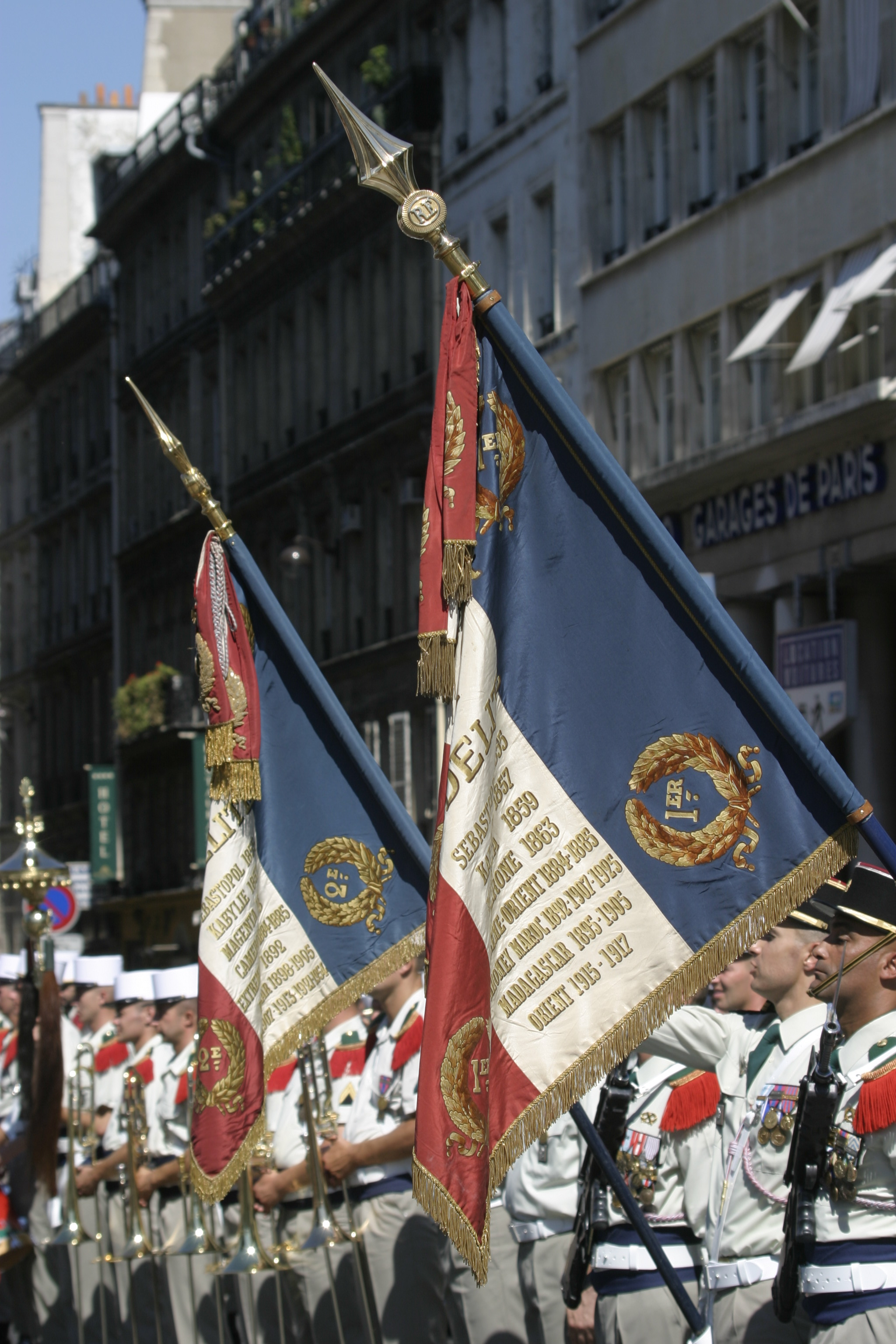
Drapeaux des 1er et 2e régiments étrangers.
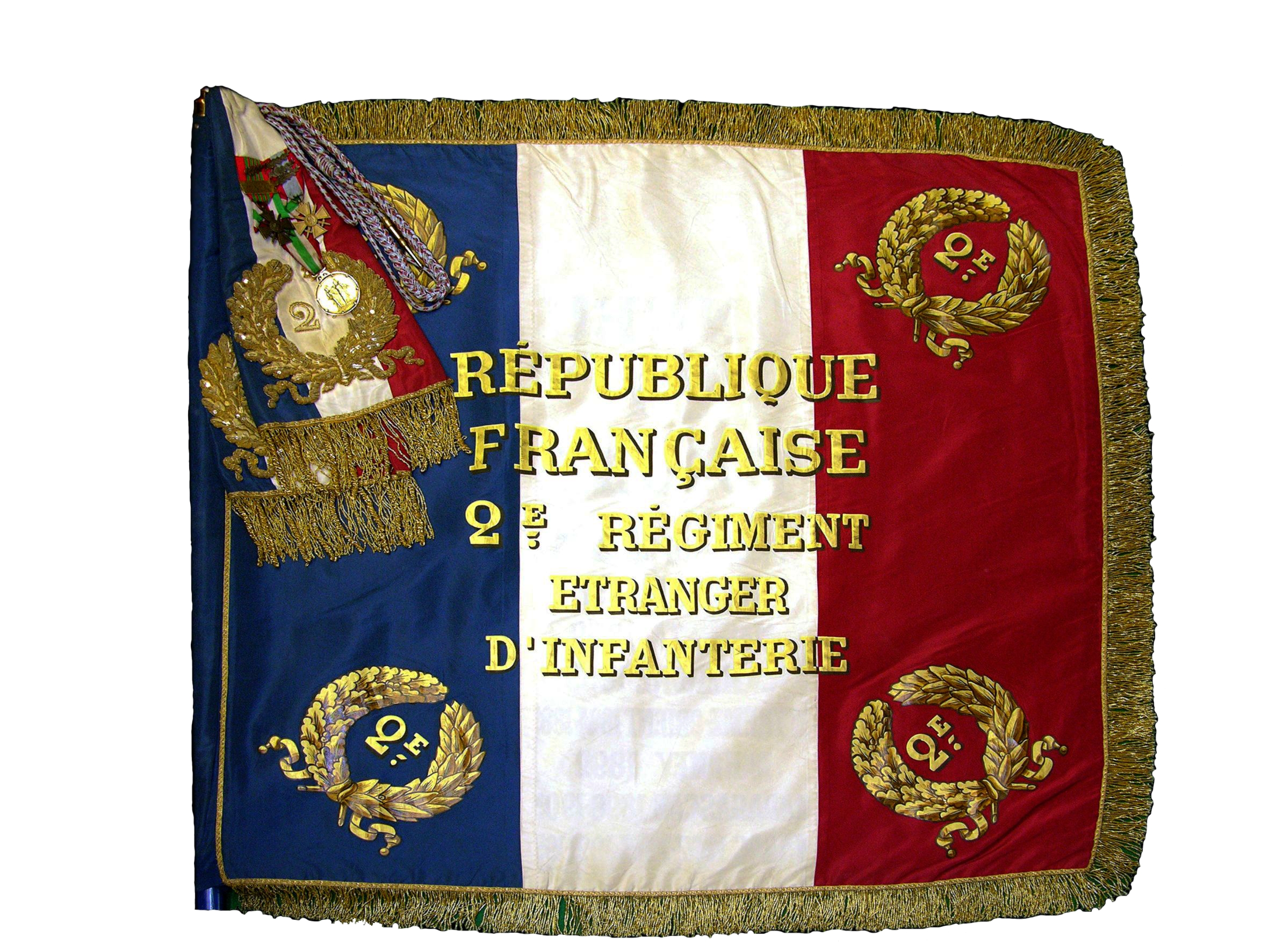
Drapeau du 2e régiment étranger d'infanterie (Nîmes, France) recto.
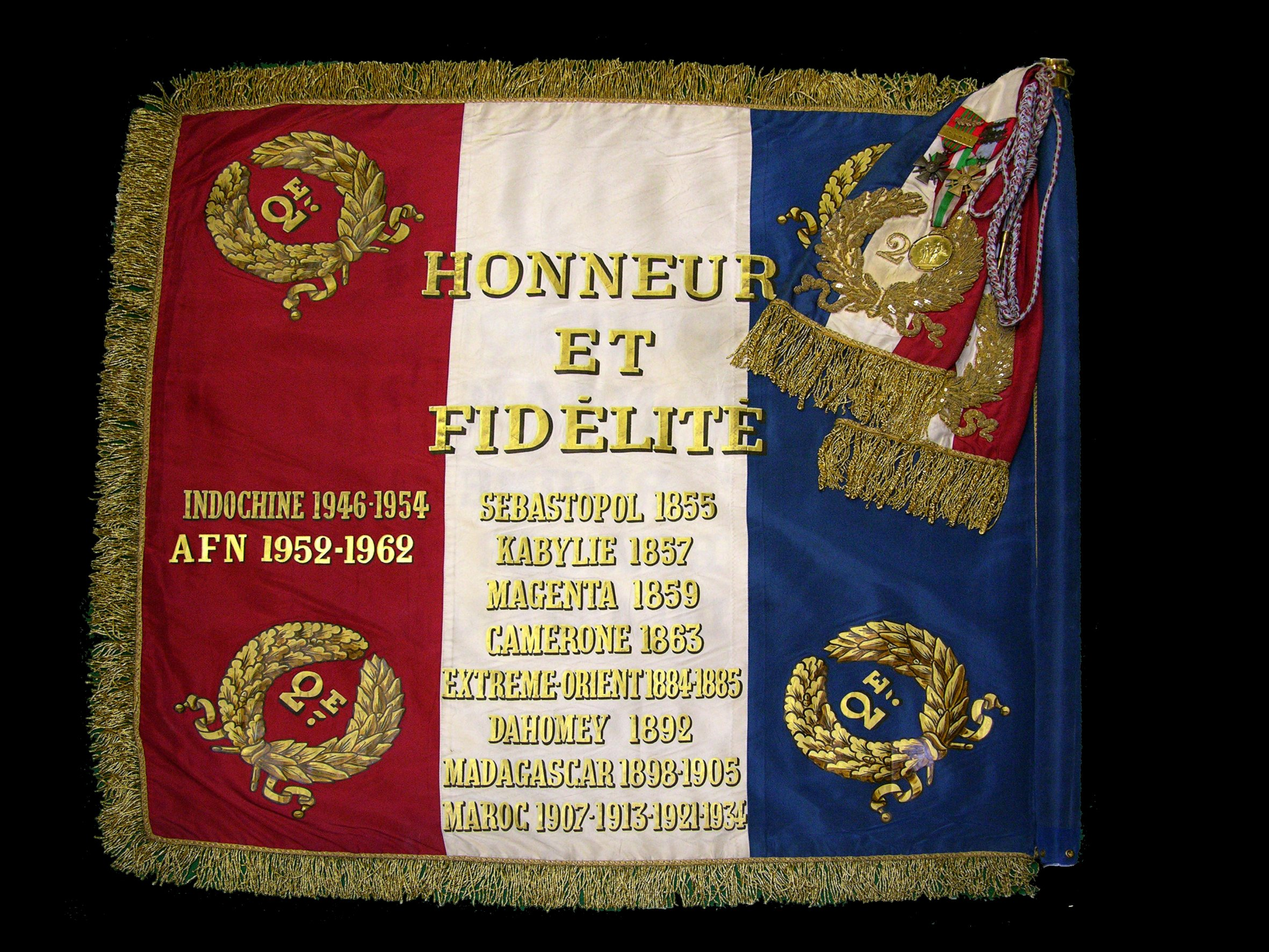
Drapeau du 2e régiment étranger d'infanterie (Nîmes, France) verso.
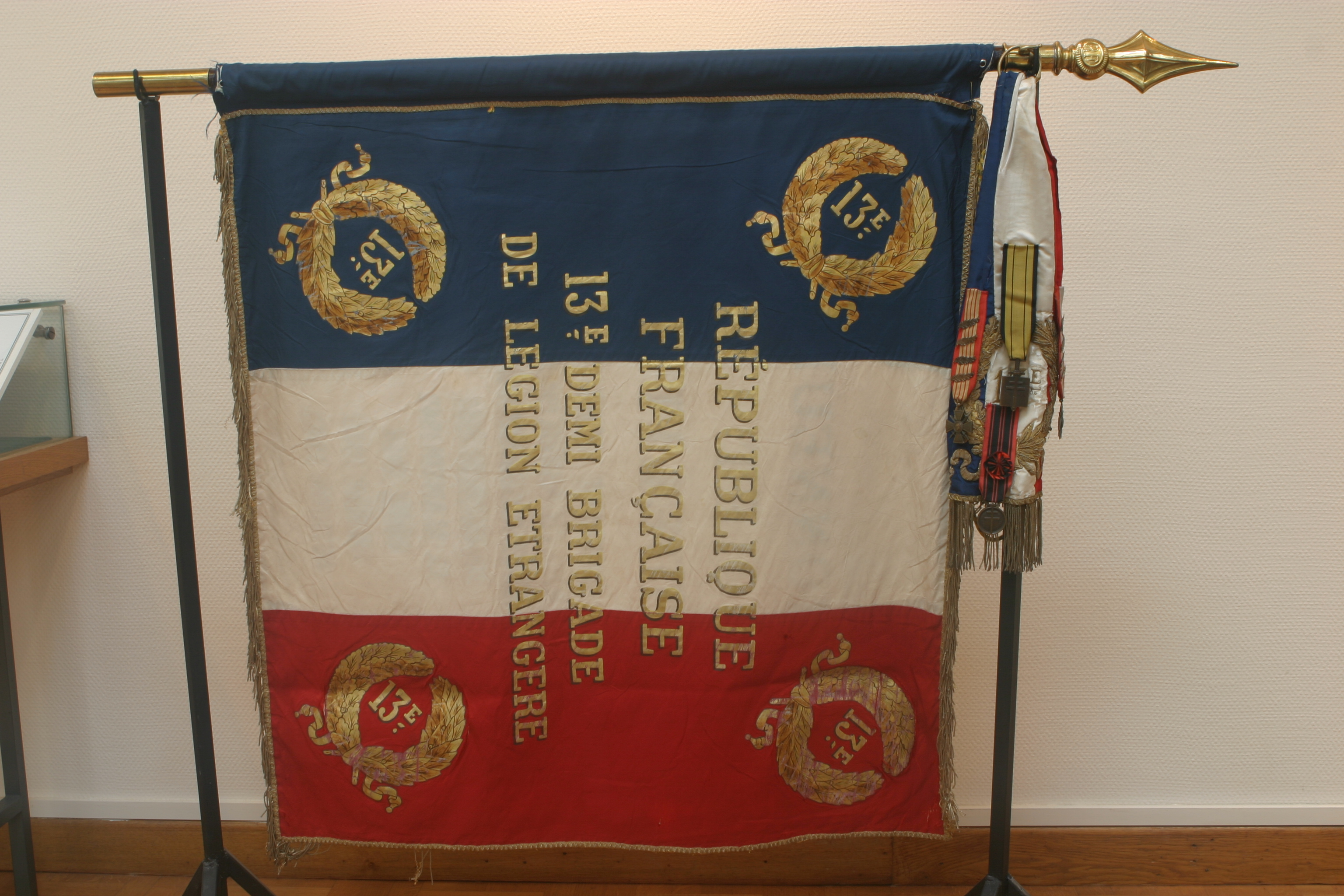
Drapeau de la 13e demi-brigade de Légion étrangère (Djibouti, Afrique) recto.
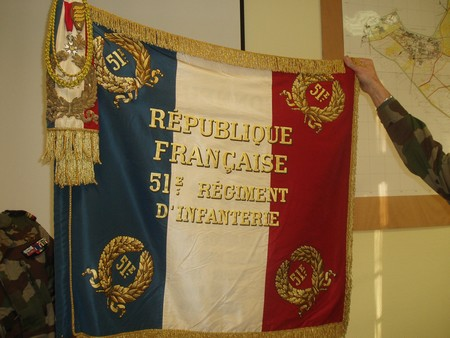
Drapeau du 51e régiment d'infanterie (Mourmelon-le-Grand, France) recto.
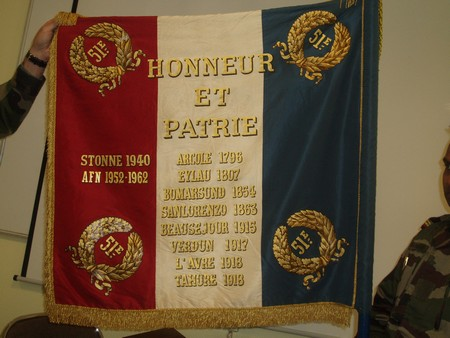
Drapeau du 51e régiment d'infanterie (Mourmelon-le-Grand, France) verso.
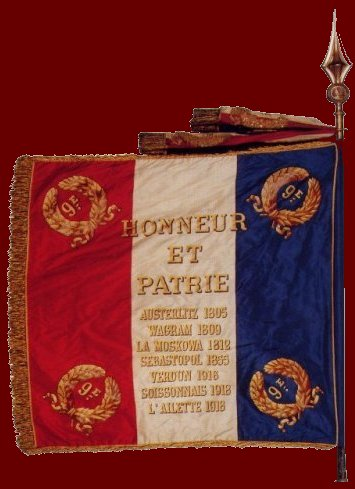
Drapeau du 9e régiment d'infanterie puis du 9e régiment de chasseurs parachutistes (Pamiers, France) verso.
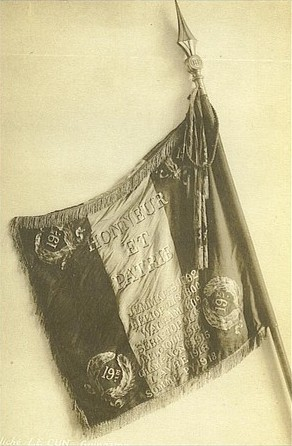
Drapeau du 19e régiment d'infanterie (Brest, France) verso.
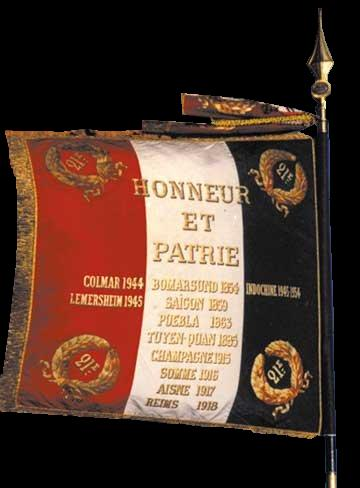
Drapeau du 21e régiment d'infanterie de marine (Fréjus, France) verso.
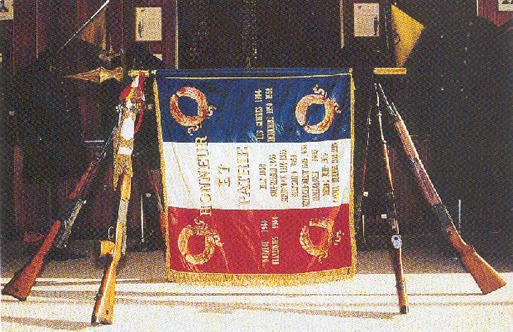
Drapeau unique des Chasseurs à pied et alpins.
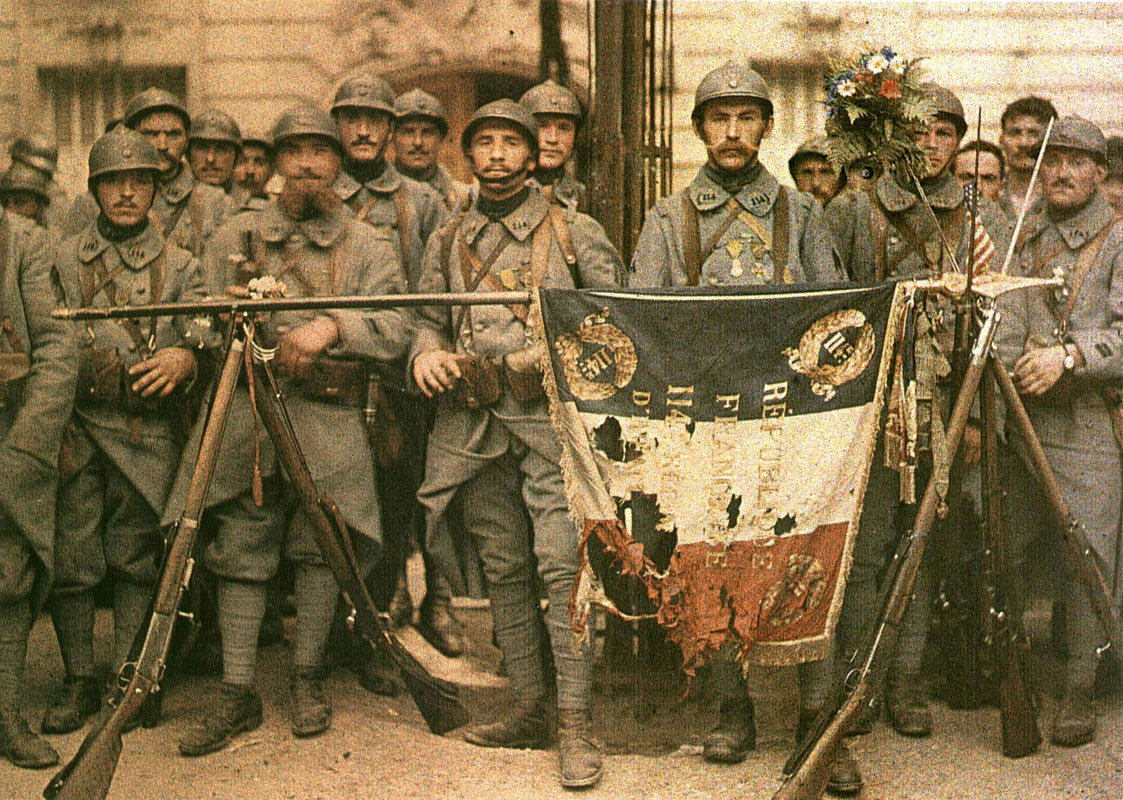
Les couleurs de la France présentées par les militaires à Paris pendant la Première Guerre mondiale dans un autochrome des frères Lumière. Le 14 juillet 1917.

#### Marine nationale

Pavillon de la Marine nationale. Dimensions 30/33/37 - Ratio 2 : 3.

En mer, depuis le Second Empire, les bateaux français, civils ou militaires, arborent un pavillon national un peu différent du drapeau. Les proportions des couleurs nationales du pavillon français sont alors : 30/33/37. La bande bleue est légèrement plus étroite que la bande blanche et la blanche légèrement plus étroite que la bande rouge. Ainsi, en flottant, les trois bandes paraissent égales. Ce type de dessin, corrigeant un effet d'optique dû au mouvement du drapeau ou du pavillon, se retrouve en Scandinavie, en Finlande (croix décalée), au Japon (anciens drapeaux et drapeau de la marine de guerre), au Portugal, au Bangladesh, à Palau et au Groenland.

##### Cérémonie des couleurs
À la mer, le pavillon national est hissé en permanence soit au mât de pavillon à la poupe, soit dans la mature à la corne la plus à l'arrière.

Au mouillage sur rade foraine ou à quai, le pavillon national est hissé au mât de pavillon à la poupe. À l'étrave (la proue), un pavillon plus petit ou une marque distinctive est hissé au mât de beaupré.

Les couleurs sont battantes du lever du soleil au lieu où l'on se trouve et au plus tôt à 8 heures, jusqu'à l'heure du coucher du soleil et au plus tard à 20 heures. Les couleurs sont envoyées le matin à l'assemblée en présence de tout l'équipage qui se découvre, contrairement aux autres armées où l'on salue. Le soir, elles sont rentrées en présence du personnel de service qui se découvre.

##### Drapeaux de la Marine nationale

Pavillon des Forces navales françaises libres.

Comme l'armée de terre, la marine nationale possède aussi ses drapeaux, au nombre de onze :
- 1er régiment blindé de fusiliers marins (noyau permanent pour les honneurs à Paris) ;
- 1er régiment de fusiliers marins (école des fusiliers marins) ;
- demi-brigade de fusiliers marins (confié au groupements et compagnie de fusiliers-marins par rotation) ;
- canonniers marins (centre d'instruction naval de Saint-Mandrier) ;
- École navale ;
- École militaire de la flotte ;
- École de Maistrance (centre d'instruction naval de Brest)
- École des mousses ;
- École des apprentis mécaniciens de la flotte (centre d'instruction naval de Saint-Mandrier) ;
- bataillon de marins pompiers de Marseille.
- Force d'action navale
- Force océanique stratégique
- Aéronautique Navale

### Oriflamme
La partie basse de l'oriflamme peut être droite ou en forme de queue de pie.

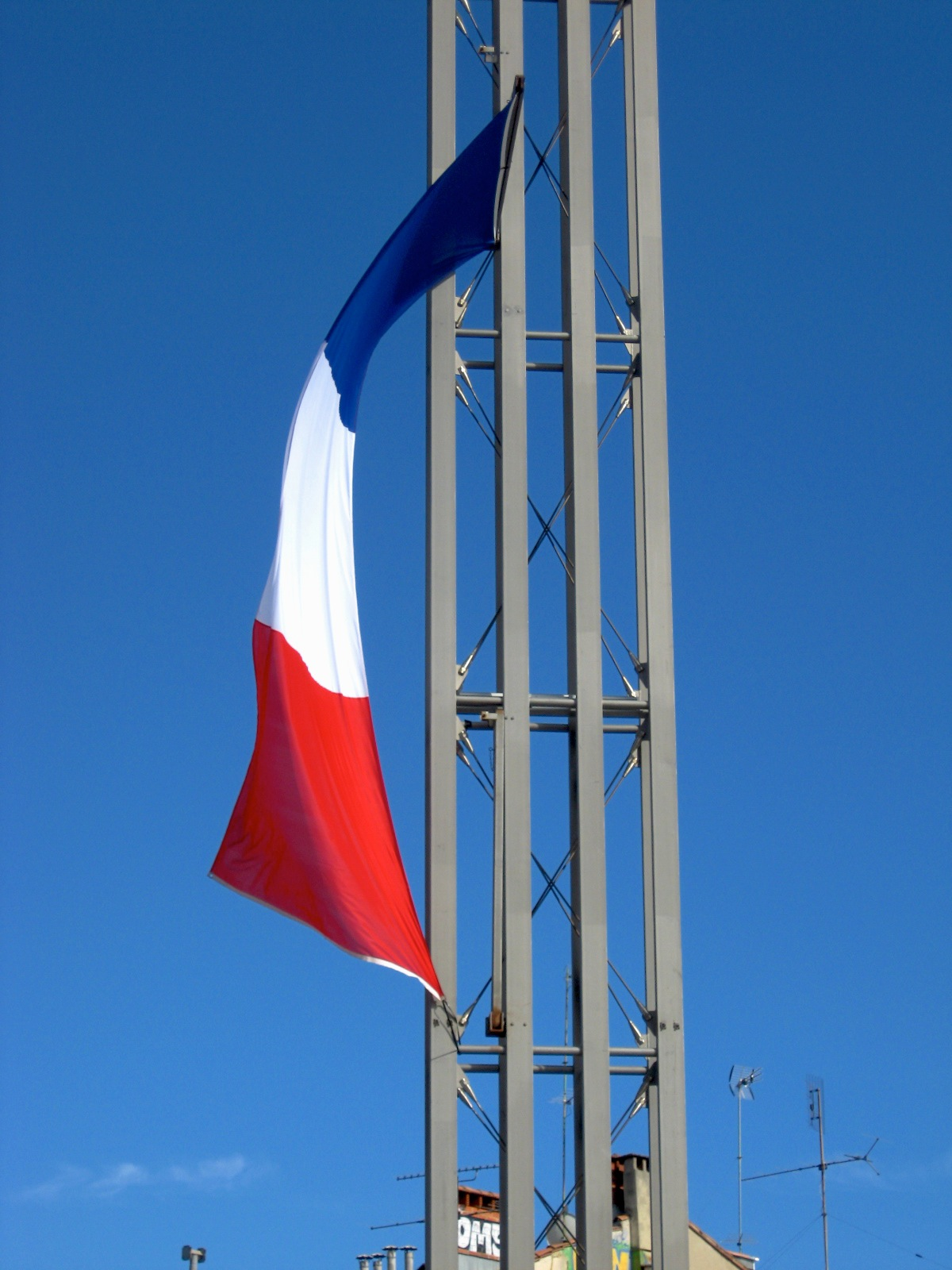
Oriflamme tricolore. Ici, à Montpellier.
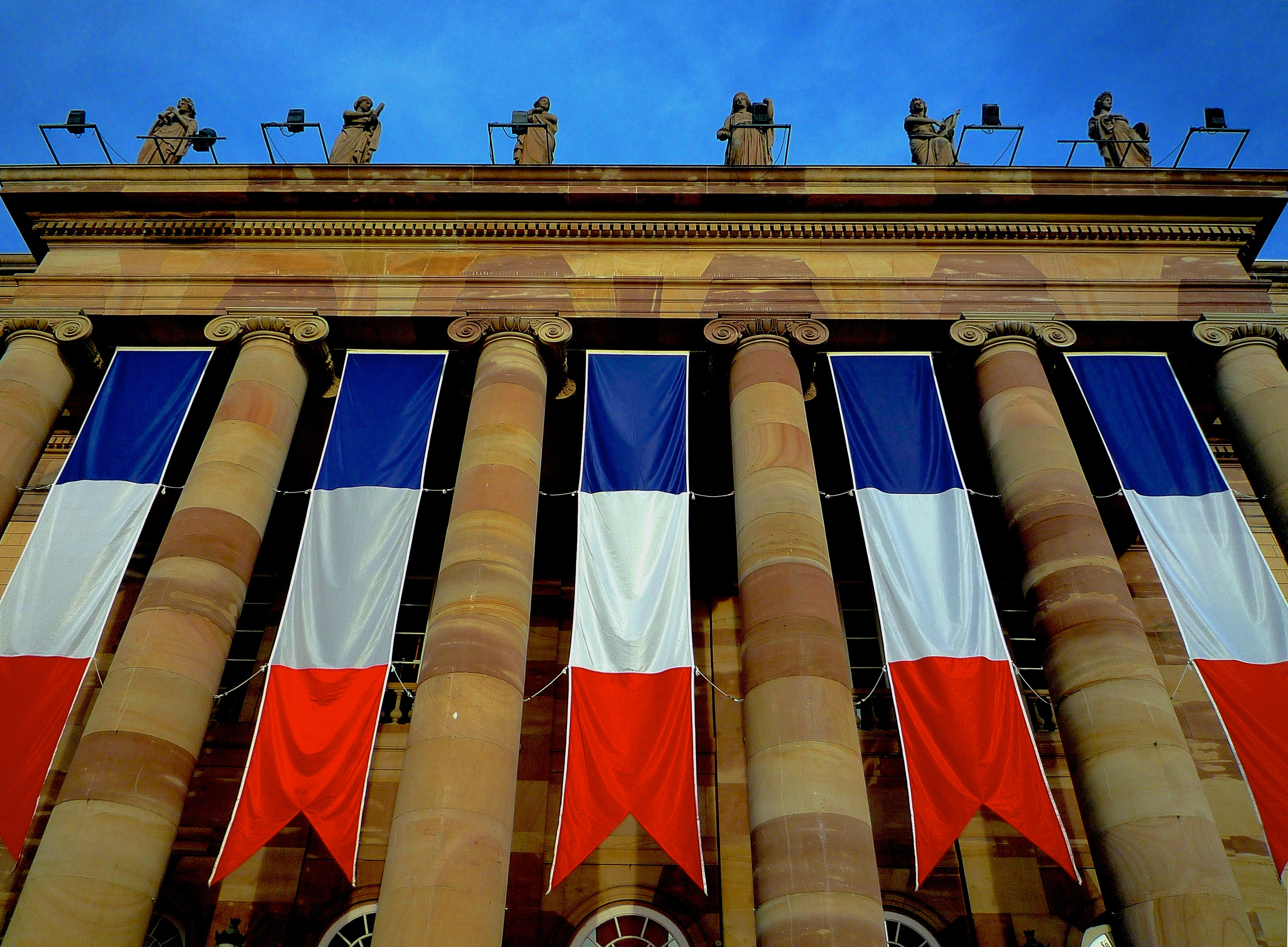
Strasbourg, pavoisement du 11 novembre 2012 sur l’Opéra du Rhin.
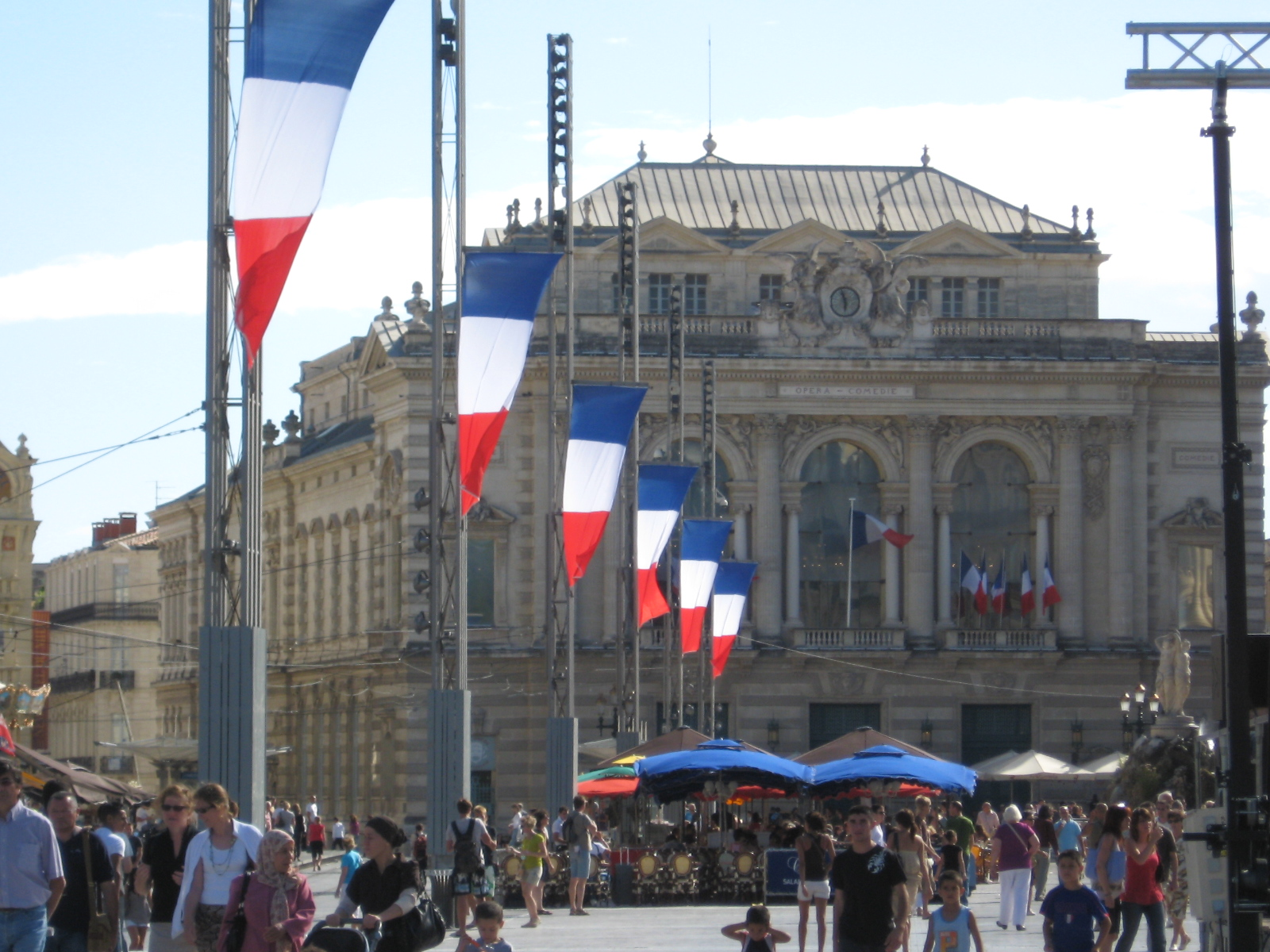
Place de la Comédie, Montpellier, 14 juillet 2008.

## Évocations du drapeau tricolore
Dans le cadre des commémorations de la Première Guerre mondiale, certaines fleurs utilisées comme symboles sont parfois associées aux couleurs du drapeau national. Le bleuet pour le bleu, le lys ou la marguerite pour le blanc et le coquelicot pour le rouge,,.

### Dans d'autres symboles officiels de la République française

#### Blason
La France n'a pas d'armoiries officielles car elles ont été considérées comme liées à la royauté. Aux fenêtres et balcons des édifices publics comme les mairies ou les préfectures, les drapeaux sont souvent soutenus par un porte-drapeau, généralement orné d'un écusson tricolore avec le sigle « RF » et des palmes.

Écu quelquefois employé comme porte-drapeau.
Écu porte-drapeau de l'entrée du Sénat.

#### Cocarde tricolore
Elle est composée des trois couleurs du drapeau de la France, avec le bleu au centre, le blanc ensuite et le rouge à l'extérieur. Les cocardes des aéronefs britanniques ont été dessinées en utilisant les couleurs françaises mises à l'envers : rouge-blanc-bleu.
De même que les insurgés de 1789 arboraient des cocardes tricolores, les FFI de 1944 portaient des brassards bleu-blanc-rouge.

Cocarde tricolore.
Cocarde de l'aéronautique navale française.

#### Écharpe tricolore

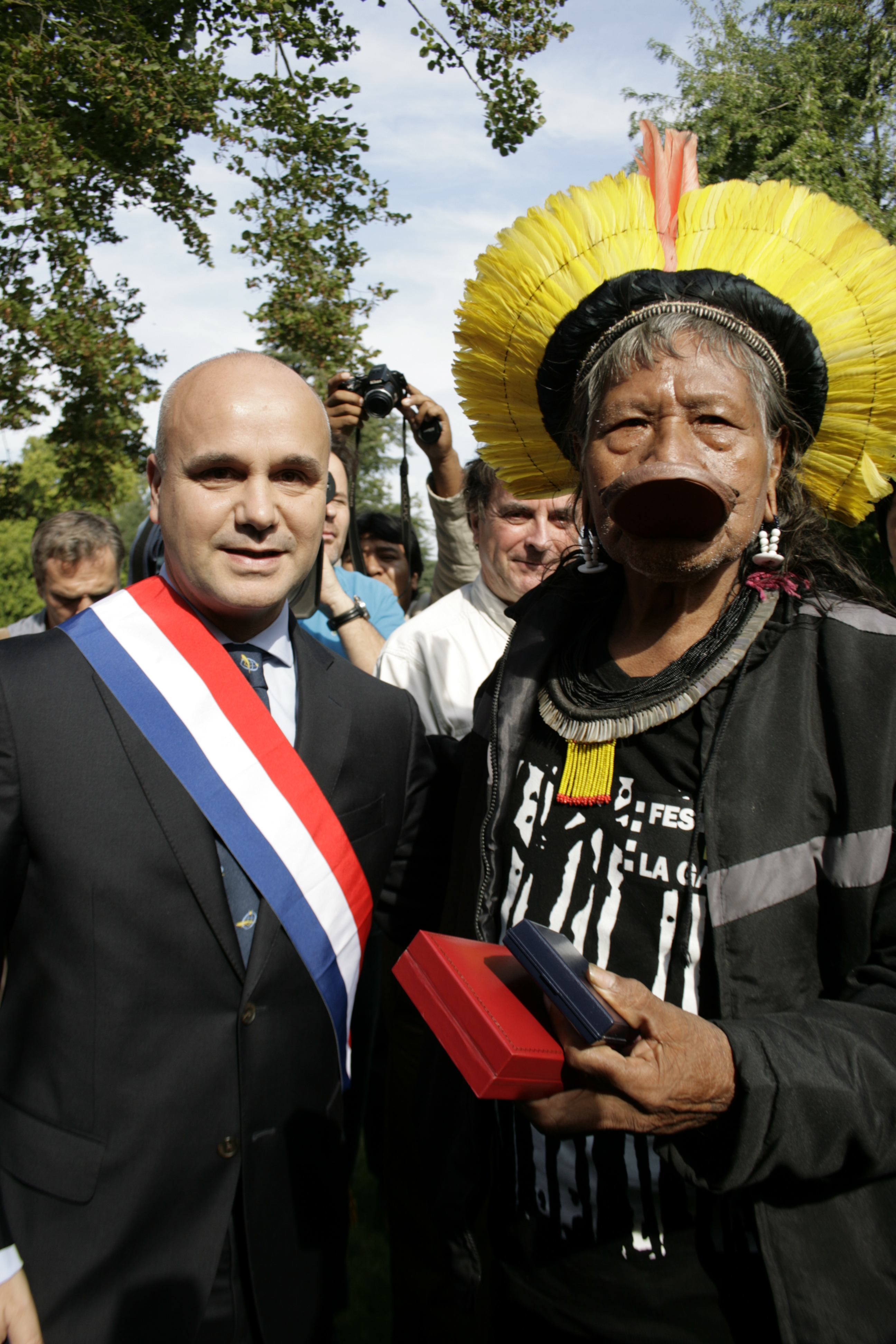
Un élu de la République française, Nicolas Perruchot, portant son écharpe tricolore pour remettre la médaille de l'Assemblée nationale au chef Raoni.

En France, l’écharpe tricolore est un symbole des élus députés, sénateurs, maires et dans certains cas, adjoints et conseillers municipaux. Le port et l'usage de l'écharpe tricolore est régi par le décret no 2000-1250 du 18 décembre 2000 (Journal officiel du 23 décembre 2000).
Brièvement, le port de l’écharpe par tous les élus s’effectue sur l’épaule droite au côté gauche. Pour les parlementaires, le bord rouge doit être près du col (formant ainsi, lues de gauche à droite, les couleurs bleu-blanc-rouge). À l’inverse, les élus communaux (les maires, leurs adjoints et les conseillers municipaux) portent l’écharpe avec le bord bleu près du col.
Cette différenciation présente l’avantage de distinguer d’un simple coup d'œil un parlementaire d’un maire, sachant qu'en cas de cumul de mandat (député-maire, sénateur-maire) c’est le mandat national qui prévaut.
Deux autres catégories portent à l’occasion de l'exercice de certaines de leurs prérogatives, une écharpe tricolore, les commissaires de police en leur qualité de magistrats civils et les officiers de police judiciaire notamment en matière de maintien de l’ordre.

#### Ruban tricolore
Lors d'inaugurations de bâtiments publics, il est d'usage qu'un élu coupe avec des ciseaux un ruban aux couleurs tricolores.

#### Logotype
Le gouvernement français s'est doté en septembre 1999, sous le gouvernement Jospin, d'un logotype rappelant le drapeau du pays sous la forme d'un rectangle allongé où la partie blanche prend la forme d'une effigie de Marianne vue de profil et contournée, c'est-à-dire regardant vers la droite. Sous le rectangle figure la devise de la République « Liberté • Égalité • Fraternité » et sous une deuxième ligne la mention République Française.

#### Décorations
Les couleurs bleu blanc rouge sont fréquemment utilisées pour les rubans des décorations françaises, par exemple la Médaille d'honneur pour acte de courage et de dévouement.

### Dans le domaine de la communication d'État

#### Logotypes d'institutions publiques
Les institutions publiques et les forces armées de la France ont des logos qui reprennent naturellement les couleurs du drapeau français :
- le Sénat ;
- l'Assemblée nationale ;
- le Conseil constitutionnel ;
- la Marine nationale ;
- l'armée de terre ;
- la police nationale ;
- la gendarmerie nationale ;
- la marque Explore France.

### Dans d'autres drapeaux à l'étranger

#### Drapeaux nationaux

##### Pays ayant adopté le modèle tricolore vertical
De nombreuses nations (d'anciennes colonies africaines par exemple) ont adopté le modèle tricolore vertical (la norme auparavant était le drapeau horizontal).
La péninsule italienne connaît un drapeau tricolore italien dès 1796, lorsque la République transpadane est proclamée, qu'elle conserve jusqu'en 1802. C'est Napoléon Bonaparte qui le lui impose, préférant le vert - qui devient la couleur impériale, au bleu. Il devient drapeau officiel du royaume d'Italie en 1861.

Drapeau de la République transpadane.
Drapeau de la République romaine.
Drapeau de la République parthénopéenne.
Drapeau des Villes libres de Menton et Roquebrune.

En 1831, la Belgique indépendante des Pays-Bas adopte la disposition en bandes verticales en référence aux couleurs du duché de Brabant. La mythologie patriotique belge veut que ce drapeau tricolore, repris en 1830, ait déjà été celui de la révolution brabançonne de 1787-1790.
De 1830 à 1831, les couleurs étaient horizontales. Les couleurs horizontales ont été d'usage jusqu'en 1832.
L'État libre d'Irlande fait un usage officiel du modèle tricolore à partir de sa création en 1922. Il est confirmé comme drapeau officiel dans la constitution de décembre 1937. L'usage des trois couleurs est attesté depuis 1830[réf. souhaitée], quand des patriotes irlandais fêtent le retour au drapeau tricolore en France après les Trois Glorieuses. Le drapeau dans sa disposition actuelle est déployé pour la première fois de manière certaine en 1848 par le mouvement « Jeune Irlande » ; il est possible qu'il ait été utilisé quelques années plus tôt. Il flotte sur la Poste centrale de Dublin et sur les positions tenues par les troupes républicaines lors de l'insurrection de Pâques 1916 quand est proclamée la République irlandaise. Il reste le drapeau officiel quand l'Irlande devient une république en 1949. Il a été longtemps interdit dans les Six Comtés du Nord, sous souveraineté britannique.
Les trois couleurs, bleu, jaune et rouge du drapeau d'Andorre adopté en 1866, rappellent celles des drapeaux de la Catalogne et de la France.
Les drapeaux de la Roumanie et de la Moldavie reprennent les couleurs historiques des anciennes principautés (attestées bien avant la révolution française) mais dans une disposition verticale adoptée en 1848/1866 et peut-être influencée par le modèle français.

Drapeau de l'Italie.
Drapeau de la Belgique.
Drapeau de l'Irlande (traditionnel).
Drapeau de l'Irlande (officiel).

Drapeau d'Andorre.
Drapeau de la Roumanie.
Drapeau de la Moldavie.

###### Tricolores africains
La Côte d'Ivoire, le Sénégal et le Mali se sont inspirés du drapeau tricolore français pour leurs drapeaux.

Les couleurs du drapeau du Tchad ont été choisies par le dernier gouverneur français, sur le modèle du drapeau français.

Drapeau de la Côte d'Ivoire.
Drapeau du Sénégal.
Drapeau du Mali.
Drapeau du Tchad.
Drapeau du Cameroun.

##### Pays ayant adopté les couleurs de la France
Le drapeau de la République centrafricaine, barré de rouge en son centre, mélange les couleurs du drapeau français, en souvenir de l'ancienne puissance coloniale, et les couleurs typiques de l'Afrique (rouge, jaune et vert).
Le drapeau de la Thaïlande, adopté en 1917 par le roi thaïlandais Rama VI, est influencé par le graphisme moderne des drapeaux européens qui étaient presque tous composés de bandes horizontales ou verticales. Le drapeau comporte des bandes rouges, blanches et bleue symbolisant respectivement la nation, la religion et la monarchie (le bleu était la couleur du roi Rama VI). Selon Sylvie Bednar dans son ouvrages Les Drapeaux du monde expliqués aux enfants les bandes colorées du drapeau sont un hommage aux Forces alliées : Français, Britanniques, Américains et Russes qui possèdent tous les quatre ces couleurs sur leurs drapeaux respectifs[réf. à confirmer].
La couleur bleue de la croix ajoutée au Dannebrog danois a été choisie par les Norvégiens notamment pour faire référence aux couleurs françaises (et américaines), symbole de liberté à l'époque[réf. nécessaire].
Les couleurs du drapeau de Cuba symbolisent la Révolution et les valeurs de Liberté, Égalité, Fraternité en référence aux couleurs du drapeau français.
Le drapeau du Costa Rica, créé en 1848 s'inspire des couleurs françaises et de la révolution de 1848 qui mit fin à la monarchie de Juillet.
Le drapeau du Paraguay s'inspire du drapeau tricolore français et de ses valeurs : la liberté et l'indépendance.
Les couleurs du drapeau du Chili sont en partie inspirés du drapeau révolutionnaire français.

Drapeau de la Thaïlande.
Le drapeau de la République centrafricaine associe tricolore français et tricolore africain.
Drapeau de la Norvège.
Drapeau de Cuba.
Drapeau du Costa Rica reprenant les couleurs bleu-blanc-rouge de la France.
Drapeau du Paraguay.
Drapeau du Chili.

#### Drapeaux de provinces, d'États fédérés, de villes
En Belgique francophone, le drapeau de la Wallonie (Région wallonne) et de la Communauté française est composé d'un coq hardi rouge sur fond jaune. Fruit d'une réflexion au sein du Mouvement wallon, il représente l'adhésion des Wallons à la culture française et leurs origines gallo-romaines. La toute première proposition de drapeau de la Wallonie était un drapeau tricolore bleu-blanc-rouge marqué en son centre d'un coq rouge (1907). Ce drapeau est aujourd'hui utilisé par les partisans de réunion de la Wallonie à la France. Il a toutefois été décidé d'utiliser les couleurs jaune et rouge de la ville de Liège afin de souligner le rôle important des Liégeois dans l'émergence d'une conscience wallonne.
La province canadienne de Terre-Neuve-et-Labrador possède également un tricolore non officiel rose, blanc, et vert qui a historiquement été utilisé par les nationalistes opposés à la confédération canadienne ou mécontents du gouvernement fédéral. Il existe actuellement un mouvement populaire pour en faire le drapeau officiel de la province.
Toujours au Canada, le drapeau acadien est un tricolore bleu-blanc-rouge orné d'une étoile jaune en son coin supérieur à la hampe (en l'honneur de la Vierge Marie, protectrice des marins). À la fin du XIXe siècle, le drapeau tricolore français était en effet devenu la marque de ralliement d'une grande partie des Canadiens-français (de toutes les régions), et il a été adopté officiellement comme drapeau de l'Acadie en 1884 (un 15 août).
Au Québec, le drapeau de la province (appelé fleurdelisé et adopté le 21 janvier 1948) reprend certains codes des drapeaux régimentaires et marchands de l'Ancien régime. De plus, il est largement inspiré du Carillon moderne, lui-même inspiré d'une bannière de procession, la bannière de Carillon, qui aurait flotté aux côtés du marquis Louis-Joseph de Montcalm lors de la célèbre bataille de Fort Carillon.
L'Iowa, État du centre des États-Unis, possède un drapeau tricolore. Les Filles de la révolution américaine sont à l'origine de ce drapeau où l'on voit un pygargue à tête blanche tenant dans son bec une banderole portant la devise de l'État. Le bleu et le rouge furent ajoutés à la ratification du drapeau en 1921, de sorte que les couleurs de ce dernier devinrent celles du drapeau tricolore français, pour commémorer le passé de l'Iowa dans l'Amérique du Nord française.
Le drapeau de New York créé en 1915 reprend le modèle français mais avec les anciennes couleurs des Pays-Bas.

Drapeau de la Région wallonne (Wallonie) et de la Communauté française de Belgique. Il est composé d'un coq hardi rouge représentant l'adhésion des Wallons à la culture française et leurs origines gallo-romaines.
Première proposition de drapeau de la Wallonie (1907) qui est le drapeau tricolore avec le coq wallon en son centre, également utilisé par les partisans de réunion de la Wallonie à la France.

Drapeau de la République libre du Vercors (juin-juillet 1944).
Drapeau de la Sarre (1947–1956).

Drapeau du Québec.
Drapeau de l'Acadie.
Drapeau des Franco-Terreneuviens.
Drapeau traditionnel de Terre-Neuve.
Drapeau des Franco-Albertains.

Drapeau des Acadiens de Nouvelle-Angleterre.
Drapeau des Acadiens du Comté d'Aroostook (Maine).
Drapeau des Acadiens du Comté d'Androscoggin (Maine).
Drapeau des Franco-Américains.
Drapeau des Acadiens de la Louisiane.
Drapeau de la Louisiane en 1861.

Drapeau de l'Iowa.
Drapeau de la ville de New York.
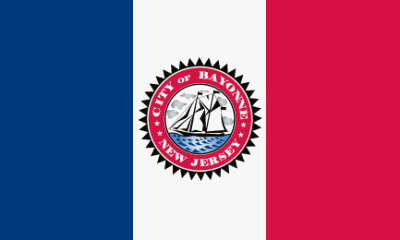
Drapeau de la ville de Bayonne (New Jersey).
Drapeau de Kansas City (Missouri).
Drapeau de l'Alagoas (État du Nord-Est du Brésil).

Drapeau de Charleville-Mézières.
Drapeau de Châteauroux.

#### Drapeaux de départements et collectivités français d'outre-mer
À l'exception de celui de la Polynésie française, les drapeaux des outre-mer sont non officiels. La Nouvelle-Calédonie utilise le drapeau français et le drapeau kanak, bien que cet usage n'ait pas été acté par une loi de pays. Le drapeau des îles Wallis-et-Futuna, archipel de l'océan Pacifique, ne dispose pas de statut officiel. Le drapeau tricolore, placé dans le haut à gauche et séparé du reste du drapeau par une fine ligne blanche, fut ajouté en 1959, lorsque les îles optèrent pour le statut de territoire d'outre-mer. Le carré, formé par quatre triangles isocèles congrus, représente les rois des trois principales îles — Uvea (Wallis), Futuna et Alofi — et la France.

Drapeau de Mayotte.
Drapeau de Wallis-et-Futuna.
Autre drapeau de Wallis-et-Futuna.
Drapeau des Terres australes et antarctiques françaises.

#### Drapeaux historiques

Anciens drapeaux nationaux arborant le drapeau tricolore français
Drapeau du Paraguay de 1813 à 1840.
Drapeau de la République de Sonore, (1853-1854).
Drapeau de la Ire République indépendante de Guyane (1886-1887).
Drapeau de la République de Koritsa.

Drapeaux des anciennes colonies françaises du Maghreb et du Proche-Orient
Drapeau de la Marine Marchande du Maroc (1919-1946).
Drapeau des navires français pour les départements d'algérie (1848-1910).
Drapeau du Protectorat français sur la Tunisie (1881-1957).
Drapeau du Liban français sous mandat (1920–1943).
Drapeau du Mandat français de Syrie (1920-1922).
Drapeau de la Fédération syrienne (1922-1924) et de l'État syrien (1924-1930).
Drapeau du Territoire autonome alaouite, plus tard Sanjak de Lattaquié, au sein du Mandat français de Syrie (1920-1936).
Drapeau de l'État d'Alep, au sein du Mandat français de Syrie (1920-1924).
Drapeau de l'État de Damas, au sein du Mandat français de Syrie (1920-1924).
Drapeau de l'État des Druzes, au sein du Mandat français de Syrie (1921-1932).

Drapeaux des anciennes colonies françaises d'Afrique
Drapeau du gouverneur français.
Drapeau du Soudan Français (1958-1959).
Drapeau du Togo français (1957-1958).
Drapeau de la République gabonaise (1959-1960).
Drapeau de Madagascar sous protectorat français (1885-1895).

Drapeaux des anciennes colonies françaises d'Asie
Drapeau de l'Indochine française (1923-1945).
Drapeau du protectorat français sur le Laos (1923-1945).
Drapeau de la Cochinchine (1946–1949).
Drapeau du Tonkin sous protectorat français (1890-1920).
Drapeau du Pays Taï (1948-1955).

Drapeaux des anciennes colonies françaises d'Océanie
Drapeau de la Commission navale Anglo-Française sur le Vanuatu (1887-1906).
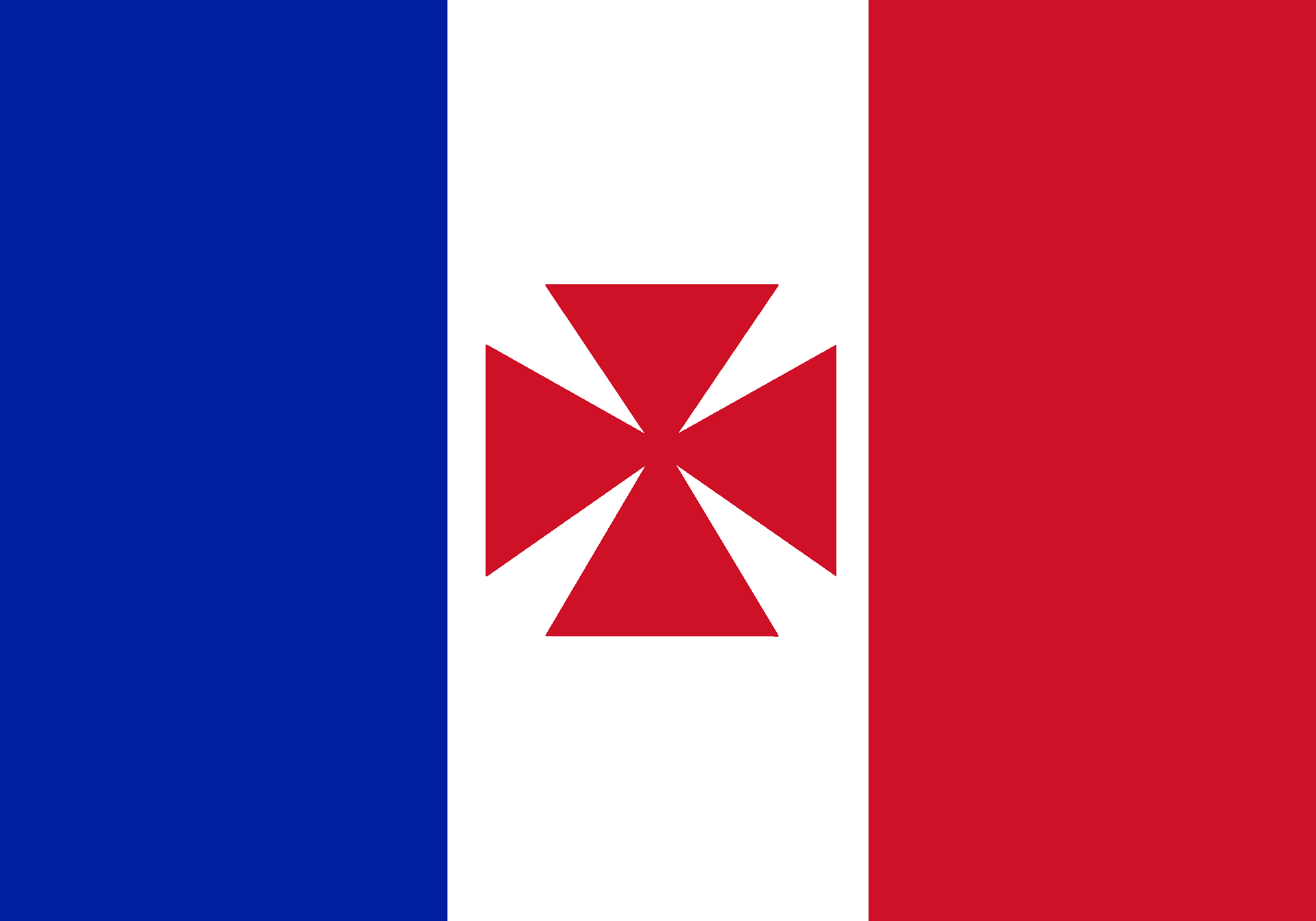
Drapeau du protectorat français sur Uvéa (Wallis-et-Futuna) (1860-1886).
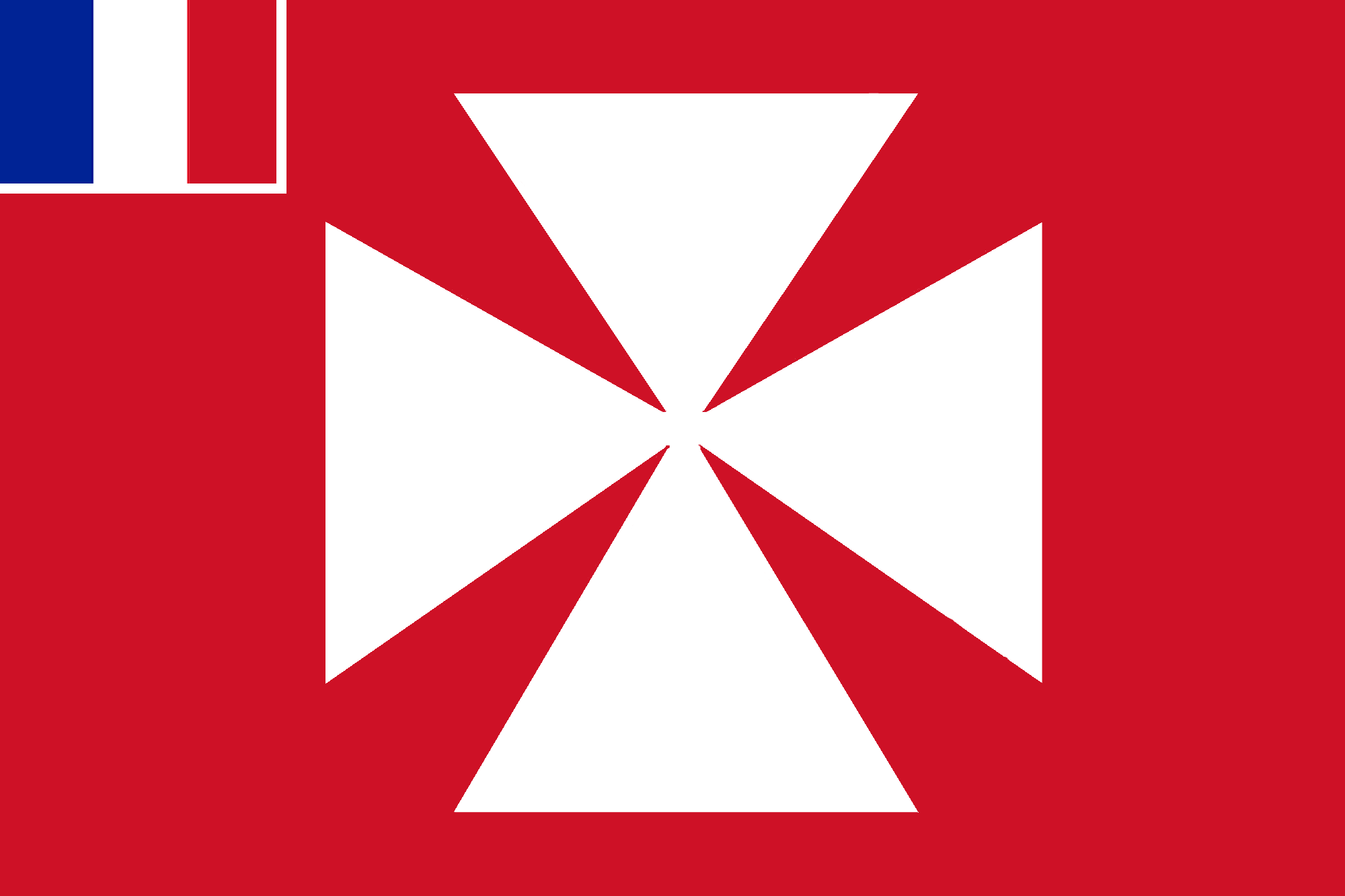
Drapeau du protectorat français de Wallis-et-Futuna (1886-1887).
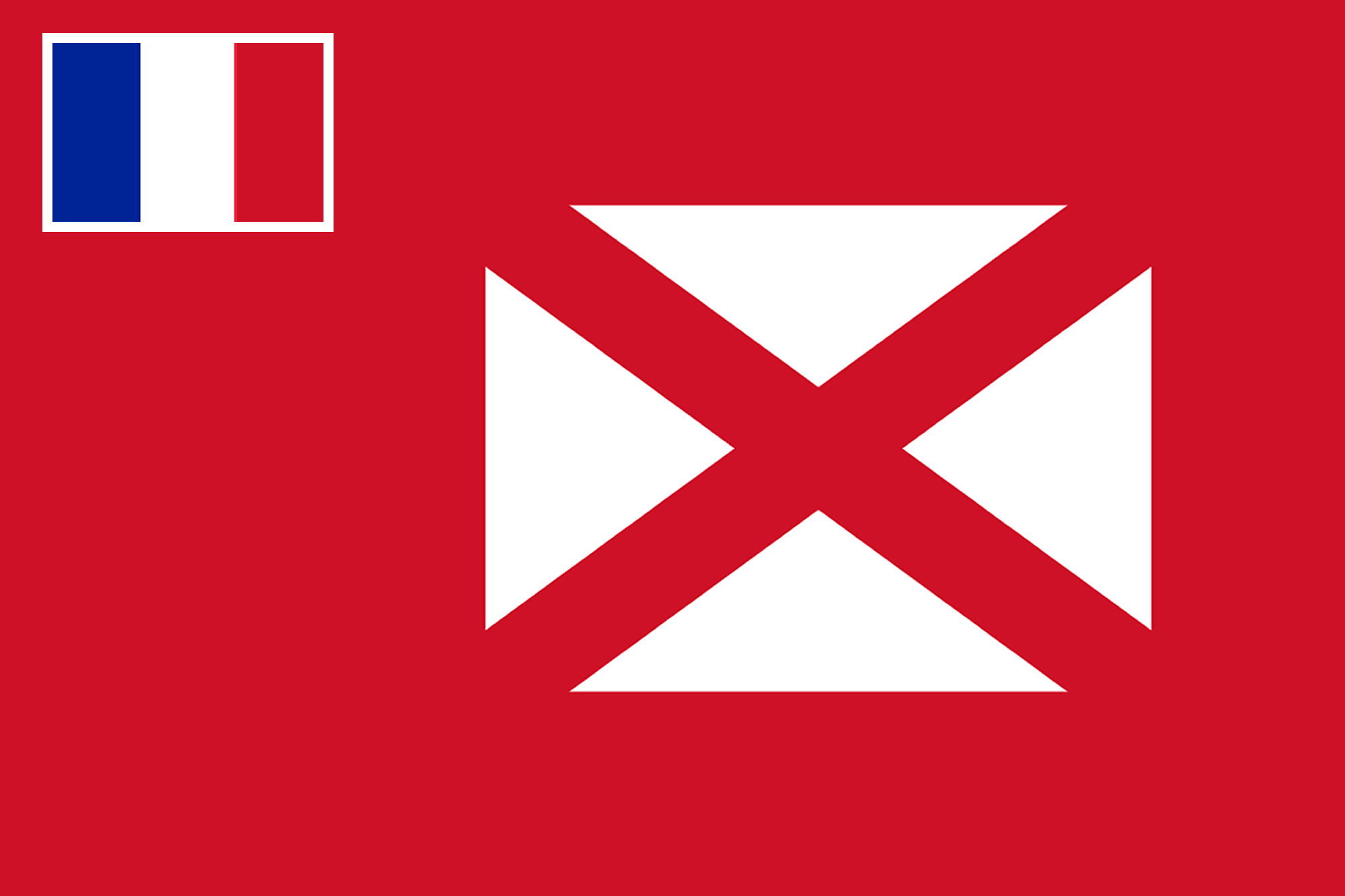
Drapeau du protectorat français de Wallis-et-Futuna (1887-1910).
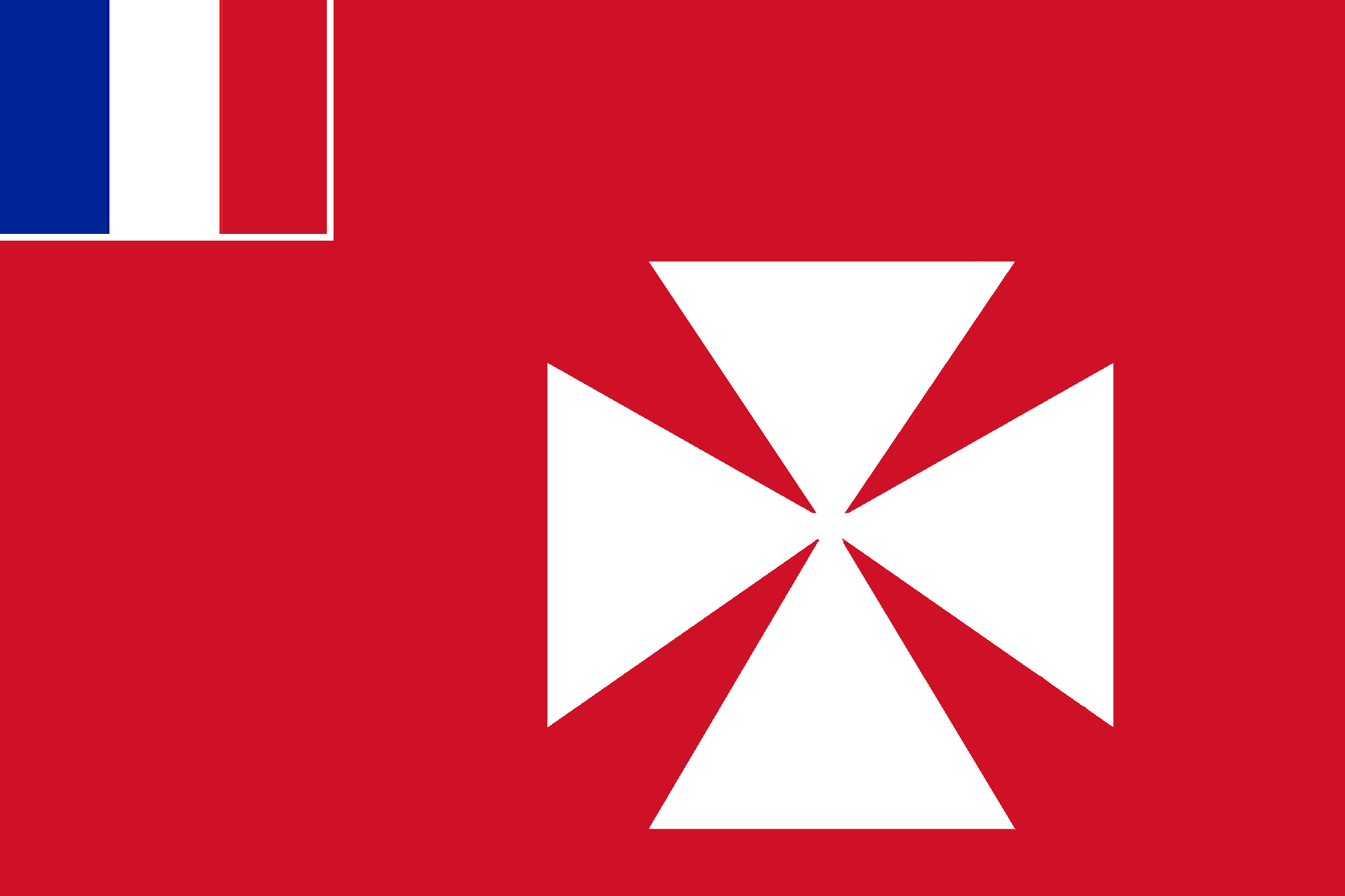
Drapeau du protectorat français de Wallis-et-Futuna (1910-1985).
Drapeau de Tahiti sous protectorat français (1842-1880).
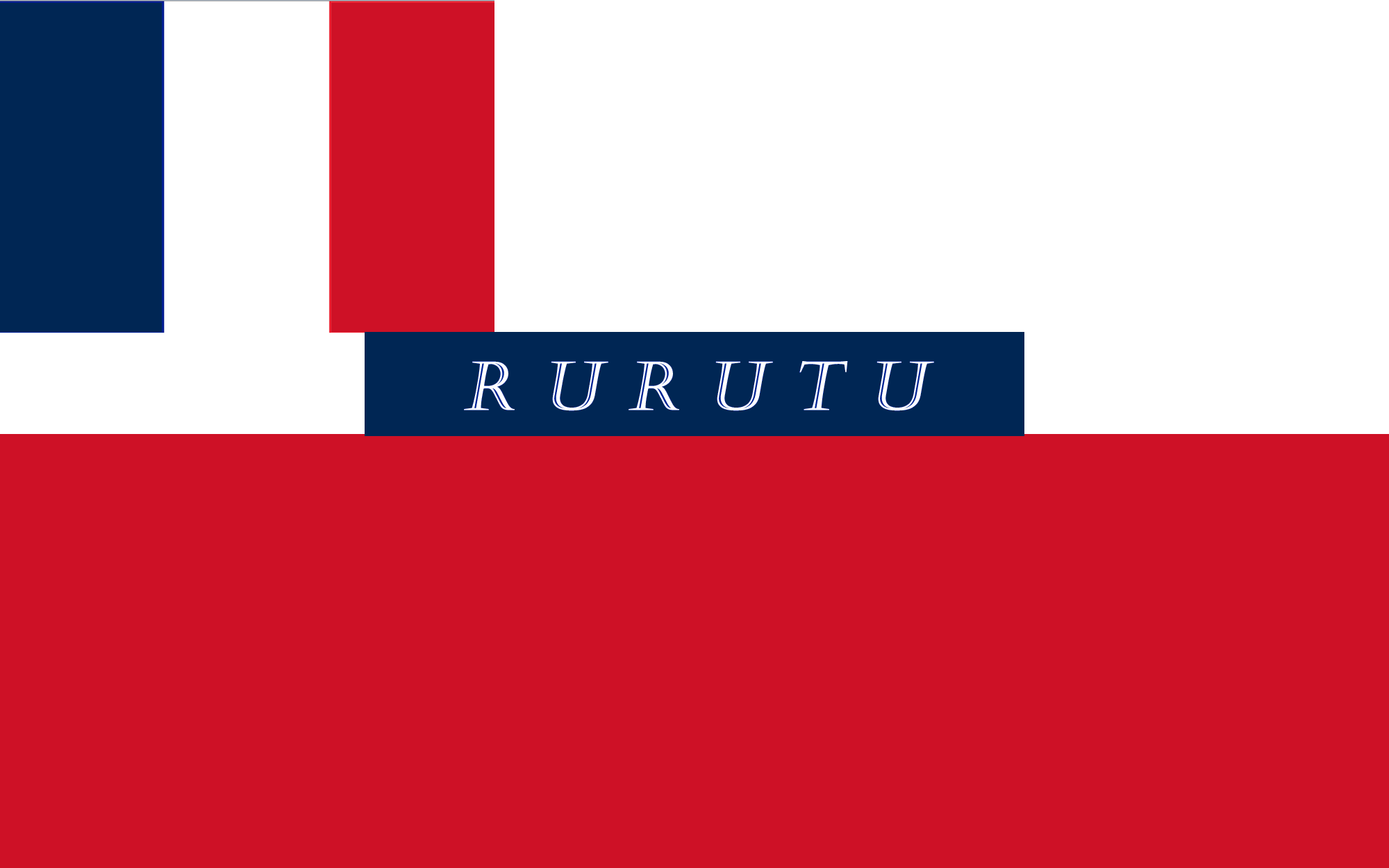
Drapeau du protectorat français sur Rurutu (Polynésie française) (1889-1900).
Drapeau du protectorat français de Rimatara (Polynésie française)(1891-1900).
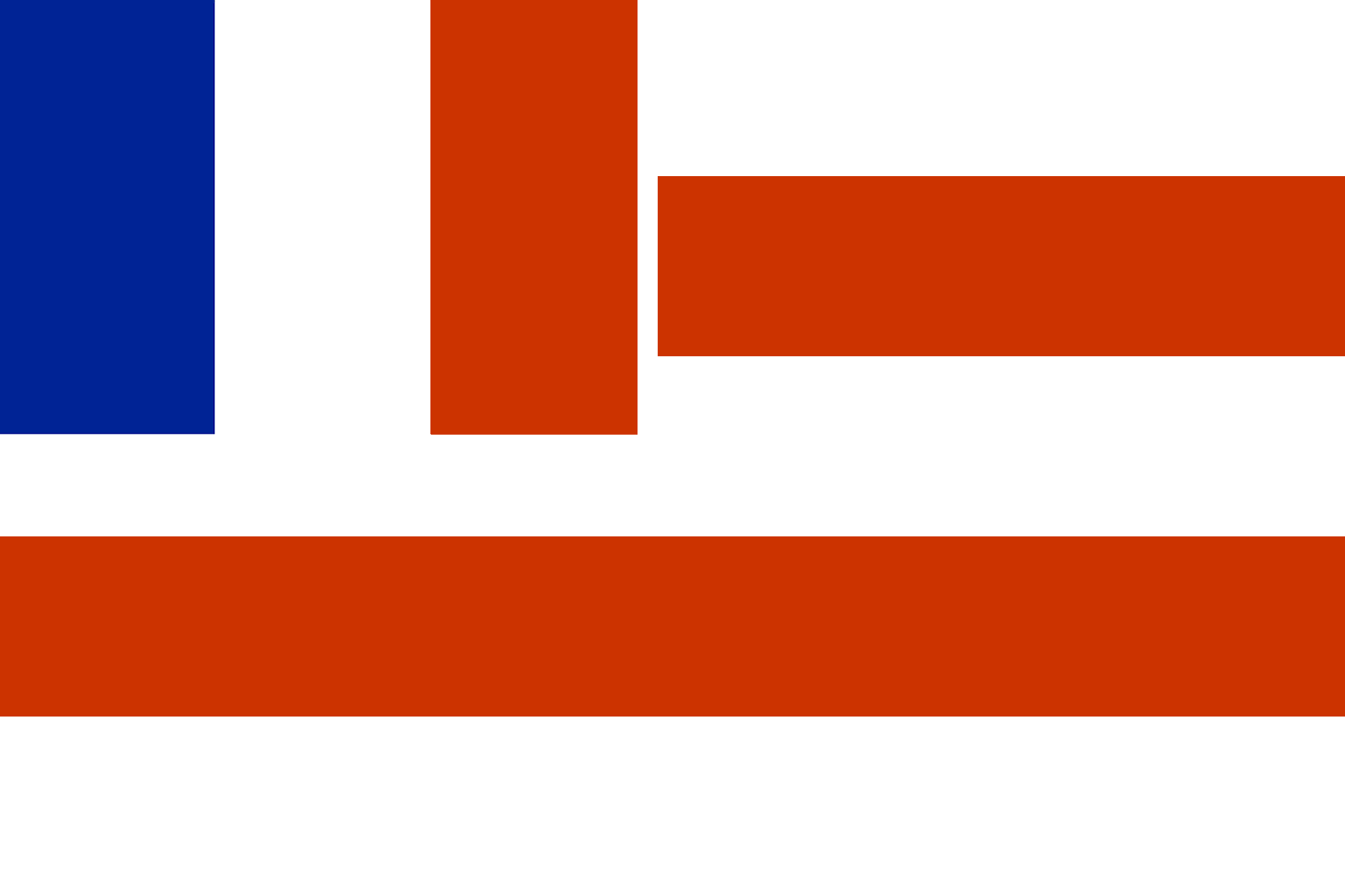
Drapeau du protectorat français de Raiatea (Polynésie française) (1880-1897).

### Dans le domaine du sport

#### Tenues des équipes françaises

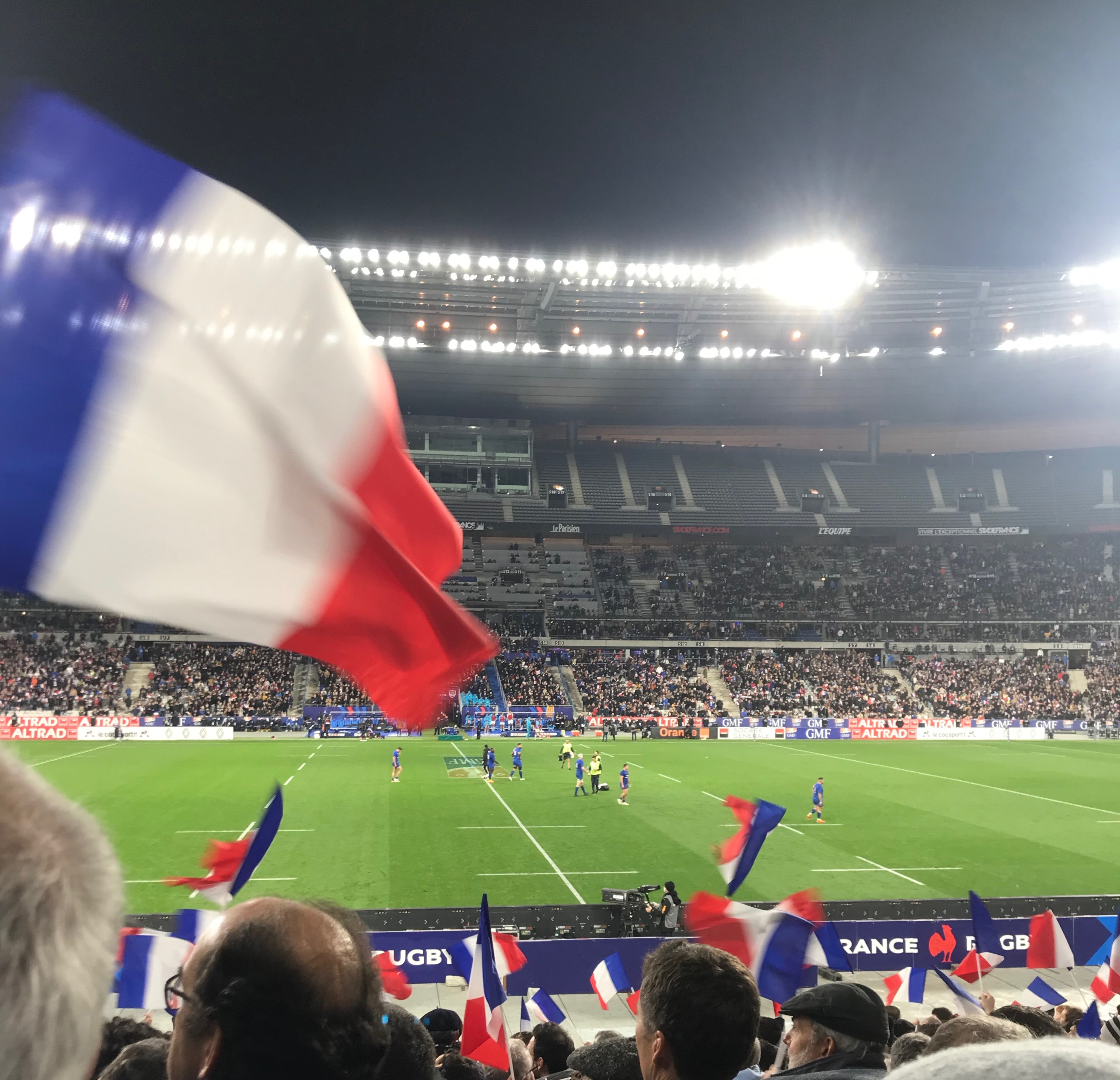
Le drapeau français porté par un supporteur au Stade de France.

Les couleurs de la tenue des équipes nationales françaises de différents sports font référence à celle du drapeau. C'est en raison de la couleur de leur maillot que les sportifs des équipes de France sont maintenant surnommés « les Bleus ». Auparavant, ils étaient appelés « les Tricolores ».
Pour exemple, voici le jeu de maillot de l'équipe de France de football à la Coupe du monde 2010 :
| Couleurs | Bleu, blanc et rouge |
| Domicile | Extérieur            |

C'est logiquement de cette manière que sont habillées les mascottes Jules en 1994 et Footix en 1998.

#### Logos des fédérations françaises de sport
Le drapeau est régulièrement utilisé à des fins de communication ou de publicité, soit en entier, soit de manière partielle, ou comme une simple évocation par l'intermédiaire de ses couleurs. Nombre de fédérations françaises de sport ont ainsi un logo comportant une référence au drapeau, par exemple la FFE (Fédération française d'équitation).

#### Couleurs des équipes hors de France
- Suwon Samsung Bluewings Football Club

### Dans le domaine de la communication d'entreprise

#### Entreprises commerciales
Comme pour les fédérations françaises de sport, nombre de compagnies commerciales françaises ont des logos comportant une référence au drapeau :
- Air France : le logo, basé sur les couleurs nationales, reproduit sur l'empennage et le fuselage des avions, souligne "non seulement l'identité française, mais également les valeurs et l'histoire de la Compagnie qui fête ses 75 ans : le bleu marine, prédominant depuis la naissance d'Air France, évoque le capital historique de la marque et l'efficacité de la Compagnie ; le blanc, couleur de l'exigence, suggère le bien-être et l'art du voyage à la française ; l'accent rouge vif, ponctue et dynamise la marque, soulignant à la fois le chic français et l'attention portée aux clients d'Air France par le personnel de la Compagnie, en aéroport et en vol. (Extrait du communiqué Air France, du mercredi 11 février 2009)
- TF1, première chaîne de télévision généraliste française privée. Le logo adopté depuis 1990 représente le sigle TF1 inscrit en blanc dans un rectangle partagé en deux couleurs : le bleu et le rouge.
- Française des jeux, entreprise publique française détenue à 72 % par l'État qui lui a confié le monopole des jeux de loterie et de paris sportifs sur tout le territoire national. Le logo représente un trèfle blanc à quatre feuilles sur fond bleu. L'une des feuilles possède un carré rouge.
- FRAM, voyagiste français indépendant fondé en 1949. Leur logo, composé de trois cocotiers, a été abandonné en 2006.
- ECF (École de conduite française)
- Crédit immobilier de France : spécialiste du crédit à l'habitat indépendant. Son logo représente une clé sur un fond bleu de forme carrée. En ce qui concerne la clé : l'anneau et la tige sont blanches, le panneton est rouge.
- Carrefour

#### Associations

Drapeau de la Société française de vexillologie.

En ce qui concerne les associations françaises (certaines reconnues d'utilité publique), on peut donner en exemple :
- le Secours populaire français : le logo créé par Grapus représente une main blanche avec une aile rouge et une aile bleue ;
- l'Association des maires de France : le logotype représente une écharpe tricolore formant un hexagone (l'une des locutions désignant la France), avec cette particularité de respecter l'ordre du drapeau national, donc d'être une écharpe de parlementaire ;
- l'Union des Français de l'étranger (UFE) : la plus ancienne association française d'expatriés ;
- le Souvenir français ;
- la Fédération du Scoutisme français dispose d'un logo basé sur les couleurs du drapeau tricolore. La plupart des équipes nationales des associations membres portent un foulard scout déclinant les couleurs du drapeau français ;
- la Société française de vexillologie (association des passionnés de drapeaux, représentante de la France au sein de la Fédération internationale des associations vexillologiques) possède un drapeau créée par son fondateur, le baron Pinoteau, conçu sur le modèle des drapeaux militaires d'ancien régime et associant ainsi les trois couleurs dans une disposition historique (Croix blanche délimitée par un filet alternativement rouge et bleu. Ces filets sont séparés des cantons écartelés bleus et rouges par un filet blanc. Proportions 9-1-1-5-1-1-9).

### Dans le domaine de la communication politique

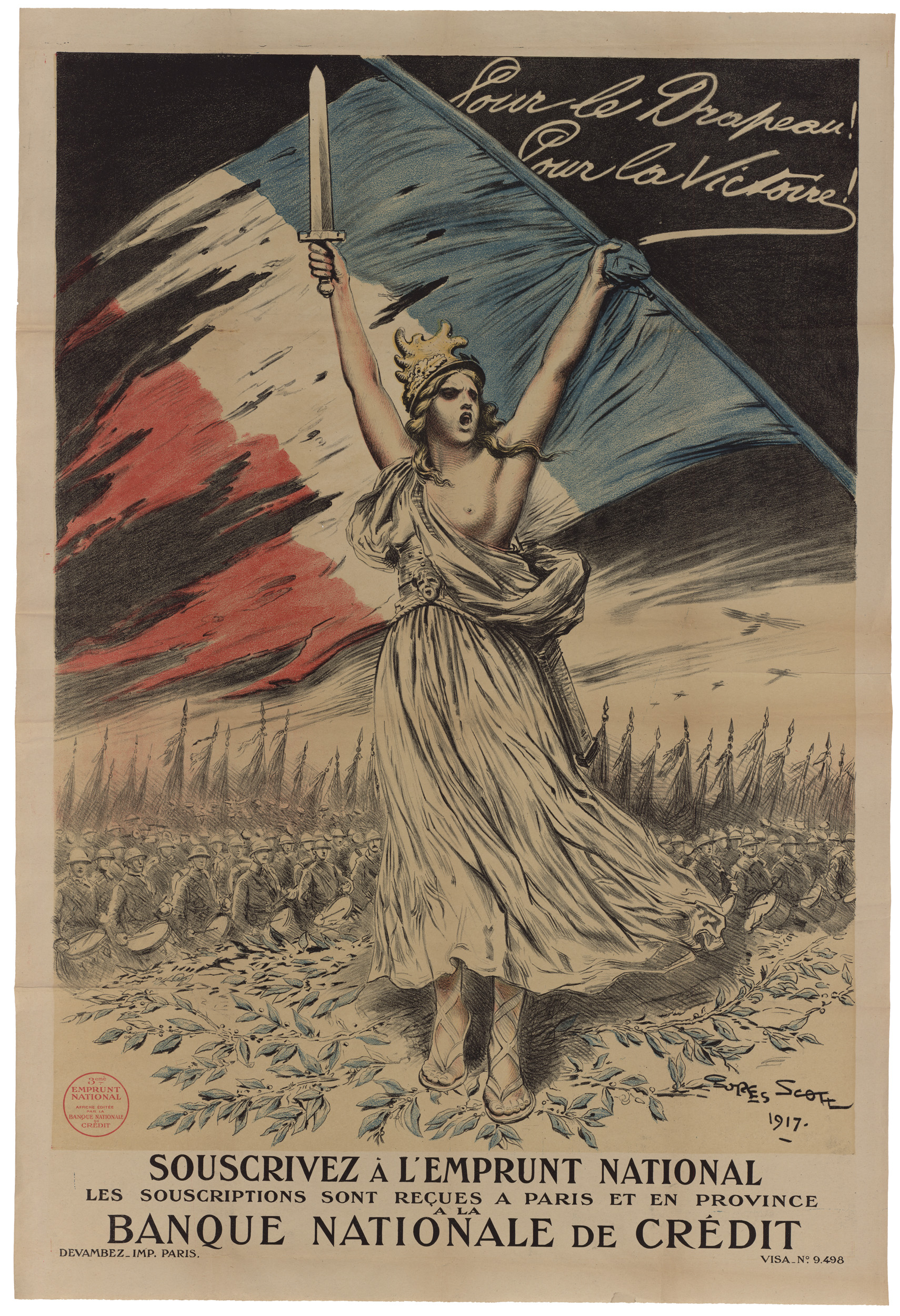
Pour le drapeau! Pour la victoire!

Certains partis politiques nationaux français - principalement de droite - reprennent aussi ce symbole dans leurs logos :
- le Rassemblement pour la République (RPR) ;
- l'Union pour un mouvement populaire (UMP). Son logo représente un arbre de la liberté blanc inscrit au milieu d'un rectangle partagé en deux par deux couleurs : le bleu et le rouge ;
- Les Républicains (LR) ;
- le Mouvement pour la France (MPF) de Philippe de Villiers ;
- le Front national (FN). Son logo représente une flamme composée de trois flammèches de couleurs différentes : le bleu, le blanc et le rouge. Le FN organise également la Fête des Bleu-blanc-rouge en référence au drapeau national.
- Debout la République (DLR) : parti politique de tendance gaulliste et républicaine, créé en 1993 et présidé par Nicolas Dupont-Aignan. Le logo reprend la silhouette du tableau d'Eugène Delacroix : La Liberté guidant le peuple ;
- Le Parti radical, parti le plus ancien de France (fondé en 1901). Son logo représente Marianne en bleu et blanc sur un fond rouge de forme hexagonale en référence à la France.
- Le Forum des républicains sociaux (FRS), parti politique fondé en mars 2001 par Christine Boutin qui fait actuellement partie du Parti chrétien-démocrate.

### Dans la société

#### Honneurs au niveau national

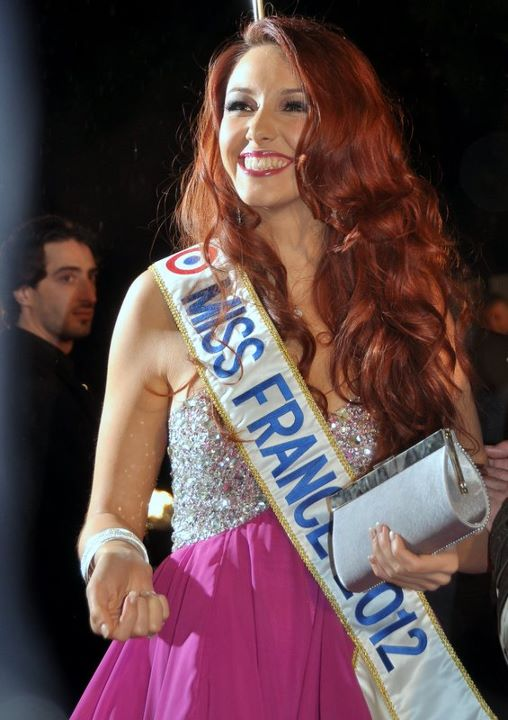
Delphine Wespiser,
Miss France 2012.

- l'écharpe de Miss France arbore une cocarde tricolore.
- la médaille du meilleur ouvrier de France décernée par la Société des meilleurs ouvriers de France est composée d'un ruban tricolore. L'ouvrier a le droit de porter une veste blanche au col tricolore. L'ouvrier récompensé conserve son titre à vie avec l'indication de sa promotion (l'année d'obtention).

#### Hommages à l'international
À la suite des attentats meurtriers commis à Paris le vendredi 13 novembre 2015, de nombreux monuments emblématiques à l'étranger ont été illuminés aux couleurs du drapeau de la France : le nouveau Word Trade Center à New York, le Christ rédempteur à Rio de Janeiro, la tour CN de Toronto (Canada), un immeuble à Taipei (Taïwan), l'opéra de Sydney (Australie), la Tour « Oriental Pearl TV » à Shangaï (Chine) ou encore le Sénat mexicain.

## Œuvres littéraires, artistiques et prouesses techniques

### La Patrouille de France
La Patrouille de France est la patrouille acrobatique officielle de l'Armée de l'air française. Elle réalise des figures avec des fumigènes bleu blanc et rouge.

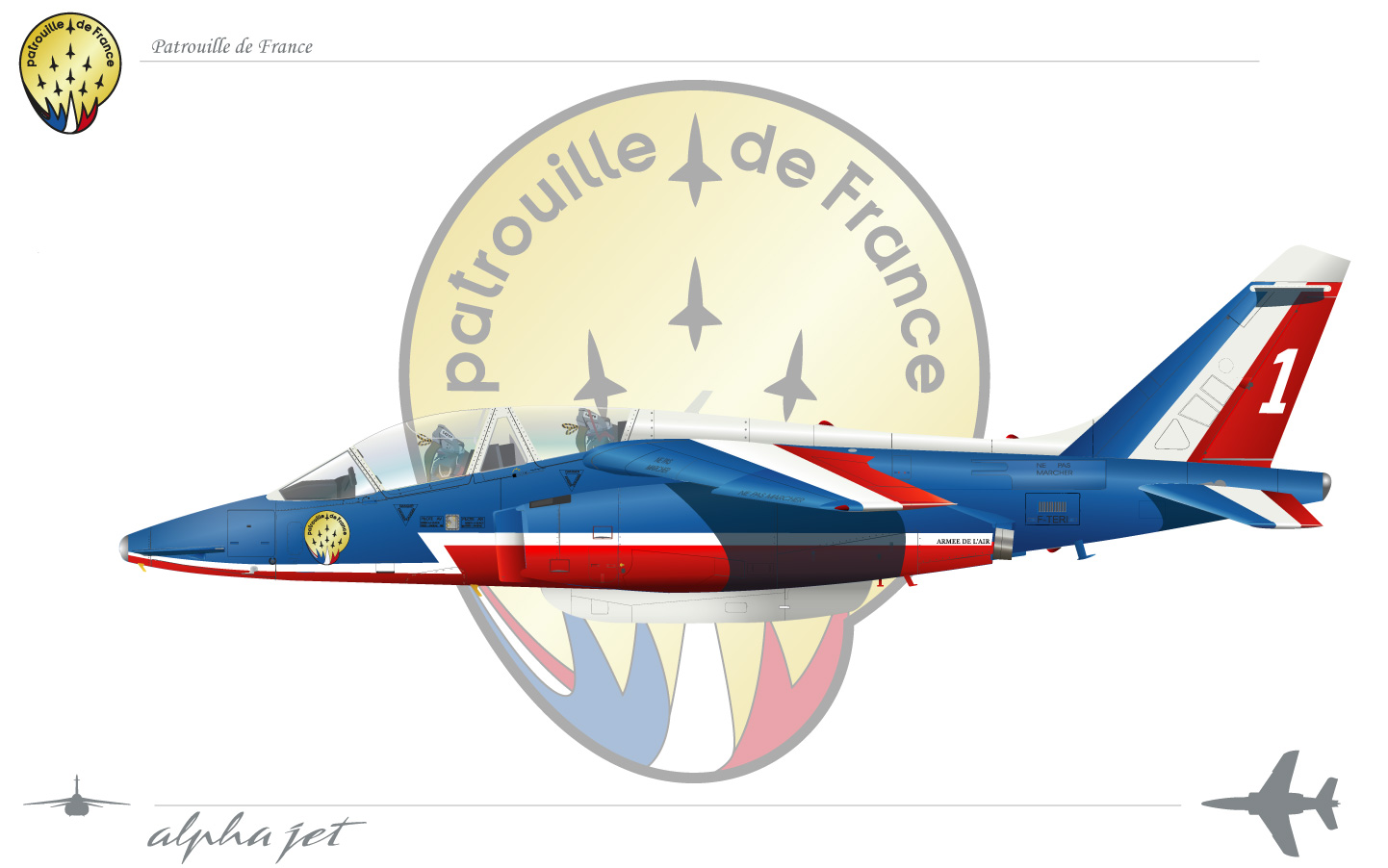
Alpha Jet
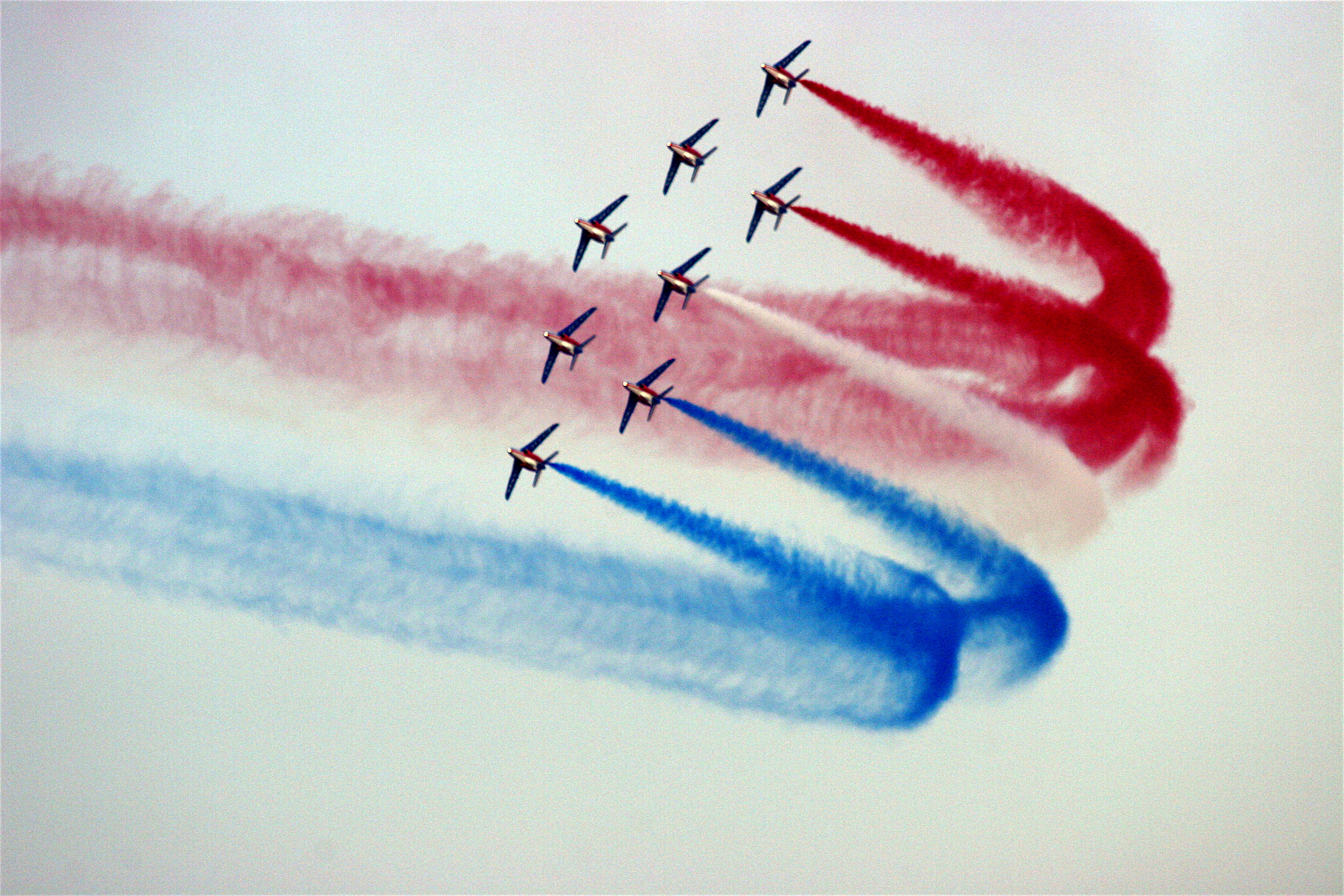
Virage tricolore à huit.
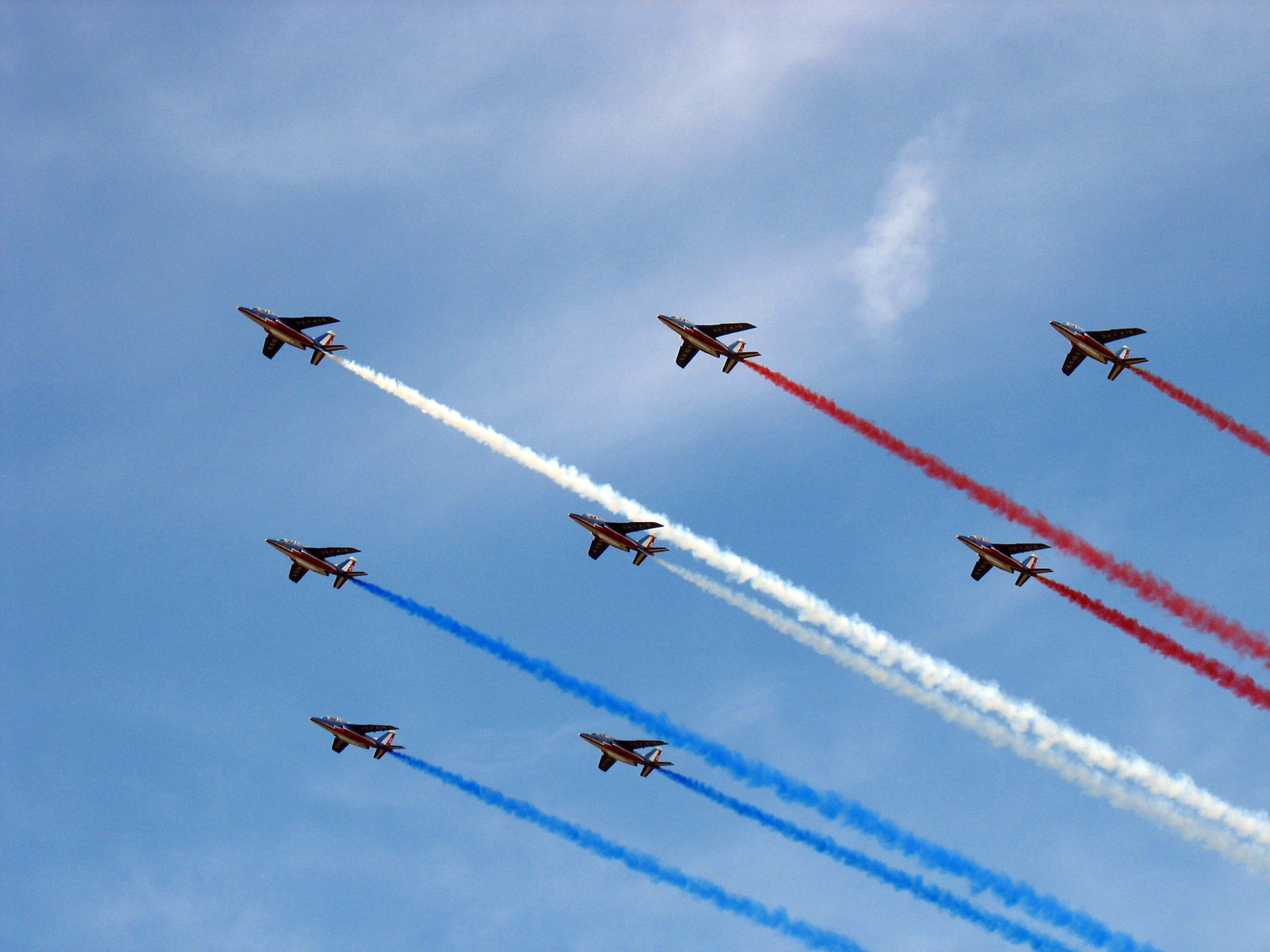
La patrouille de France en formation « diamant » avant les tonneaux simultanés.

### Tableaux
- Eugène Delacroix : La Liberté guidant le peuple (1830), 260 × 325 cm, musée du Louvre, Paris.

Eugène Delacroix : La Liberté guidant le peuple (1830).

- Henri Félix Emmanuel Philippoteaux, Épisode de la Révolution de 1848 : Lamartine repoussant le drapeau rouge à l’hôtel de ville, le 25 février 1848, v. 1848. Huile sur toile, 63 × 27,5 cm. Musée Carnavalet, Paris.
- Henri Félix Emmanuel Philippoteaux, Lamartine faisant acclamer le drapeau tricolore sur le perron de l'Hôtel de ville de Paris.
- E. Charpentier. Alphonse de Lamartine présentant le drapeau tricolore, à l'hôtel de ville de Paris, 1848. Lithographie.
- Jacques-Louis David, Serment de l'Armée fait à l'Empereur après la Distribution des Aigles au Champ de Mars, 1810.

### Monnaie
Tricolore, le drapeau est très rarement représenté sur les pièces de monnaie, unicolores par définition (ou bicolores gris-jaune depuis 1988). Il figure cependant en bonne place sur la face nationale des pièces de 10,, 20, et 50, centimes d'euros ainsi que sur la pièce de 10 euros à l'Hercule gravée par Joaquin Jimenez (en argent, émise en 2012, elle a cours légal en France). Comme en héraldique, les couleurs sont représentées par des hachures conventionnelles ; tout l'arrière-plan, derrière les personnages, représente les trois couleurs : des hachures horizontales pour le bleu sur le tiers gauche, un fond uni pour le blanc sur le tiers médian, des hachures verticales pour le rouge sur le tiers droit.

10 centimes d'euro.
20 centimes d'euro.
50 centimes d'euro.

### Citations
Alphonse de Lamartine dans son discours du 25 février 1848 a déclaré : « Le drapeau rouge que vous nous rapportez n'a jamais fait que le tour du Champ-de-Mars, traîné dans le sang du peuple en 91 et 93, et le drapeau tricolore a fait le tour du monde avec le nom, la gloire et la liberté de la patrie ! »
Dans L'Aiglon, Edmond Rostand évoque le drapeau tricolore :
« ...Plein de sang dans le bas et de ciel dans le haut,
Puisque le bas trempa dans une horreur féconde,
Et que le haut baigna dans les espoirs du monde... »